# Art du Champa
 (juin 2025).
La mise en forme du texte ne suit pas les recommandations de Wikipédia : il faut le « wikifier ».
Les points d'amélioration suivants sont les cas les plus fréquents. Le détail des points à revoir est peut-être précisé sur la page de discussion.
- Les titres sont pré-formatés par le logiciel. Ils ne sont ni en capitales, ni en gras.
- Le texte ne doit pas être écrit en capitales (les noms de famille non plus), ni en gras, ni en italique, ni en « petit »…
- Le gras n'est utilisé que pour surligner le titre de l'article dans l'introduction, une seule fois.
- L'italique est rarement utilisé : mots en langue étrangère, titres d'œuvres, noms de bateaux, etc.
- Les citations ne sont pas en italique mais en corps de texte normal. Elles sont entourées par des guillemets français : « et ».
- Les listes à puces sont à éviter, des paragraphes rédigés étant largement préférés. Les tableaux sont à réserver à la présentation de données structurées (résultats, etc.).
- Les appels de note de bas de page (petits chiffres en exposant, introduits par l'outil «  Source ») sont à placer entre la fin de phrase et le point final[comme ça].
- Les liens internes (vers d'autres articles de Wikipédia) sont à choisir avec parcimonie. Créez des liens vers des articles approfondissant le sujet. Les termes génériques sans rapport avec le sujet sont à éviter, ainsi que les répétitions de liens vers un même terme.
- Les liens externes sont à placer uniquement dans une section « Liens externes », à la fin de l'article. Ces liens sont à choisir avec parcimonie suivant les règles définies. Si un lien sert de source à l'article, son insertion dans le texte est à faire par les notes de bas de page.
- La présentation des références doit suivre les conventions bibliographiques. Il est recommandé d'utiliser les modèles {{Ouvrage}}, {{Chapitre}}, {{Article}}, {{Lien web}} et/ou {{Bibliographie}}. Le mode d'édition visuel peut mettre en forme automatiquement les références.
- Insérer une infobox (cadre d'informations à droite) n'est pas obligatoire pour parachever la mise en page.

Pour une aide détaillée, merci de consulter Aide:Wikification.
Si vous pensez que ces points ont été résolus, vous pouvez retirer ce bandeau et améliorer la mise en forme d'un autre article.
L'art du Champa s'est épanoui au sein de la culture du peuple Cham lorsqu'il occupait le centre du Vietnam actuel, le long de la côte mais aussi les hauteurs, depuis les environs du 11e parallèle jusqu'au sud du 18e. Ce territoire n'a jamais été totalement unifié, plusieurs petits royaumes du Champa, ou principautés, n'ont cessé de se faire la guerre, ou se sont tournés aussi contre leurs voisins, khmers ou du Đại Việt. Ces échanges violents participent d'échanges plus larges, avec l'Inde, l'Indonésie, la Thaïlande qui se retrouvent, entre autres, dans les productions artistiques.
La majeure partie de l'art actuellement conservé couvre une période qui va du VIIe – VIIIe siècle (sanctuaire de Mỹ Sơn) au XIIIe siècle (Po Klong Garai) et jusqu'au XVe siècle (sculpture de style de Yang Mum) ; ce sont essentiellement des bâtiments religieux et leurs sculptures. Il s'agit de sanctuaires hindouistes et bouddhistes, en brique, les murs de brique étant partiellement sculptés à même l'édifice, avec des éléments sculptés dans le grès : linga et leurs soubassements, statues, linteaux, tympans, piliers, ornements placés aux angles des toitures et bien d'autres.

## Un héritage menacé

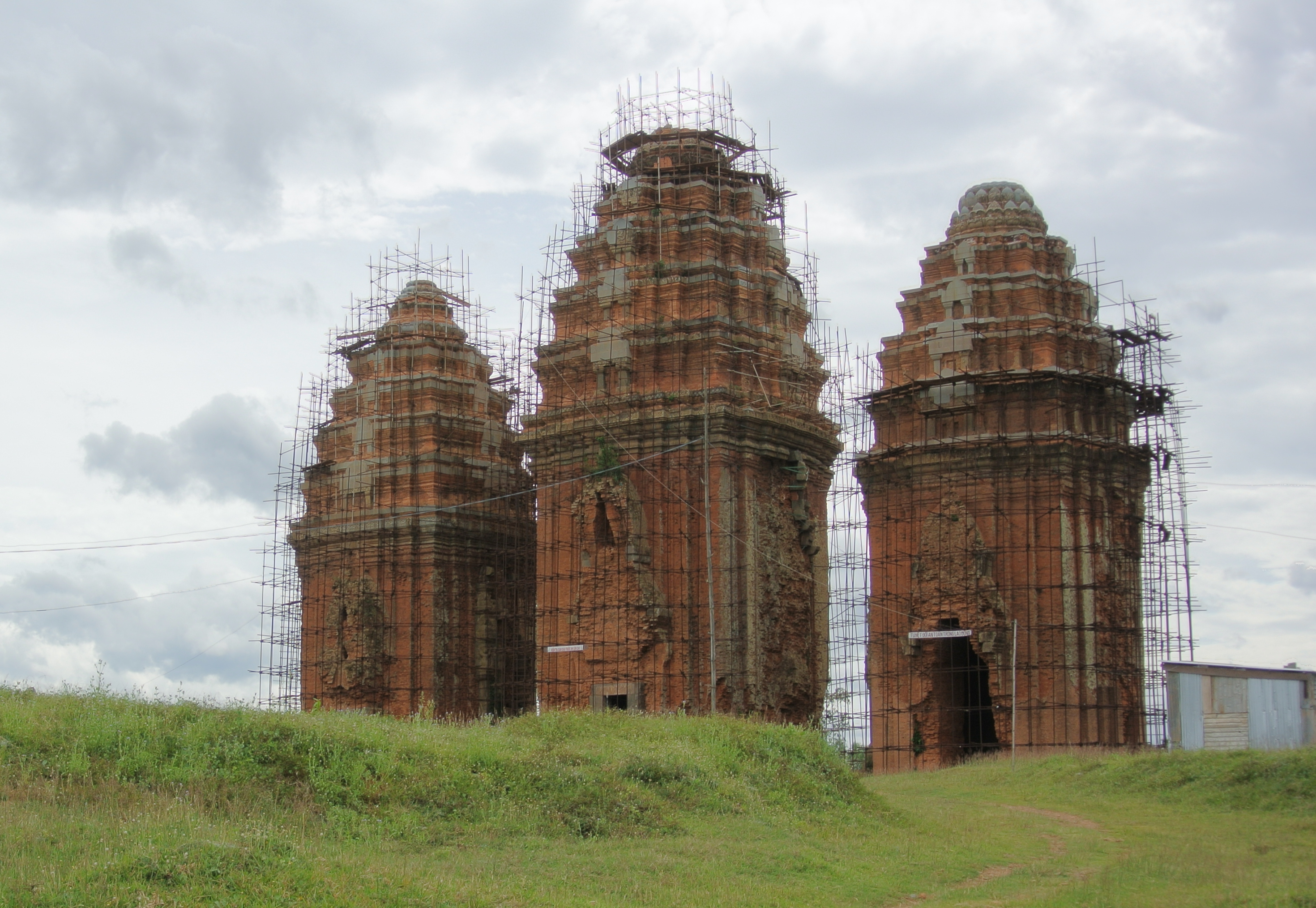
Réfection des tours de Dương Long, district de Tây Sơn, province de Bình Định. Le complexe de Dương Long recèle les tours Cham les plus élevées du pays. Elles sont typiques de la période allant du milieu du.

L’héritage artistique du Champa consiste d’abord en bâtiments de briques, en sculptures en grès – à la fois sculptures en ronde-bosse et des sculptures en relief - et quelques statues et statuettes en métal qui ont survécu. Beaucoup de ce qui subsiste relève de motivations religieuses ou l'affirmation du pouvoir temporel lié au domaine religieux, et seulement quelques pièces seraient purement décoratives. L'art aura donc été motivé par la vie religieuse des Cham, l’Hindouisme (plus spécialement le Shivaïsme), le Bouddhisme et des cultes indigènes.
Ce legs artistique a été décimé par négligence, du fait des guerres, et par un vandalisme récent joint à l'usure du temps. Les belligérants au cours de la guerre du Vietnam ont vraiment aggravé cette dévastation, balayant par exemple tous les vestiges du monastère bouddhiste de Dong Duong (Quảng Nam).
Les négligences continuent encore et toujours d’endommager l’héritage du Champa à l'heure actuelle, tout particulièrement la non-conservation des textes gravés sur les stèles, des pierres qui s'usent naturellement bien qu'elles constituent la meilleure source d’information et qui ne sont toujours pas à l’abri. Par ailleurs, vandalisme volontaire et pillages sont encore d'actualité, et restent un vaste problème.
Des réalisations qui ont été partiellement détruites ou qui ont totalement disparu sont documentées grâce au travail rigoureux de quelques chercheurs français, dont Henri Parmentier (1871-1949) et Jean Boisselier (1912-1996). Ces chercheurs ont pris des photographies qui restent des documents de très grande valeur. Et ils les ont complétées :  dessins, relevés d'architectes (plan-coupe-façades) et descriptions détaillées. De nombreuses restaurations, des fouilles archéologiques sont en cours alors que la présentation de l'art du Champa s'améliore dans les musées du Vietnam et progresse dans la littérature scientifique.

## Repères historiques, culturels, artistiques
L'émergence des premiers États en Asie du Sud-Est se révèle peu à peu dans toute sa complexité.
La langue des Cham appartient à la famille austronésienne. Les Cham arrivèrent par voie maritime, probablement de Bornéo, vers la fin du Ier millénaire avant l'ère commune. Leurs cultes s'insèrent dans un système « local » pour produire des pratiques essentiellement animistes lesquelles se mêleront avec le système « cosmique » des dieux importés de l'Inde : l'art qui en découle est donc un art complexe. Ces images, les statues de culte en particulier, étaient ardemment vénérées par les populations locales mais aussi par des pèlerins, notamment bouddhistes, qui pouvaient venir de très loin en Asie du Sud-Est. Le shivaïsme était le culte essentiel fondant les assises du pouvoir royal ; le vishnouisme jouait un rôle secondaire. Le bouddhisme du Grand Véhicule (Mahayana) occupait une place privilégiée aux VIIIe et IXe siècles.

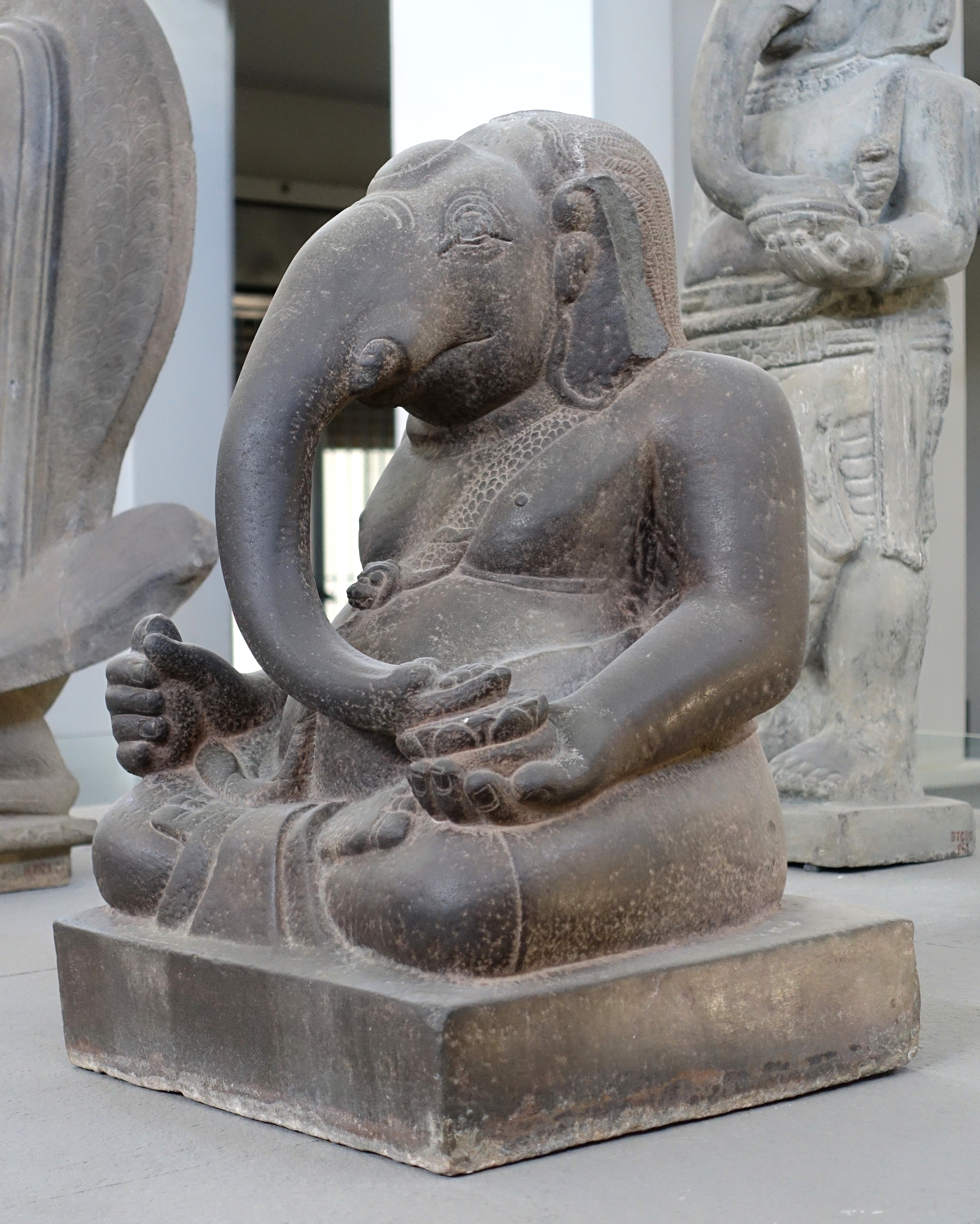
Ganesh. Mỹ Sơn, tour-sanctuaire E5. VIIe siècle. Musée de Đà Nẵng

Les Cham sont des navigateurs et des marchands. Ils sont ainsi entrés en relation avec les marchands Indiens et avec des populations indianisées des îles du Sud-Est asiatique. Quelques inscriptions, qui témoignent de l'implantation du sanskrit de l'alphabet Pallava, datent des IVe et Ve siècles. Les premières œuvres d'art qui nous sont parvenues datent du VIIe siècle, période dont on possède le nom d'un souverain, Prakāśadharma (r. 653-après 687), mais le Champa n'a jamais été unifié que de manière éphémère.
L’histoire du Champa fut une alternance de conflits et de coopération entre les peuples de Java, les Khmer de Angkor au Cambodge et le peuple du Đại Việt, au nord du Vietnam. Cet empire Đại Việt occupa progressivement le Champa. En effet, si les Cham ont continué de conquérir des territoires jusqu'en 1653, le Champa cessa d'exister en 1692, sous la pression du  Đại Việt. La stylisation de plus en plus poussée dans la statuaire Cham de style Yang Mum aboutit finalement à l'abstraction la plus totale, au XVIe siècle, dans des stèles funéraires représentant des souverains divinisés. Les plus récentes pourraient dater du début du XXe siècle.
Les Chams utilisaient la brique pour bâtir. Ces bâtiments sont directement transposés de l'architecture sacrée de l'Inde et du monde indianisé. Les murs de brique, à l'extérieur, étant partiellement sculptés dans l'édifice et soigneusement polis. La sculpture conservée dans les musées est essentiellement en grès, le bronze a peu survécu, les métaux précieux encore moins. Mais les Cham ont pratiqué tous ces matériaux avec une parfaite maîtrise. La céramique semble avoir été peu remarquée en tant que pratique artistique. Les matériaux fragiles dans le climat de l'Asie du Sud-Est, comme le bois, sculpté et peint, n'ont apparemment pas survécu . Les musées du Vietnam conservent la plus grande partie de la sculpture cham, et le musée Guimet, à Paris, en dispose d'une collection bien représentative.

## Éléments d'histoire de l'art du Champa

### Origines
Dès l'origine, l'art des Cham, peuple de marins, reflète ses échanges avec les cultures voisines. Probablement originaires de Bornéo, ils furent de tous temps en contact avec leurs voisins d'Indonésie (Java), et plus loin, avec le Sri Lanka et l'Inde du Sud, mais aussi avec le Fou-nan, un État centré sur le delta du Mékong (et sur la province de Kiên Giang, au sud du Vietnam actuel) où la sculpture hindou-bouddhiste apparait dès le VIe siècle. L'hindouisme et le bouddhisme étaient donc des rencontres obligées. Les inscriptions sanscrites de la fin du Ve siècle, à proximité du sanctuaire de Mỹ Sơn, mentionnent la fondation d'un temple en l'honneur d'une forme de Shiva associée au nom du prince local et donateur, Bhadravarman Ier. Dès lors le pouvoir s'associait avec le religieux.
Avec la dynastie Han (206 AEC- 220 EC) et les dynasties suivantes, les comptes-rendus chinois   évoquent l'établissement de commanderies et des conflits avec les habitants du « Linyi », qu'il faut entendre comme étant le Champa. Ce n'est que dans la seconde moitié du Ve siècle que des relations apaisées s'établissent entre le Linyi et la Chine. À la fin du Ve siècle, les annales de la dynastie Liang mentionnent la présentation «par le royaume de Linyi» d’une «image d’Amitayus» (du Bouddha Amitābha) à la cour chinoise.

### Caractères spécifiques: questions d'histoire et d'architecture
Recherches en cours / « premières » époques : Avant 2005, les premières œuvres qui nous étaient parvenues de l'art du Champa semblaient pouvoir être datées du règne de Prakāsàdharma dans la seconde moitié du VIIe siècle. Mais le style encore problématique, alors, d'An Mỹ (?), circa Ve – VIe siècle pourrait s'avérer un jalon essentiel. Avec les œuvres du VIIIe siècle elles accusent toutes des liens manifestes avec les arts indiens et indianisés.
Fondations royales : Les fondations d'édifices sont restées le privilège des rois, tandis que le temple demeurait fidèle au modèle indien initial de la tour-sanctuaire abritant l'image de la divinité. L'exemple de Mỹ Sơn montre deux types de monuments, les temples à des ancêtres de lignées royales divinisés, prenant des formes de Śiva (par exemple Īśāneśvara en l'honneur du roi Īśānavarman), et d'autre part, les temples dédiés à des formes différentes de Śiva: Bhadreśvara, Śambhubadhreśvara ou Īśānabhadreśvara.

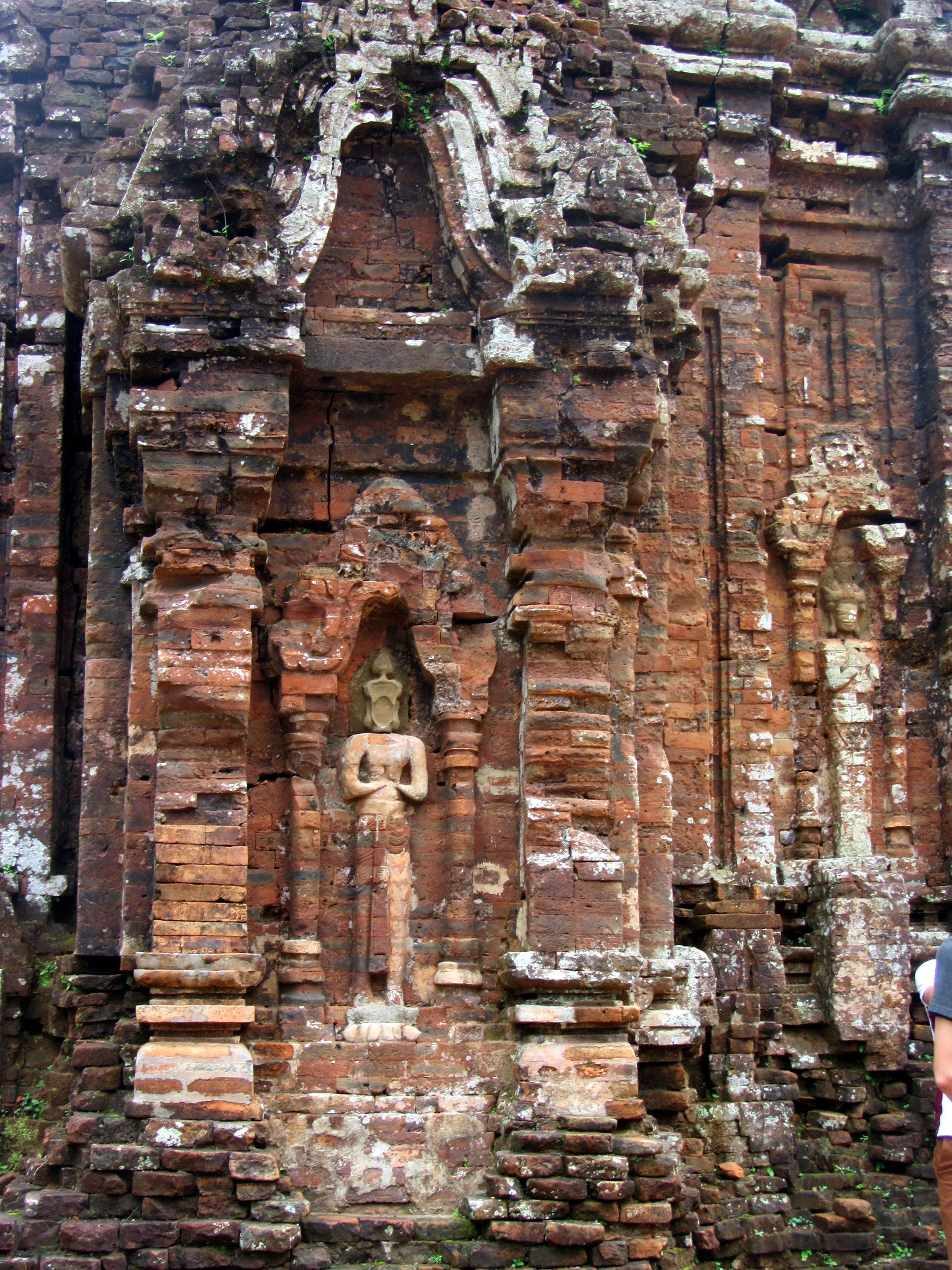
Décor architectural et sculpture (brique et grès jaune).
Mỹ Sơn, temple C1. XIe siècle

Le sanctuaire et ses annexes, un groupe de bâtiments : Le site sacré de Mỹ Sơn est l'ensemble monumental le plus important du Champa. Comme de nombreux sites Cham, les édifices de Mỹ Sơn ont été construits à différentes époques réparties sur la longue durée d'occupation, du Ve au XVe siècle. Les nombreux bâtiments d'un site comme Mỹ Sơn constituent des groupes, huit groupes dans ce cas (de A et A' à H) et quatre isolés (de K à N). La tour-sanctuaire, kalan (« temple ») est l'élément central de chaque groupe. Mais un groupe est constitué d'édifices de différentes époques, et parfois édifiés sur d'autres plus anciens, disparus. Les temples ne sont pas orientés dans la même direction ; ces temples shivaïtes devraient s'ouvrir vers l'Est, mais beaucoup s'ouvrent à l'Ouest sans que l'on puisse savoir pourquoi. Le sanctuaire est entouré d'une enceinte qui s'ouvre par un gopura, une porte monumentale, dont l'accès se fait par une rampe d'escalier à Mỹ Sơn G1 (entre 1147 et 1162).
Typologie des bâtiments : Pour prendre un exemple significatif concernant la typologie des bâtiments, restons sur l'ensemble de Mỹ Sơn. Les divinités hindoues étant censées habiter sur le mont Meru, le temple apparait comme un mont Meru en miniature, une tour ; l'ensemble comporte donc de nombreuses tours mais aussi d'autres à la silhouette bien différente. Ainsi, on trouve très souvent un bâtiment situé au sud du bâtiment principal et qui présente une silhouette en selle de cheval ; couvert d'un toit vouté en encorbellement, il permettait peut être la préparation des offrandes destinées au temple, il s'agit en tout cas d'un monument cultuel et non d'une « bibliothèque » ou d'un « trésor ». De même une salle longue, à nef unique ou à plusieurs nefs, qui semble servir de lieu d'assemblée. Le groupe E de Mỹ Sơn comporte ainsi neuf constructions, six tours-sanctuaires, la porte d'entrée (gopura), la « tour d'offrandes » (kosagrha) et un édifice secondaire. Leur construction se situe entre les VIIe / VIIIe siècles et les XIIe / XIIIe siècles. Ces édifices, comme ailleurs au Champa, ont été restaurés sous diverses dynasties. Les restaurations ont donné lieu à des réutilisations de parties récupérables qui se trouvent donc insérées dans des bâtiments de construction plus récente. Aussi les styles se mêlent souvent dans le même édifice.
Architecture de temples hindouistes : Les premières réalisations de Mỹ Sơn sont datées de la seconde moitié du VIIe siècle (règne de Prakâsàdharma), Mỹ Sơn étant alors capitale religieuse de cette partie du Champa. Elles sont stylistiquement proches de l'architecture des temples hindouistes post-gupta. Il en reste, en particulier, un piédestal surmonté d'un linga, admirablement décoré (piédestal du temple E1, musée de la sculpture cham de Da Nang). L'architecture (et, en conséquence, la statuaire) sera très majoritairement une architecture de temples hindouistes.
Styles : dominations culturelles temporaires. Le sanctuaire de Đồng Dương, pour prendre un exemple significatif, a donné son nom au style correspondant comme ce fut le cas pour d'autres, le style de Đồng Dương, sachant que d'autres bâtiments, parfois situés assez loin, comme à Mỹ Sơn les temples A10, A11, A12, A13, B1, B2 et B4, portent l'empreinte de cette domination culturelle temporaire. Vers la fin du Xe siècle, le roi Indravarman II construisit en effet le grand ensemble bouddhiste de Dong Duong dans un style très différent du style de Mỹ Sơn E1, et sans ces références appuyées à l'art indien. La statuaire de Đồng Dương, accuse une originalité très marquée par de fortes contraintes stylistiques : coiffures complexes et fouillées, lèvres épaisses et moustaches, nombreux motifs décoratifs géométriques qui prendront d'autres formes similaires au cours des siècles suivants.

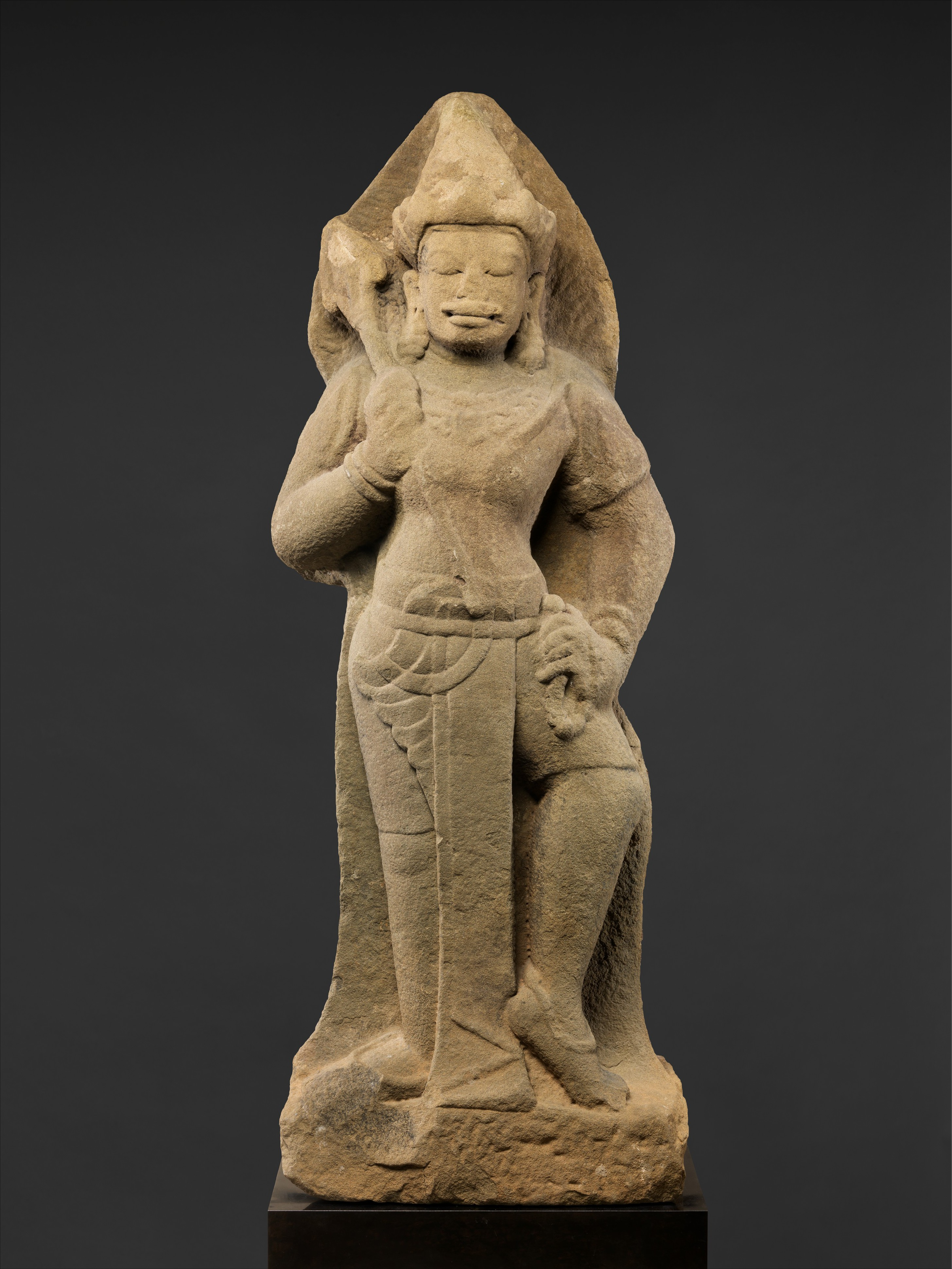
Shiva ou gardien de temple (dvārapāla), v. 900-950. Grès, H. 128 cm. Style proche de Mỹ Sơn. Met

Influence de l'art khmer : À partir de la seconde moitié du Xe siècle et au XIe siècle, un style nouveau apparaît avec la tour A1 de Mỹ Sơn, influencé par l'art Khmer et l'art classique de Java centrale (750 env.-950 env.). Cette tour, l'un des plus beaux monuments cham, a été malheureusement détruite durant la guerre du Vietnam. Les autres édifices de ce site ont gardé un aspect monumental. La décoration sculptée, harmonieuse et élégante, présente des visages empreints de douceur, éclairés d'un fin sourire.
Dénomination double : Le style Bình Định (XIIe et XIVe siècles) tire son nom de la province actuelle où s'est développée la ville-capitale ancienne, qui donne parfois, elle aussi, son nom à l'État ancien de Vijaya. Influencé par Angkor, son architecture est caractérisé par l'aspect de plusieurs tours de l'ancienne capitale, Vijaya. Mais ce style porte aussi le nom de « style de Tháp Mâm », du nom d'un célèbre sanctuaire. Les sculpteurs accordent alors beaucoup de soin à la stylisation harmonieuse des formes. Les éléments décoratifs s'intègrent totalement, dans les meilleurs exemples, aux figures et à leurs poses. La sculpture y est travaillée par une belle stylisation des formes en réduisant les anecdotes, les accessoires.

## Matériaux

### La conservation des matériaux
Si l'argile de bonne qualité abonde dans tout le pays, le grès est bien plus rare et parfois résistant mal aux intempéries.
Les vestiges de l'art classique cham qui subsistent aujourd'hui sont, pour l'essentiel, des temples en brique, des sculptures en grès en ronde-bosse, et des sculptures en grès en haut et bas-relief. Quelques sculptures en bronze et objets décoratifs en métal subsistent également. Il n'y a pas de marbre ou aucune autre pierre de qualité supérieure dans la région. De même, il n'y a pas de peinture ou de dessin qui aurait subsisté. Cependant des traces, parfois importantes témoignent d'un usage de la couleur. Un enduit recouvrait l'intérieur et l'extérieur des édifices sacrés, qui étaient ensuite peints.
Le peuple Cham a certainement écrit, et peut-être aussi dessiné, sur des feuilles qui n'ont pas résisté au climat chaud et humide de la côte vietnamienne. Les articles en matières périssables, comme le bois, n'ont, pour la plupart, pas survécu.
La céramique cham est peu documentée, mais elle était de qualité, en grès à couverte allant du brun à la couleur céladon et était exportée.

### Métaux et bijoux

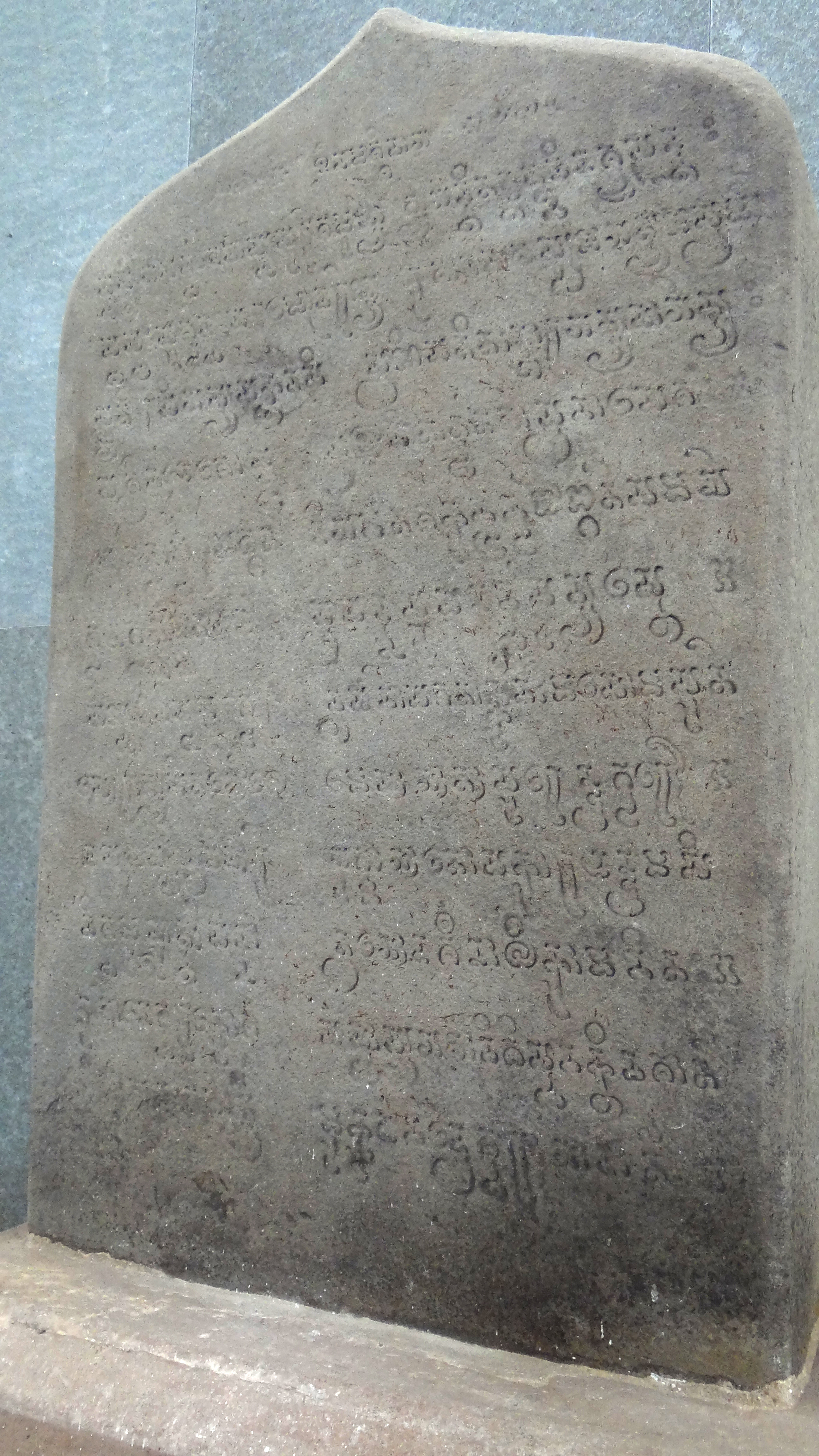
Stèle inscrite, datée 687. Invocation à Śiva pour 2 offrandes précieuses[N 3]. Musée de Đà Nẵng
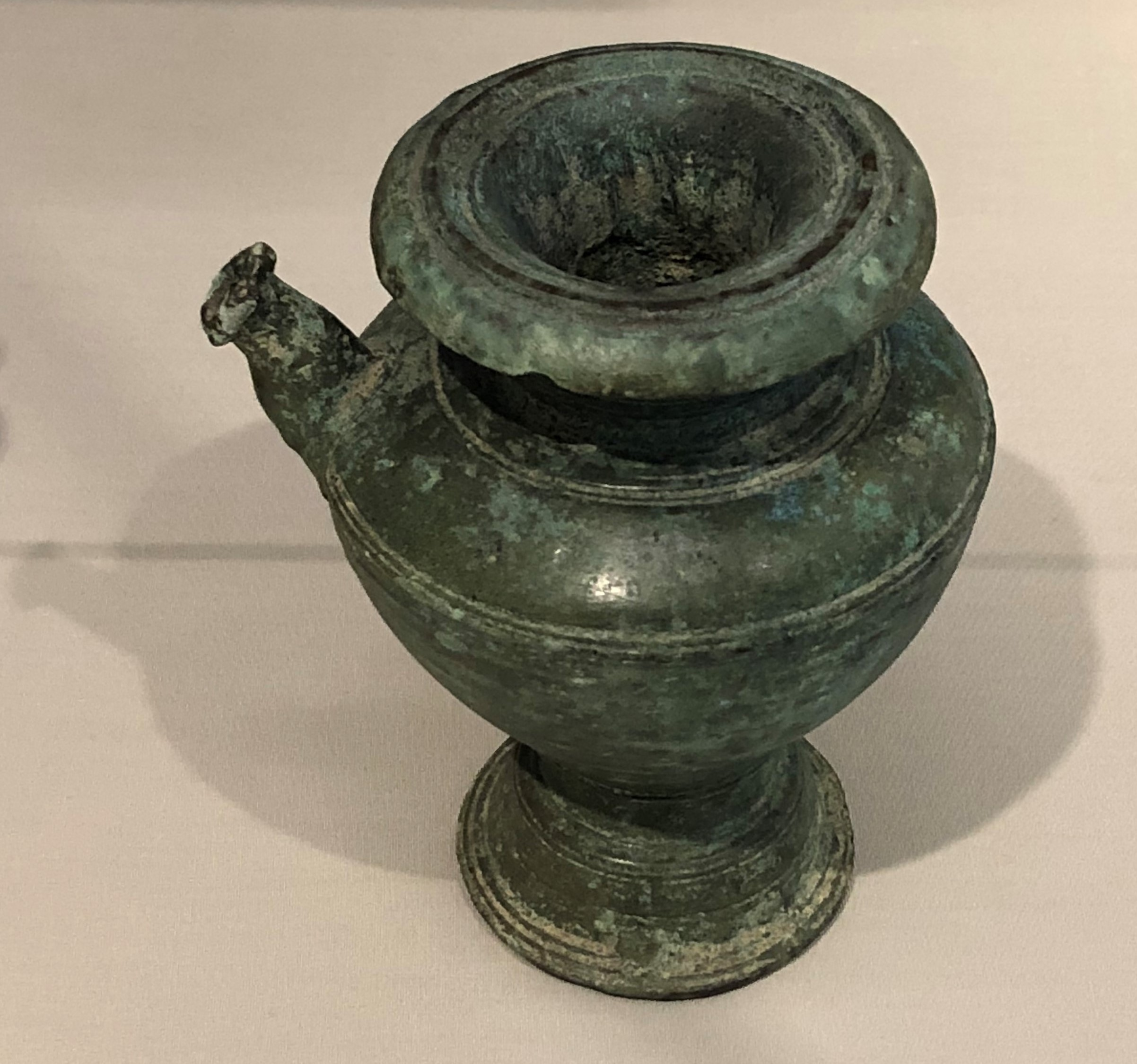
Verseuse kendi. Bronze. Xe siècle. Musée des civilisations asiatiques (Singapour)
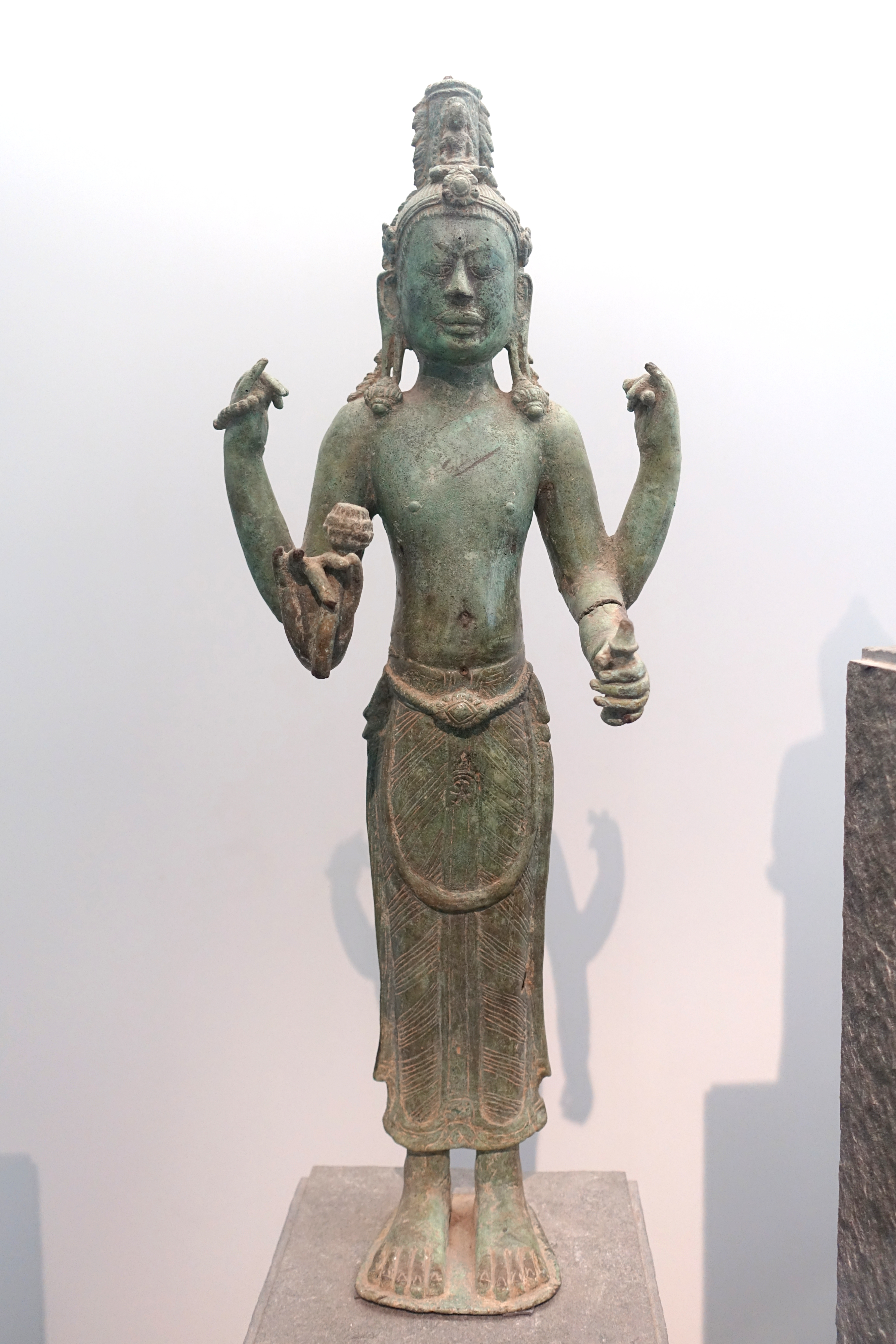
Avalokitesvara (vêtu plus "local" que le suivant). Hoài Nhơn, Bình Định. VIIIe – IXe siècle. Bronze, H. 64 cm. MH Vietnam
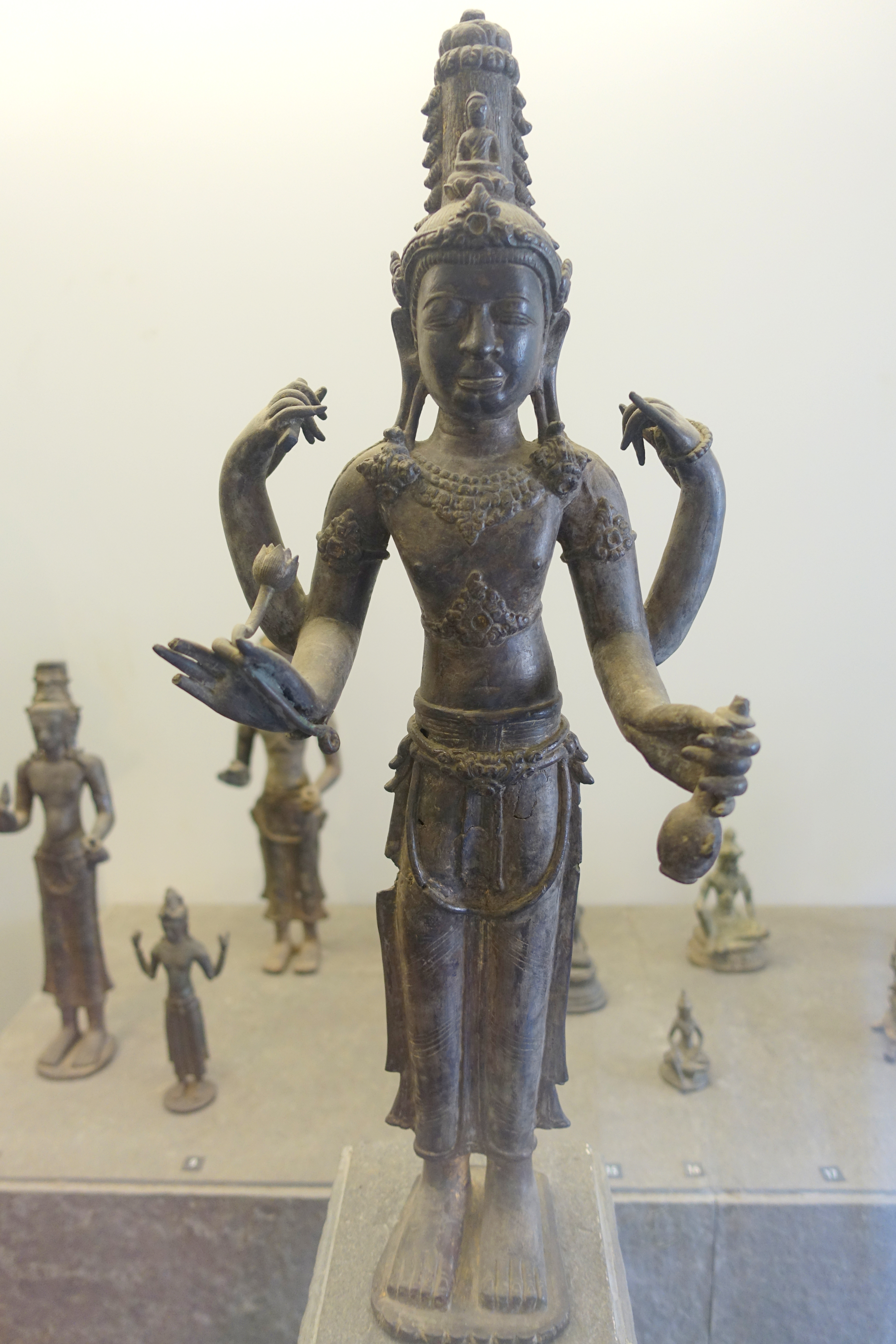
Avalokitesvara. Env. de Đại Hữu, Quảng Bình. c. Xe siècle. Bronze. H. 54 cm.MH Vietnam[21],
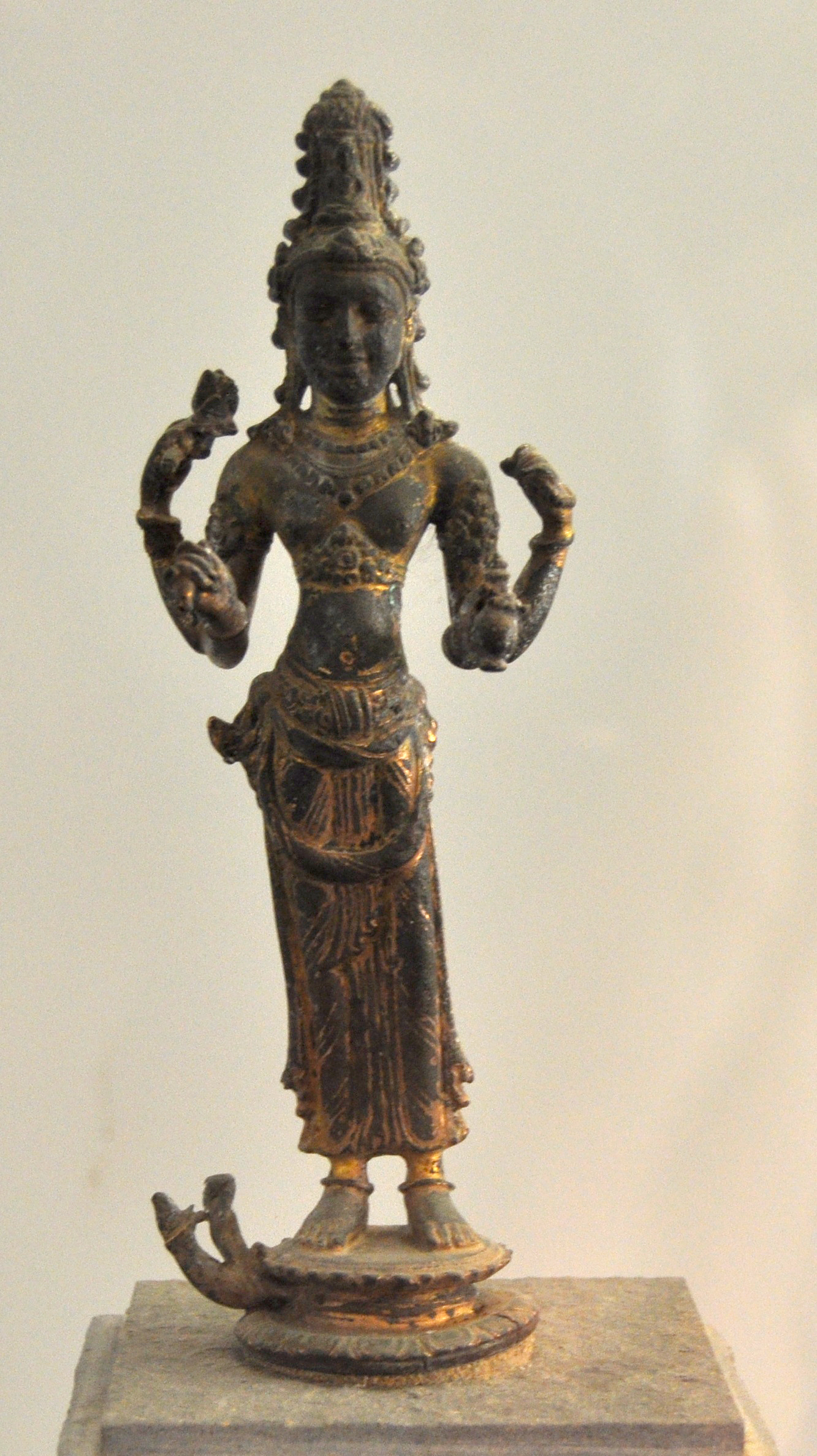
Avalokiteśvara (vêtu comme un prince, et, dans sa coiffure, le jina Amitābha. Xe siècle (?). Bronze doré. MH Vietnam
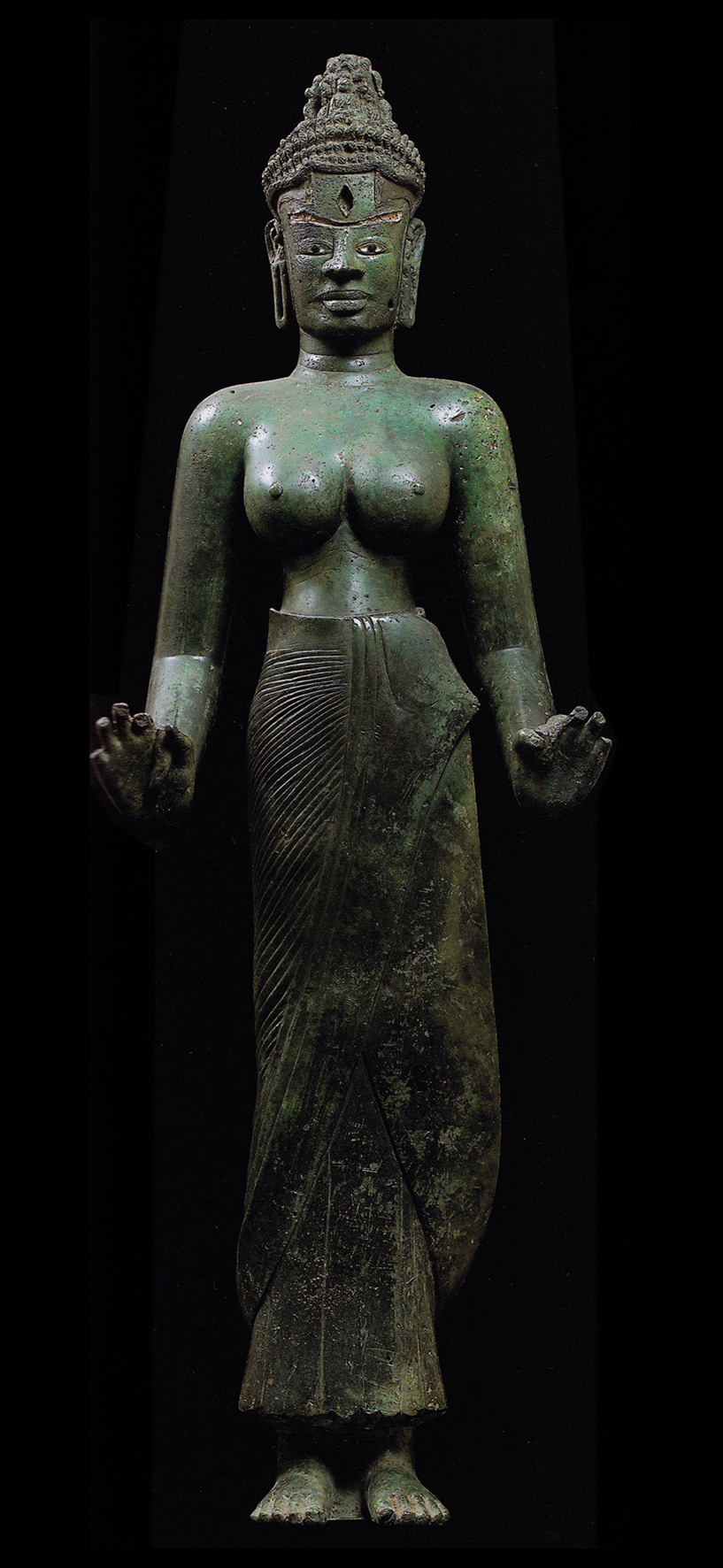
Tārā (?). Đồng Dương, fin IXe - déb. Xe siècle. Bronze incrusté d'or, d'argent et de pierres semi-précieuses. H. 115 cm. Musée, Đà Nẵng

Des relations apparaissent avec les études récentes entre le Champa et la péninsule malaise dans la seconde moitié du VIIIe siècle, ainsi qu'avec l'art khmer dans le style du Phnom Kulen et l'art de Java central. L'influence de Java sur cette route commerciale est visible dans certaines figures sculptées dans la maçonnerie du temple de Hoa Lai (Ninh Thuận), daté 778, mais aussi dans le travail des métaux. De nombreux bronzes du bouddhisme Mahāyāna reflètent aussi cette influence et ils anticipent, au IXe siècle, l'effervescence créatrice qui s'est manifestée à la fin du IXe siècle dans d'autres sanctuaires, comme Đồng Dương.
Les deux statues d'Avalokiteśvara appartiennent à une culture bouddhiste du Pāṇḍuraṅga (dont le centre correspond à l'actuelle Phan Rang - Tháp Chàm). Tous deux ont une coiffure semblable à celle de la statue de Tara (probablement Prajaparamita) de Dong Duong. Les "dreadlocks" d'Avalokiteśvara évoquent son ascétisme et font écho à l'iconographie de Shiva. Elles seraient toutes deux des statues de culte dans leurs sanctuaires respectifs

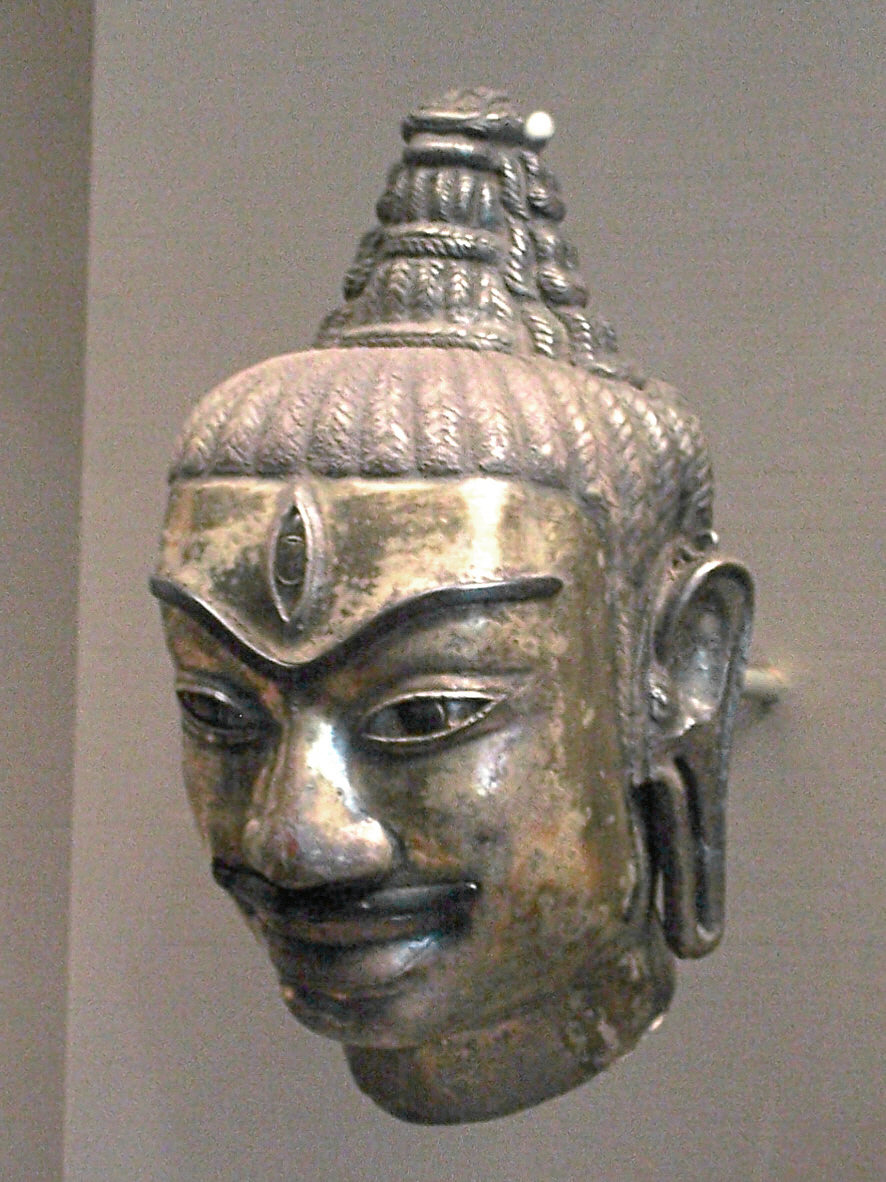
Élément d'un étui couvre linga (kośa). Śiva, c. 800.
Asian Art Museum, San Francisco

Nous avons d'abondantes preuves textuelles d'une grande partie de l'art cham classique qui existait autrefois et qui a été perdu avec le temps, les pillards et les conquérants. Par exemple, l'historien chinois Ma Duanlin, au début du XIVe siècle, a rapporté l'existence d'une grande statue du Bouddha en or et argent; mais cette statue a bien sûr disparu depuis. Les rois Cham eux-mêmes nous ont laissé des inscriptions gravées sur des stèles qui décrivent les offrandes d'objets précieux aux sanctuaires, et maintenant perdus. Une pratique singulière d'alors consistait à offrir au dieu des « étuis couvre linga », en métaux précieux, kośa) et des diadèmes, mukuta. Par exemple, une inscription sur une stèle en pierre, datée d'environ 1080, et trouvée à Mỹ Sơn rapporte que le roi Harivarman a fait don d'un « grand kosa doré, resplendissant, orné des plus beaux bijoux, plus brillants que le soleil, éclairés jour et nuit par les rayons des gemmes éclatantes ». Il était décoré de quatre visages à la divinité Srisanabhadresvara, une incarnation locale de Śiva. Quelques années plus tard, vers 1088, son successeur, Indravarman, offrait un kosa doré à six faces (faisant face dans les quatre directions cardinales, et vers le Nord-Est et le Sud-Est) et surmonté d'un nagaraja (serpent-roi), le tout décoré de pierres précieuses  et de perles. Aucun de ces trésors n'a survécu.
Les sources écrites, y compris les livres d'histoire chinois et les inscriptions cham, rapportent également certains des événements catastrophiques, principalement des actes de guerre, qui ont conduit à la perte de l'art cham. Dans le deuxième quart du Ve siècle, selon l'historien Ma Duanlin, un général chinois du nom de Yuen Kan a saccagé la capitale du Champa, s'enfuyant avec de nombreux « objets rares et précieux », dont « des dizaines de milliers de livres d'or en lingots provenant de statues qu'il avait fondues ». De même, au début du VIIe siècle, un général chinois en maraude nommé Liu Fang s'est enfui avec « dix-huit tablettes massives en or » commémorant les 18 rois précédents du Champa. On peut supposer que dans les siècles qui ont suivi, les raids menés par les armées khmères et vietnamiennes qui ont conduit à la destruction du royaume de Champa, ont également abouti à la suppression de toutes les œuvres d'art portables, y compris, bien sûr, toutes les œuvres en métaux précieux.

### Architecture

#### Principes
|  |  |  |

|  |  |  |  |  |

L'architecture religieuse est la seule à avoir bénéficié d'un important investissement artistique. La majeure partie des temples construits ont été des temples shivaïtes. L'ensemble de Đồng Dương est le temple bouddhique de loin le plus important, mais il a été totalement ruiné lors de la guerre d'Indochine. Il existe deux types de temples shivaïtes, soit le dieu figure sous sa forme anthropomorphe, soit il est représenté sous sa forme symbolique, yoni-liṅga. Ce dernier modèle de temple a donné lieu à deux formes dont une seule a subsisté, lorsque le temple est bâti en briques (du VIIIe-IXe au XVIIe siècle), mais une autre a disparu, le temple était alors construit avec une charpente à couverture de tuiles (du Ve au VIIIe siècle). Ce temple à charpente était lumineux et abritait l'autel d'un yoni-liṅga richement sculpté de scènes narratives, tandis que le temple construit en brique et en encorbellement ne protège que le yoni-liṅga, dans un espace étroit et sombre. Le modèle le plus ancien, s'il n'existe plus en tant qu'architecture, constitue, néanmoins une part importante du patrimoine du Champa exposée dans les musées, essentiellement le Musée de la sculpture cham à Đà Nẵng. Le modèle plus récent a donné lieu à plusieurs types de bâtiments, plus ou moins vastes en forme de tour, et qui sont des lieux, en général, bien visibles aujourd'hui au centre du Vietnam et parfois très restaurés, voire des sites touristiques appréciés.

#### Construction et décor

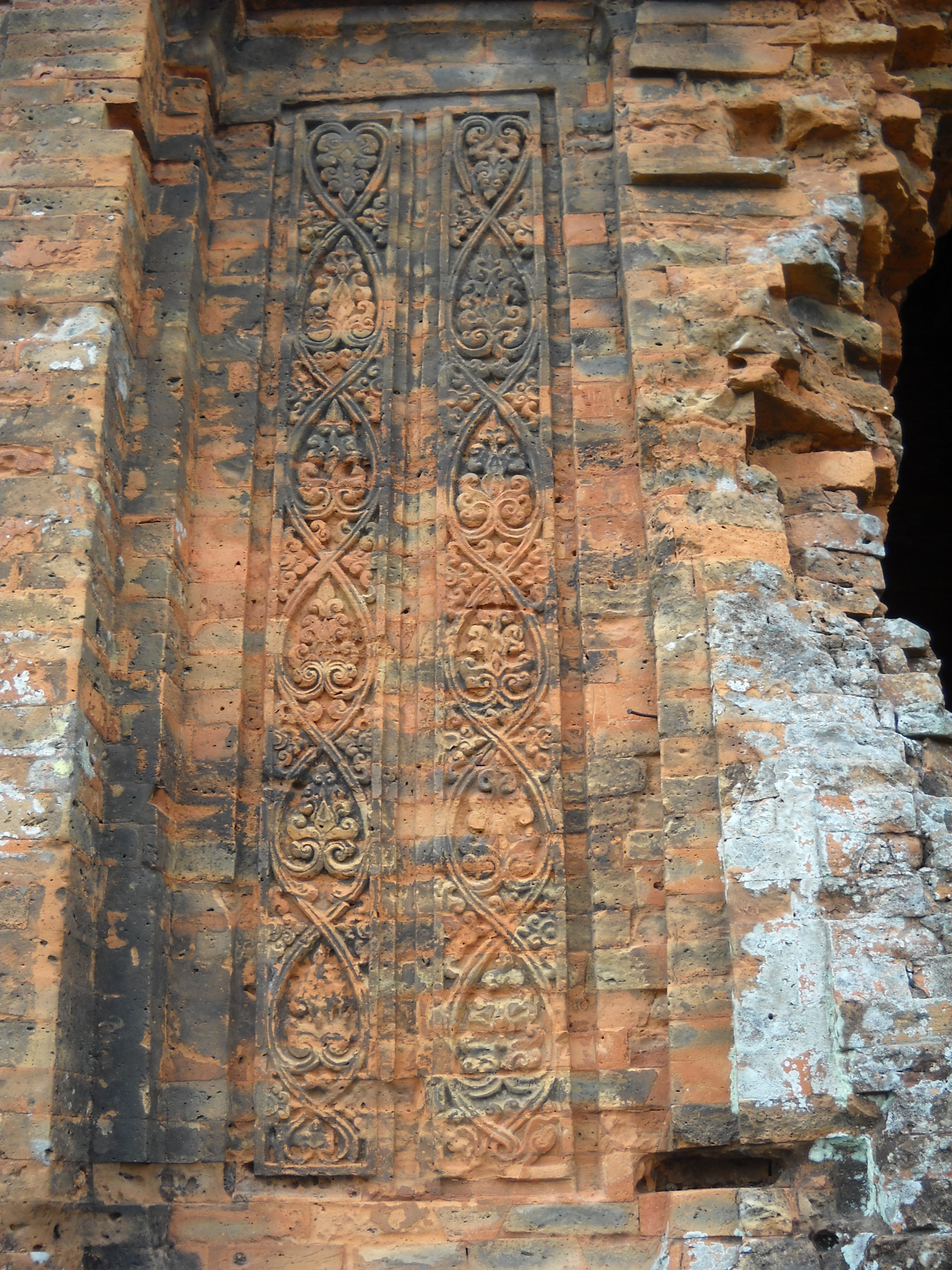
Tháp Bánh Ít (Tuy Phước). Brique sculptée et polie, XIe siècle
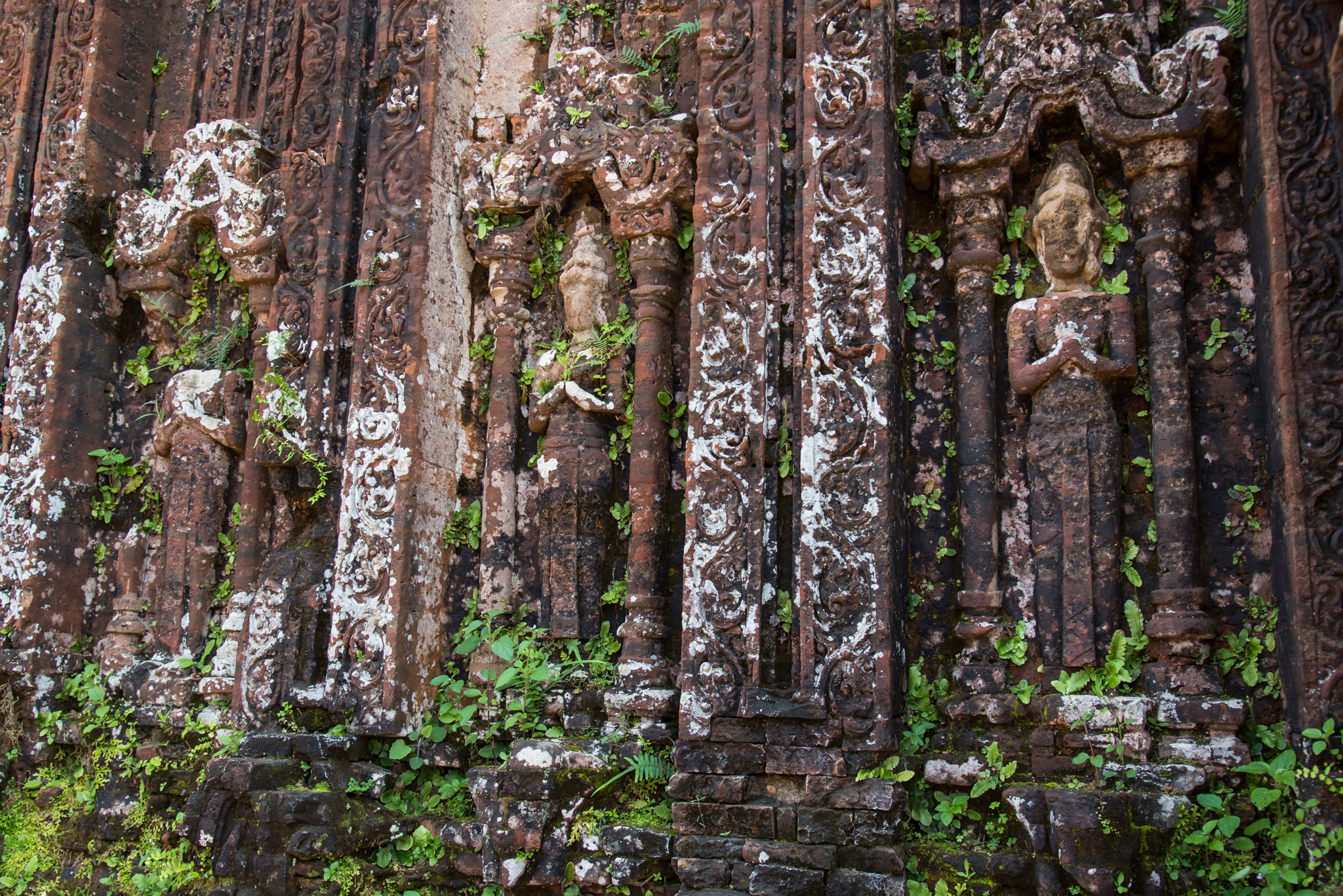
Mỹ Sơn. Tour B5. Bas-reliefs et pilastres décorés, sculptés dans la brique (ou le grès : têtes) de la maçonnerie.
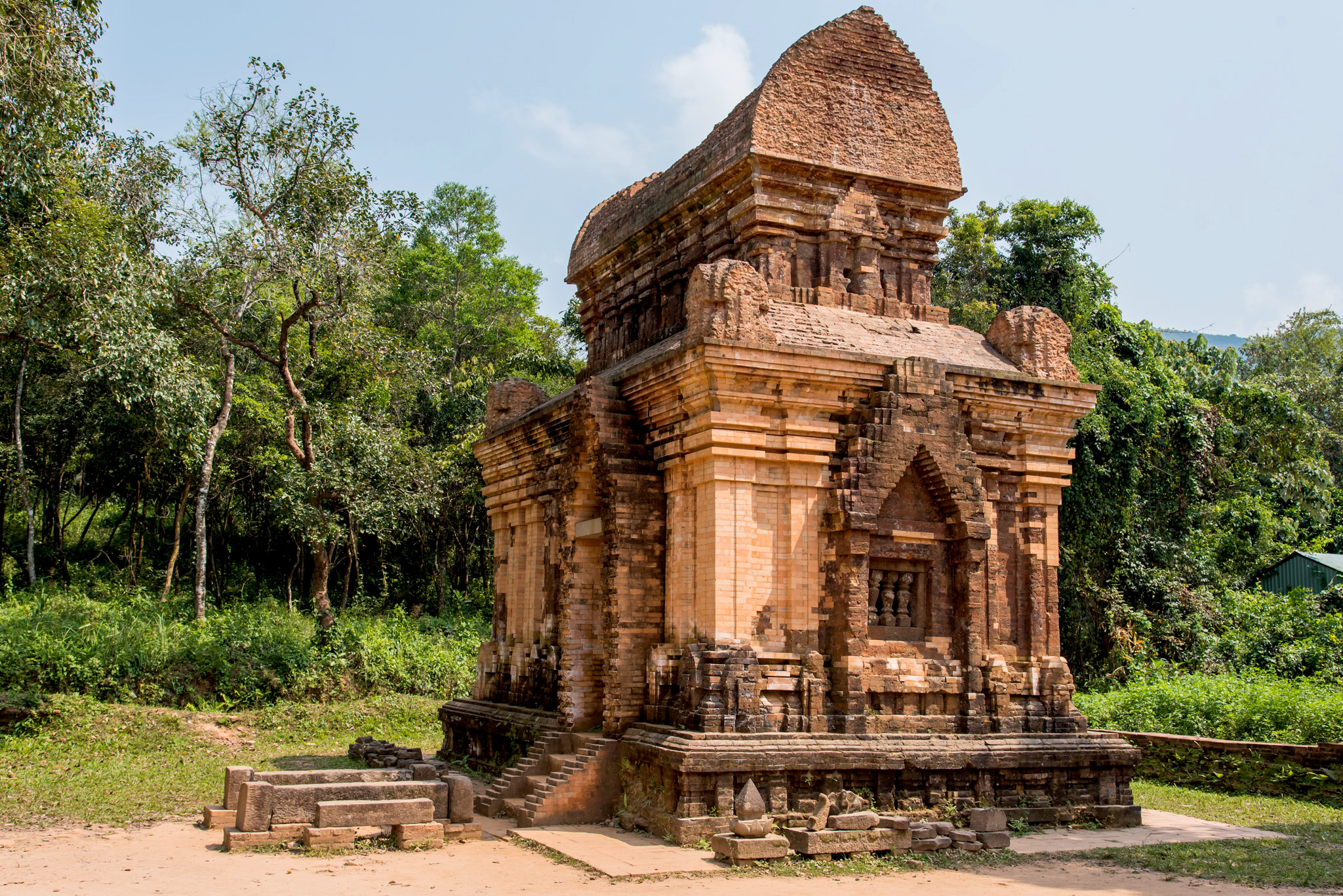
Mỹ Sơn E7: arc en encorbellement déchargeant l'ouverture carrée.

La région occupée par les populations Cham recèle de nombreux sites où une bonne argile est disponible en abondance. Contrairement aux Khmers d'Angkor, qui utilisaient, pour la plupart, le grès pour construire ou recouvrir la latérite, mais comme les khmers de l'époque pré-angkorienne, les Cham construisirent en briques rouge. Cuites à faibles températures (1000-1150° C) celles-ci sont très légères et moins dures qu'actuellement, elles sont aussi fragiles ; mais c'est aussi ce qui permet de les sculpter directement lorsque la maçonnerie est sèche. Des éléments en terre cuite (makara, haṃsa, kâla, etc.) ornaient, au moins, la toiture à étages décroissants. De nombreux décors inachevés en témoignent, comme à Hoà Lai, Po Nagar, Bình Lâm et Khương Mỹ. Cette maçonnerie est réalisée à joints de mortier allant jusqu'à 1,5 voire 2 cm. dans les couches internes, mais avec une finesse extrême (à l'aide d'une résine organique) dans la couche externe. Cette quasi absence de mortier à l'extérieur assure une grande cohésion à la construction, mais le mortier interne étant devenu friable il a souvent disparu dans l'intérieur. Par grand vent les briques se détachent et sont souvent récupérées par les habitants d'aujourd'hui.
Les décors architecturaux en brique, soulignent essentiellement les verticales. Ce sont des pilastres, souvent doubles, qui alternent avec des panneaux plats et qui vont, souvent, du soubassement à la corniche. L'ensemble, par sa simplicité, à peine relevée par des fausses portes, acquiert une certaine grandeur. Les portes peuvent être pourvues d'un fronton sculpté en haut-relief, dans le grès, et de plus grande qualité que la plupart des autres sculptures. Sur la toiture, de grands éléments sculptés (en grès ou en terre cuite) accentuent les angles des étages. Des éléments, comme des têtes shivaïtes, en grès, pourvues d'un tenon ont pu être associées à des corps sculptés dans la brique des murs.
Une fois les ornements sculptés, l'ensemble, intérieur et extérieur, était probablement enduit et peint ; la couleur accompagnant les fidèles dans leur vision de l'espace sacré. La forme symbolique qui symbolise cette perfection, le carré - forme même de la base du mont Meru - sert à délimiter l'espace du sanctuaire par un mur d'enceinte, et c'est sur plan carré qu'est édifié le sanctuaire principal, kalan, et en son centre, le bassin aux libations offertes à l'image du dieu. L'intérieur de l'édifice est d'ailleurs étroit, sombre et sans ornement - tandis qu'à l'extérieur une profusion de formes semble jaillir des murs et des toits.

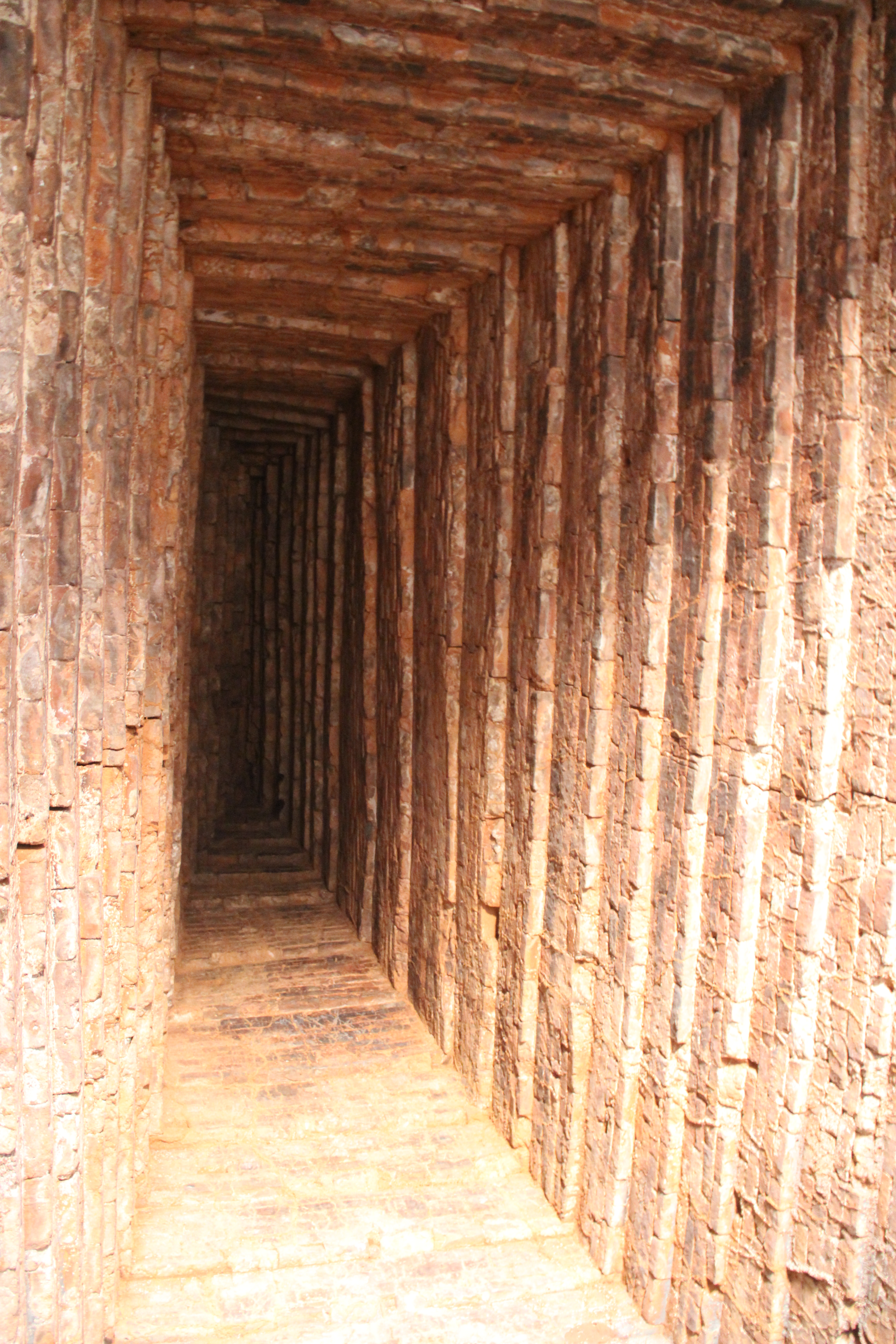
Intérieur: voûte à encorbellement. Mỹ Sơn B5
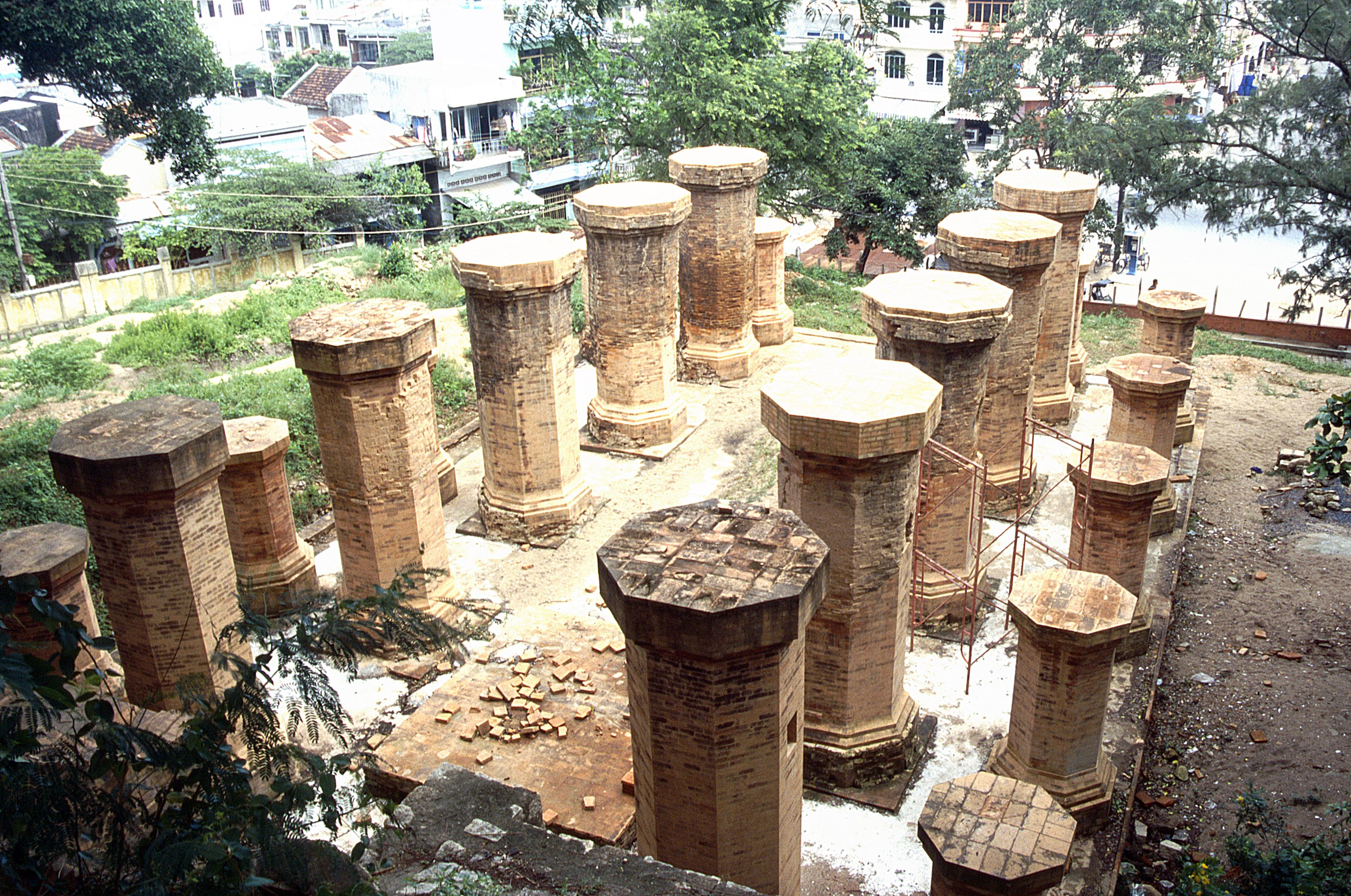
Po Nagar. Bases de colonnes d'une salle.
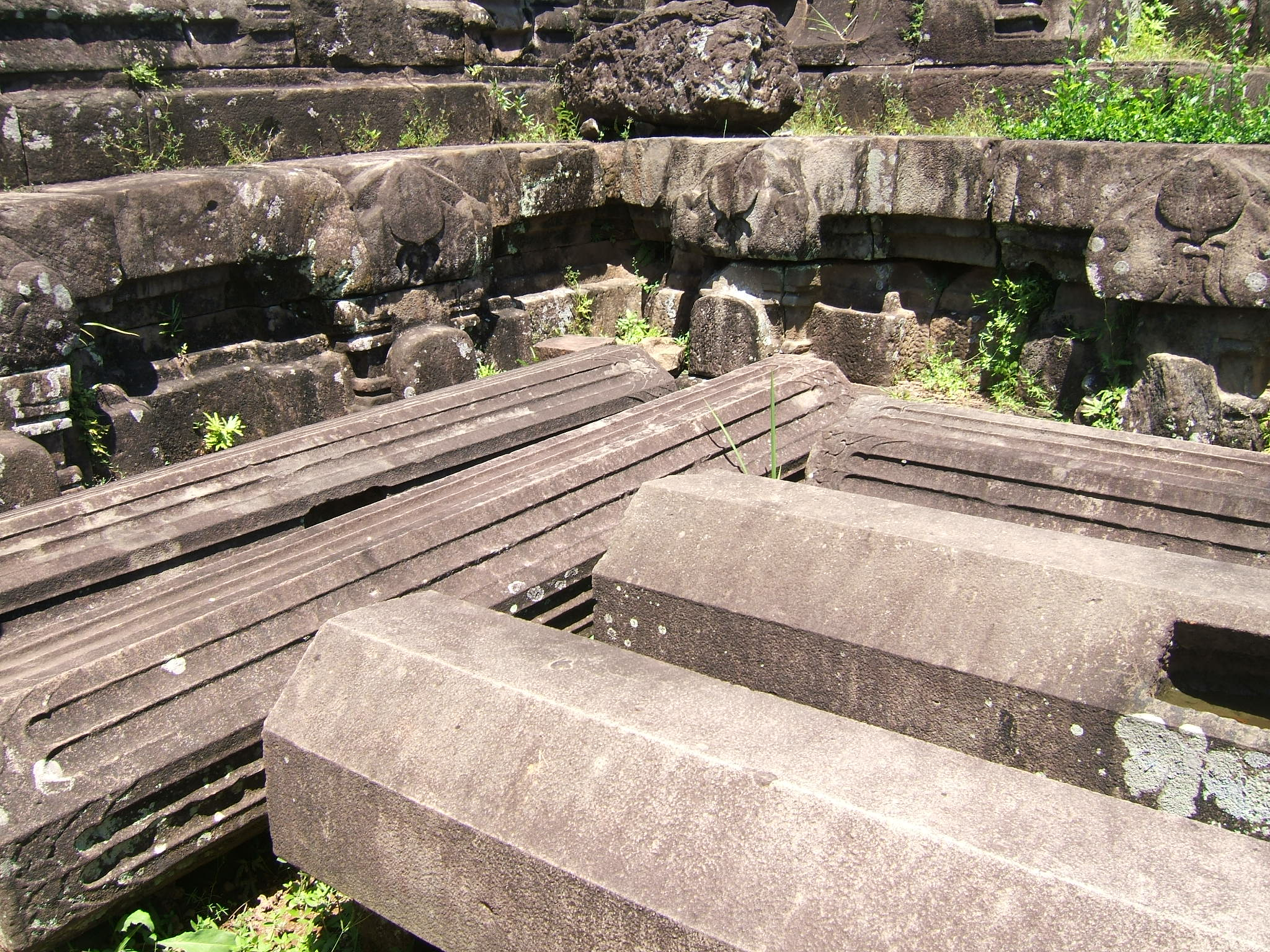
Mỹ Sơn B1. Colonnes supportant, probablement, une charpente.
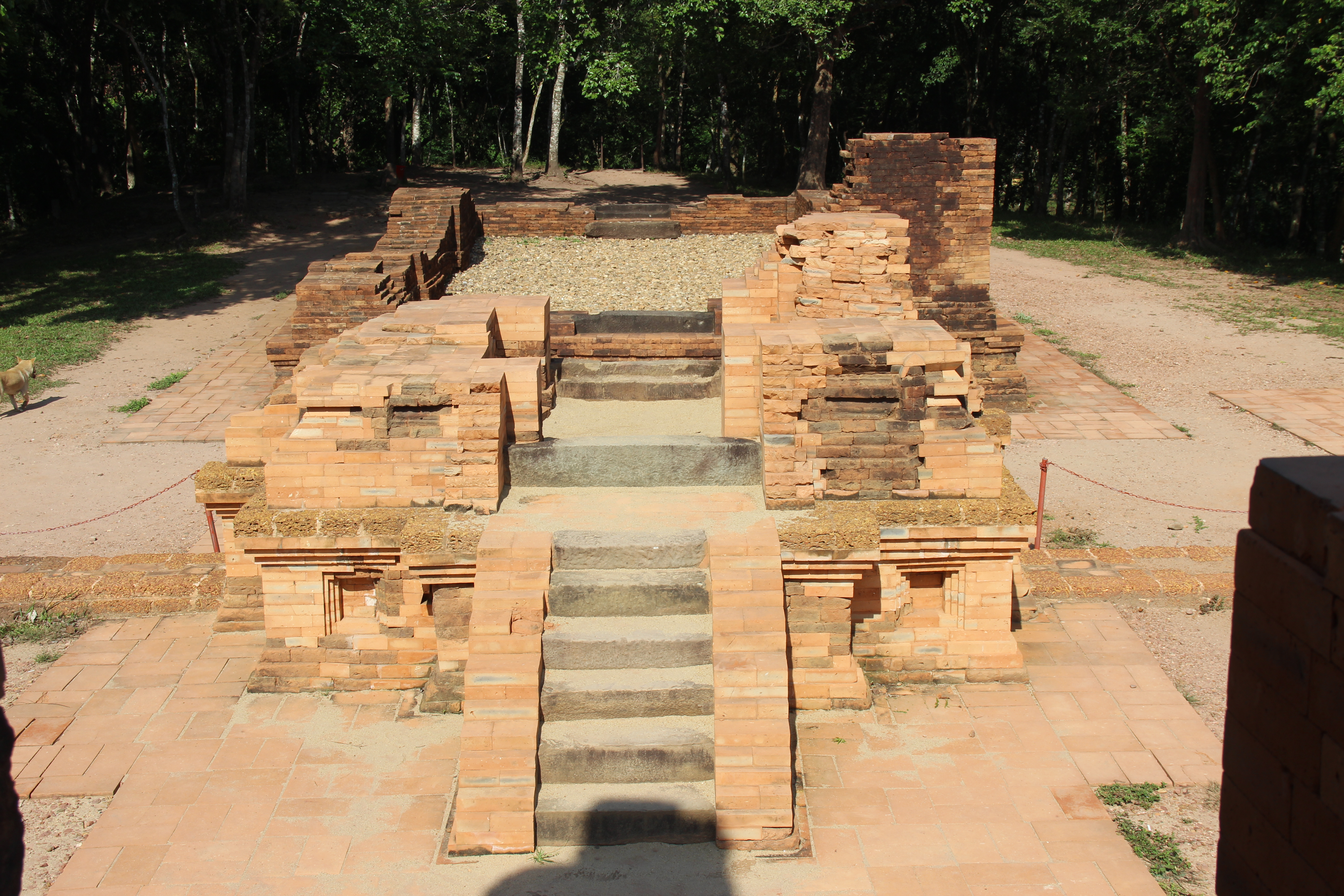
Mỹ Sơn G1, mi-XIIe siècle[38]. Escalier du gopura. Au delà, dans l'axe : mandapa, salle probablement protégée par une charpente couverte en tuiles

Les espaces internes sont dégagés grâce à l'usage de la voûte à encorbellement et de vastes salles hypostyles (soutenues par des colonnes en grès, à reliefs, ou bâties en briques) sont ainsi composées sur des trames orthogonales. Les bâtiments shivaïtes sont, en principe, toujours orientés à l'Est (mais à Mỹ Sơn, nombreux sont ceux qui sont dans l'autre sens), et lorsque plusieurs tours voisinent elles sont placées sur un axe Nord-Sud.

#### Sanctuaire: les éléments construits

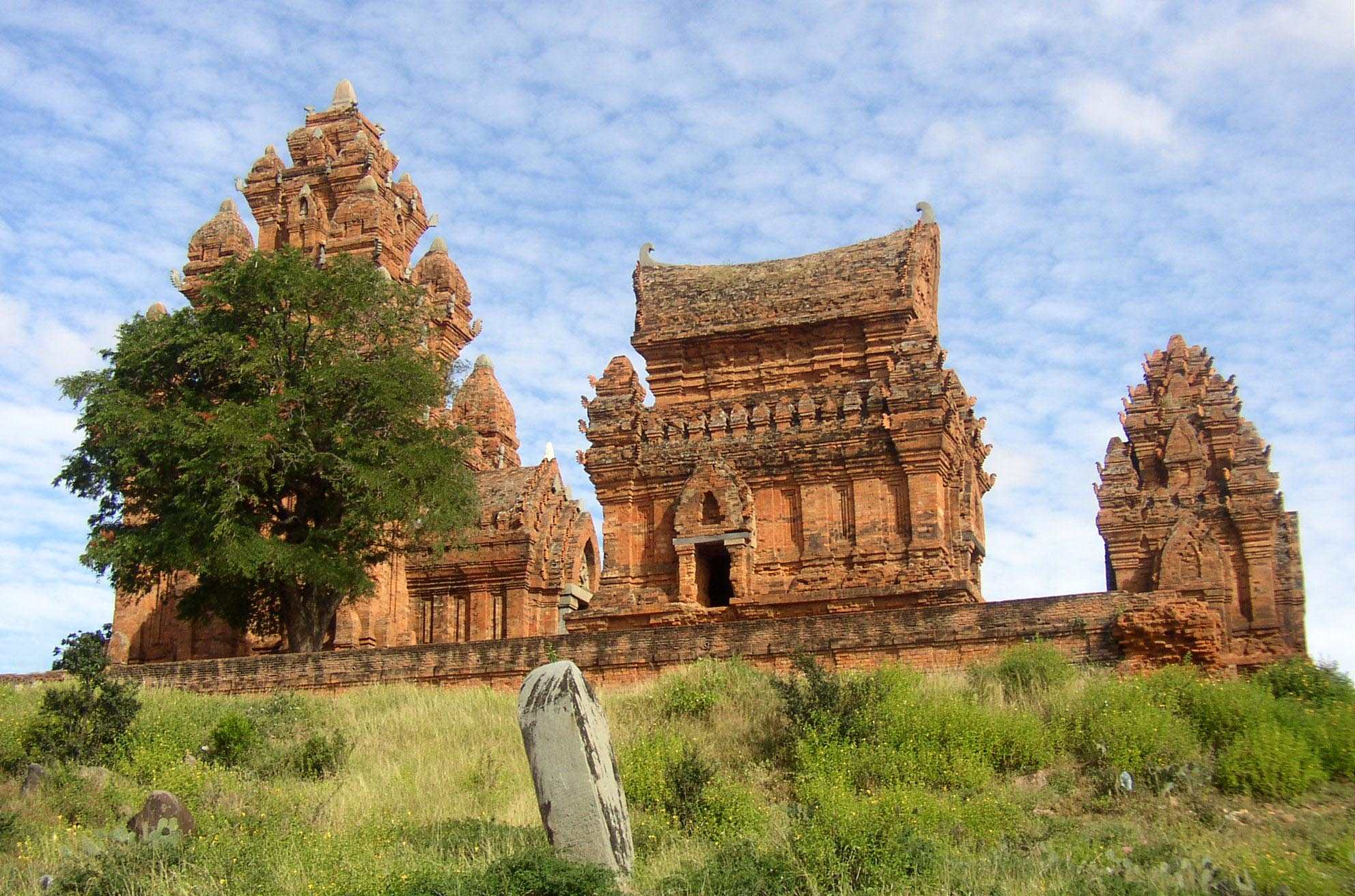
Po Klong Garai, XIIIe siècle (Phan Rang). Formes typiques: de g. à d. : kalan: tour principale en partie derrière l'arbre, mandapa: pièce de méditation, kośagṛha: monument cultuel en forme de selle, et gopura: porte.

Il n'existe pas de vastes ensembles en dehors du sanctuaire de Mỹ Sơn, celui, plus modeste, de Po Nagar et du sanctuaire bouddhique de Đồng Dương.
En règle générale, un complexe de temples shivaïques cham, comme à Mỹ Sơn, se compose de plusieurs types de bâtiments :
On rencontre un ou plusieurs groupes de bâtiments, chaque groupe dans une enceinte sacrée et un maṇḍapa , une salle d'assemblée, contigüe à chaque sanctuaire. Un sanctuaire étant constitué des éléments suivants :
- gopura : une porte, en forme de tour, ouvrant à un complexe de temples entouré d'une enceinte, antarmaṇḍala ;
- kalan : le sanctuaire, généralement en forme de tour (entre 14 et 25 m.) le lieu de la divinité sur terre voire le dieu lui-même[41]. La divinité est abritée dans le garbhagṛha, équivalent de la cella d'un temple romain. En même temps ces monuments sont des mausolées dédiés à des rois ou à des princes[42] ;
- édifice Sud (lié au service du culte ?)
- pośa : un édicule abritant la stèle de fondation
- kośagṛha ou "maison de feu" : un bâtiment, généralement avec un toit en forme de selle, qui pourrait avoir été utilisé pour abriter les objets de valeur appartenant à la divinité ou pour préparer les offrandes, il s'agit en tout cas d'un monument cultuel.

Ces éléments du temple sont typiques de l'architecture des temples hindouistes et de son lexique; cette classification est valable non seulement pour l'architecture de Champa, mais aussi pour d'autres traditions architecturales de l'Inde et du monde indianisé.
Dans le cas des édifices bouddhiques de Đồng Dương, à Indrapura, le temple principal était situé à l'intérieur d'une enceinte rectangulaire d'environ 300 x 150 m., laquelle était précédée par une large chaussée sur 700 m. qui aboutissait à un grand bassin.

#### Temples majeurs
Les temples les plus importants du Champa historique, sur le plan culturel, sont les temples de Bhadresvara situés à Mỹ Sơn tout près de la très contemporaine ville de Da Nang (Indrapura), et le temple de la déesse connu comme Bhagavati (en) (son nom Hindou) ou Yan Po Nagar (son nom Cham) situé juste à l’extérieur de la moderne ville de Nha Trang.
- Le temple de Bhadresvara était la fondation religieuse principale du Nord du Champa (connu comme Campadesa, Campapura ou nagara Campa selon les inscriptions). Les chercheurs ont identifié le temple de Bhadresvara comme une incarnation locale du Dieu universel Shiva, avec l’édifice "A1" à Mỹ Sơn (Mỹ Sơn près de Da Nang, appelée Indrapura anciennement et plus tardivement Tourane au temps des Français). Cependant aujourd’hui "A1"  tend à devenir un monticule de décombres. Il avait encore l'aspect d'une magnifique tour lorsque les chercheurs français l'ont décrit au début du XXe siècle[44].

- Le temple de Yan Po Nagar (Po Nagar près de Nha Trang ou le Kauthara ancien) était la fondation religieuse principale du Sud Champa (ou Panduranga, un mot qui est la base pour le nom moderne de "Phan Rang." ). Ses bâtiments sont datés entre le VIIIe et le XIIIe siècle. Le temple est toujours debout à ce jour, de l'autre côté du fleuve Cái par rapport à Nha Trang, et il est relativement en bon état[45].

- Po Klong Garai près de Phan Rang ou Panduranga anciennement.

### Sculptures
|  |  |  |  |

Types de sculptures : les Cham ont créé des sculptures nombreuses, mais les statues de culte ont, pour la plupart, disparu. Lorsqu'elles sont totalement détachées du mur, ces sculptures en ronde-bosse, sont souvent reliées à leur support par un tenon. Les statues de culte semblent toutes avoir été des rondes-bosses jusqu'au cours du Xe siècle, puis les hauts-reliefs les remplacent dans les cella des temples-tours. Mais l'essentiel des sculptures actuellement conservées apparaît aujourd'hui en haut-relief et bas-relief, faisant corps (du moins à l'origine) à son support architectural ou monumental (comme sur les soubassements des piédestaux de linga).
Styles : la sculpture cham est le produit de nombreuses périodes d'intenses créations, correspondant, chaque fois, au rayonnement culturel d'une région (avec l'alternance des régions septentrionales et méridionales), et de la quasi-unification de certains effets de style à travers tout ou partie du pays (le pays étant une juxtaposition d'États prospérant, plus ou moins de concert). Les styles historiques se sont développés malgré une certaine continuité stylistique, d'une époque à l'autre sur l'ensemble des territoires dominés par des rois cham du IVe – Ve siècle au XVe siècle. L'usage voulant que l'on dénomme un style d'après un monument ou un site représentatif (sans pour autant qu'il soit établi que ce fut le « centre » d'une création nouvelle, en l'état actuel des connaissances).
Le corps fait, en général, l'objet de stylisations plus ou moins poussées. L'étude de la nature, comme dans la représentation des animaux, va rarement jusqu'au naturalisme. Nandi peut avoir été traité avec beaucoup plus d'attention. Les éléphants sont souvent étudiés dans des poses tout à fait naturelles. Le portrait est exceptionnel. La Devî de Hương Quế (Musée d'Histoire du Viêt Nam) est un chef-d'œuvre unique, qui semble bien être un portrait, d'une présence étonnante.
Sujets traités : les sujets de la sculpture Cham sont issus, la plupart du temps, des légendes et des religions de la culture indienne à cette période. De nombreuses sculptures représentent des divinités hindoues et bouddhistes, dont Śiva  et Buddha, mais aussi Avalokiteśvara (le bodhisattva Lokesvara), Viṣṇu, Brahmā, Devî, et Shakti. La trimūrti, Vishnou, Brahmā et Shiva, incarne le cycle de manifestation, conservation et dissolution de l'univers dont Brahma est le créateur, Vishnou le protecteur et Shiva (Rudra) le destructeur. Les sculpteurs Cham ont taillé de nombreux lingam, « ces formes abstraites et stylisées de Shiva représentant son universalité, mais aussi son pouvoir créateur ». Ces objets symboliques sont d'apparence phallique et géométrique. Le linga est relié symboliquement à la Trimūrti. Il compte plusieurs segments dont seule la partie supérieure est normalement visible. La partie inférieure, de section carrée, est le symbole de Brahmā, la partie médiane de section octogonale, symbolique de Vishnou, et la partie supérieure, circulaire, de Shiva. Cette dernière pouvait être recouverte par un étui métallique (kosa) brillant, en argent, en or ou en alliage des deux.
Fonctions : de telles sculptures peuvent avoir servi un motif religieux plus que décoratif. N'importe quelle sculpture à proximité d'une importante divinité, bien qu'elle ne semble pas engagée dans une quelconque action, mais portant des accessoires symboliques, pouvait être l'objet d'un rituel ou de dévotions. Il en est tout autrement des antéfixes figurant un dragon-makara ou un hamsa, à l'origine placées sur une corniche du temple. Tandis que les linteaux et les tympans sont souvent de magistrales pièces de sculpture, plus riches par leurs thèmes iconographiques que les statues de culte, au cœur du temple, dans la cella.

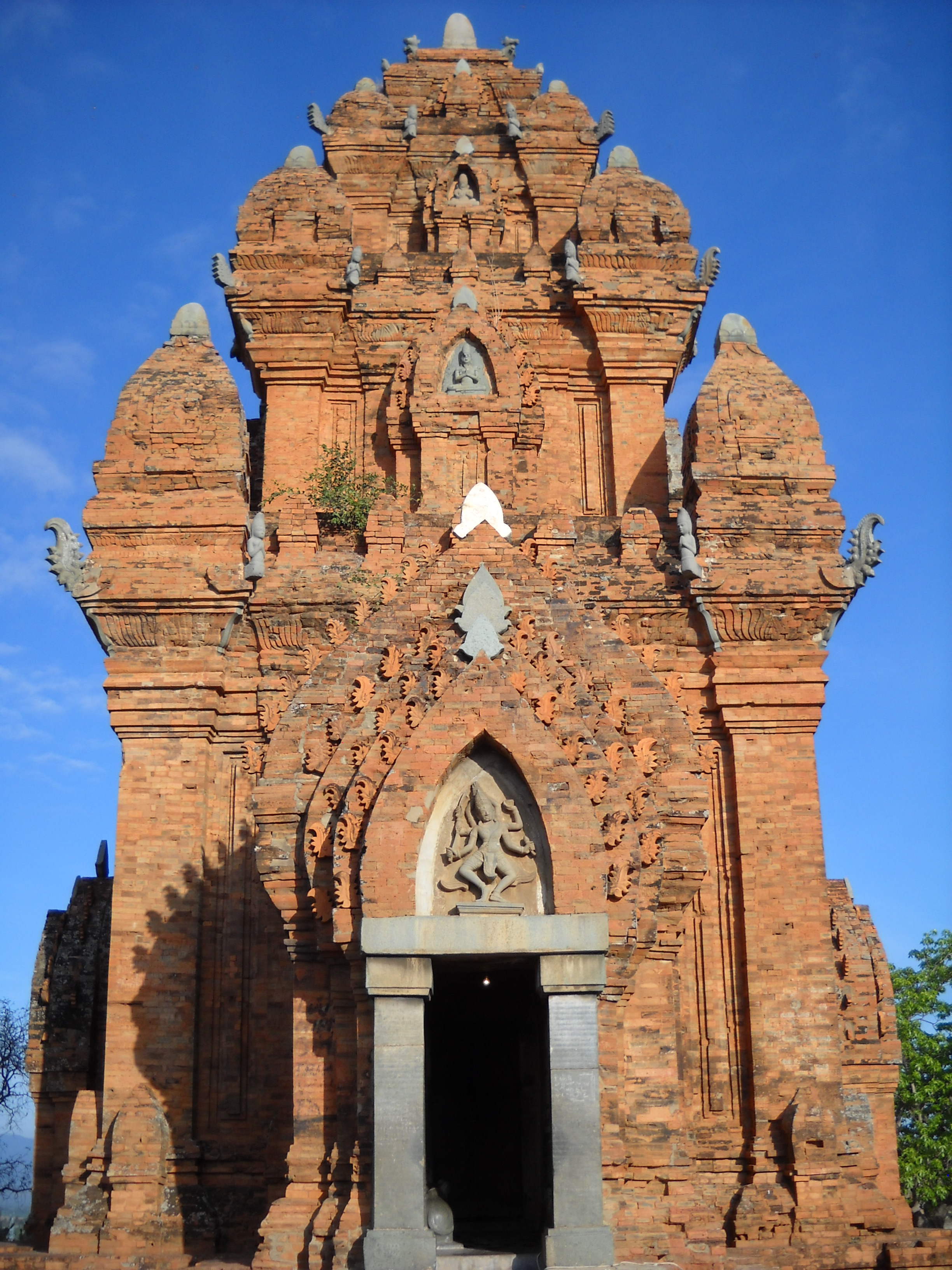
Façade du kalan de Po Klaung Garai, fondé fin XIIIe siècle, remanié. Tympan: Shiva dansant, style de Tháp Mâm

## Périodes et styles de la sculpture Cham
Il est possible d'analyser l'art du Champa en termes de "styles" distincts, ayant des caractères spécifiques, pour des périodes historiques datées et différentes localisations d'origine, ou centres de rayonnement. Plusieurs ont essayé à travers leurs études de dresser une classification des styles historiques. Peut-être les plus influentes de ces tentatives sont celles des chercheurs français tels l'éminent expert Philippe Stern (l'Art du Champa en Annam et ses Évolutions, 1942) et Jean Boisselier (Statuaire du Champa, 1963), mais ces classifications en styles successifs ne tiennent plus compte de la nouvelle image que l'on se fait et cette classification tend à être nuancée ou révisée.
Selon les époques, certaines cités-États, connaissant une balance commerciale excédentaire, pouvaient entamer une politique de domination sur leurs voisins et créer un pôle culturel rayonnant, qui se traduisait par l’édification de temples et de monastères et par l’entretien d’une cour brillante. On peut distinguer au moins les styles suivants, qui correspondent à des périodes de domination d'une cité-État, au-delà du site qui lui sert de référence. La cité la plus puissante imposait, alors, son style aux édifices et aux sculptures du temps :
- Style d'An Mỹ (?), circa Ve – VIe siècle[14]
- Style de Mỹ Sơn E1, VIIe – VIIIe siècle
- Style de Đồng Dương, IXe – Xe siècle
- Style de Khương Mỹ, Xe siècle
- Style de Trà Kiệu, Xe siècle
- Style de Mỹ Sơn A1, Xe siècle (« apogée de l'art classique »)[54]
- Style de Chánh Lộ, XIe siècle
- Style de Tháp Mâm, XIIe – XIIIe siècle (style de Bình Định de Philippe Stern)
- Style de Yang Mum et Po Romé, XIVe – XVIe siècle

### Ve–VIIIesiècles

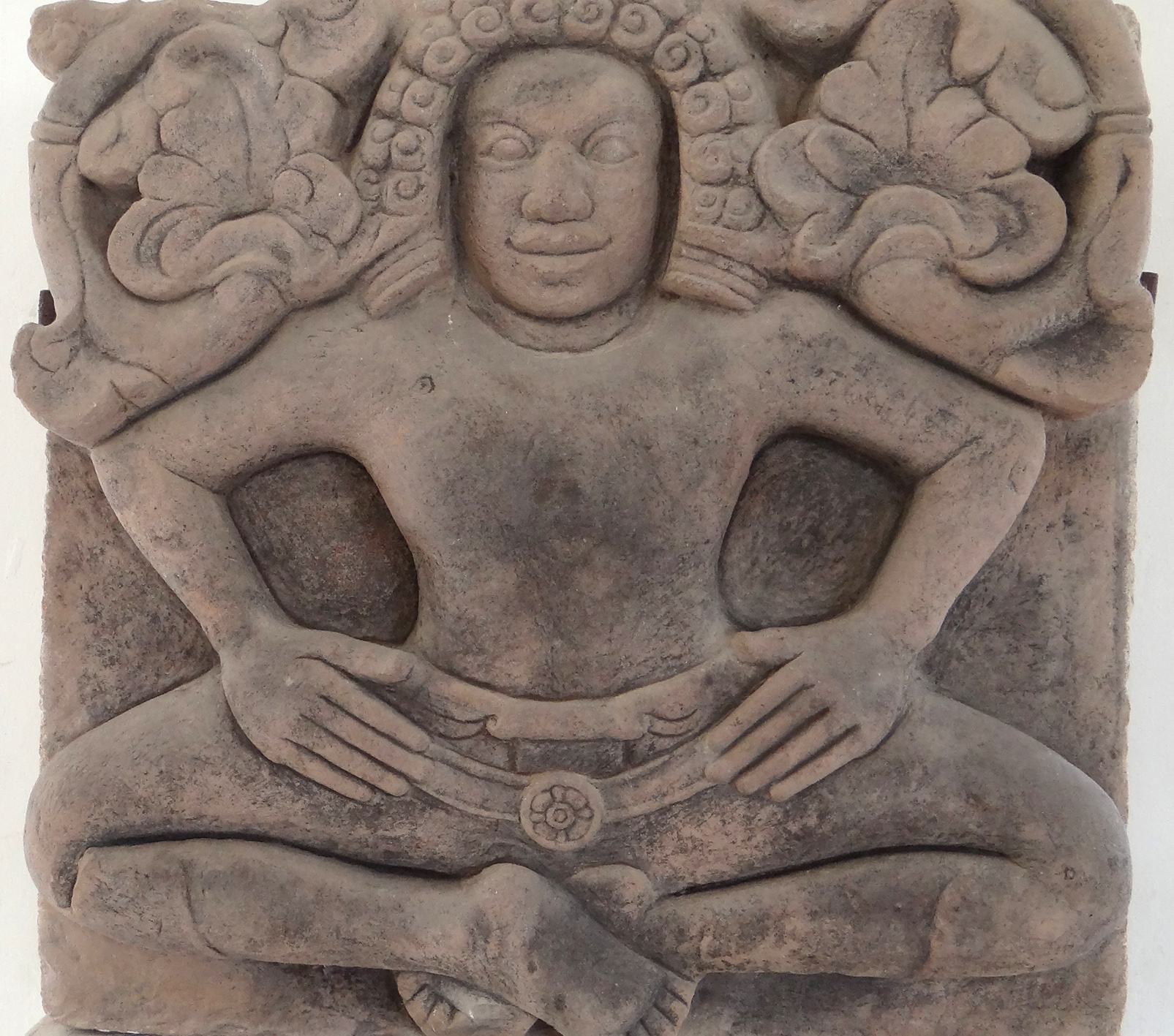
Personnage masculin: yakṣa ? Bas-relief. Trà Kiệu c. VIe siècle. Grès. H0,68 x L0,70 x P0,16 cm. Musée de Đà Nẵng
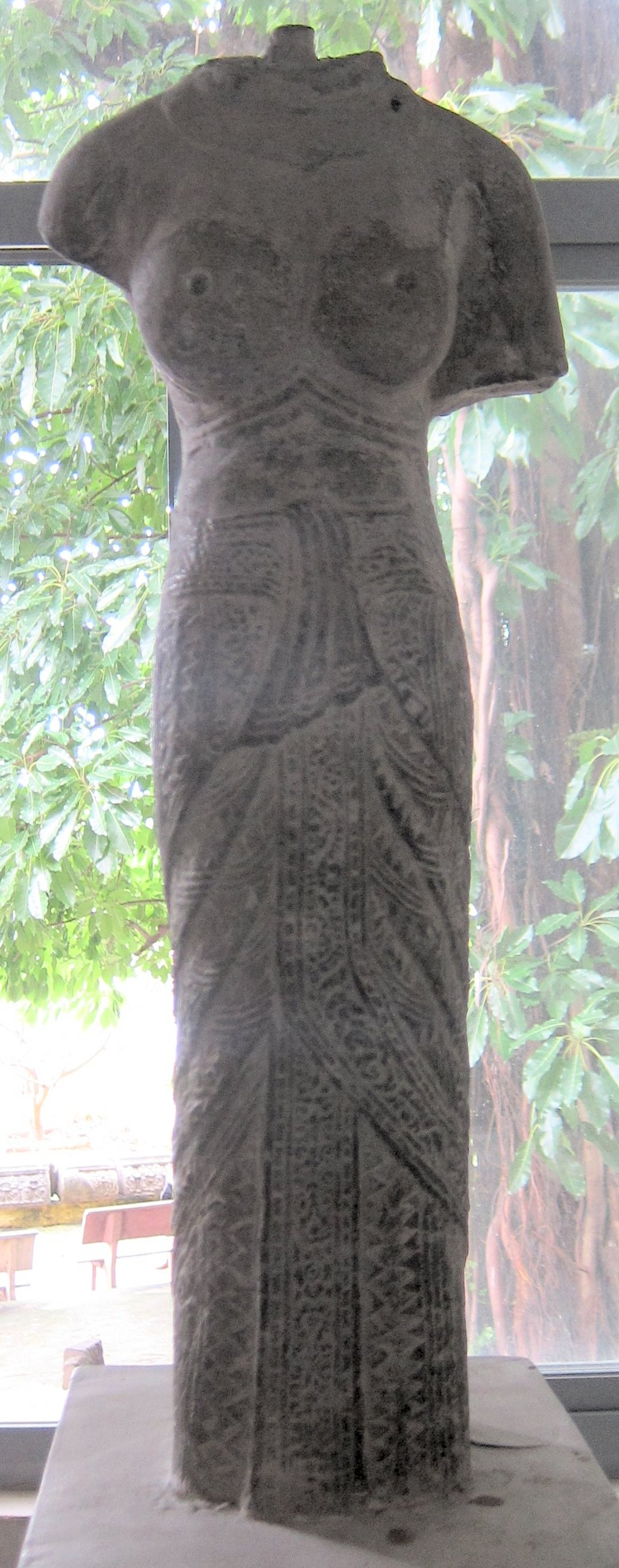
Umā (Pārvatī)[N 9] VIIe – VIIIe siècle. Musée de Đà Nẵng
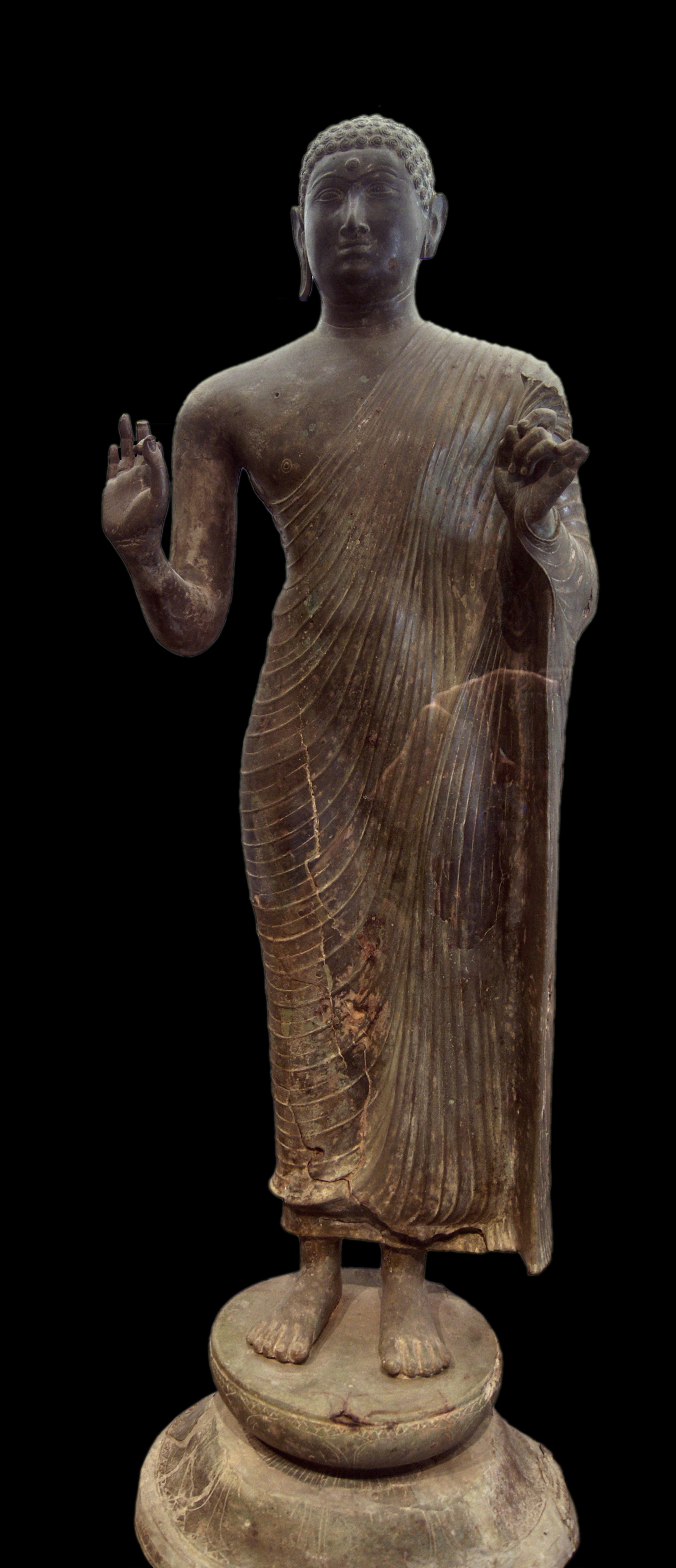
Buddha. Découvert à Đong Dương, (origine: Sri Lanka ?) VIIIe-IXe env. Bronze, H. 119 cm. Musée d'Histoire du Vietnam[56],

Le personnage, assis jambes croisées et les mains sur le haut des cuisses, est actuellement parmi les sculptures cham  les plus anciennes et exceptionnellement rare. On ne peut la dater vers le VIe siècle que par comparaison (par les feuilles, de chaque côté de la tête) à l'art décoratif Gupta, aux environs du Ve siècle. On ne sais rien sur son origine, ni sur son emplacement quoique ce type de plaque en grès ait pu apparaitre sur diverses parties, en frise, à l'extérieur d'un édifice, probablement associé à d'autres, similaires en grès ou en alternance avec des motifs sculptés dans la brique. Dans la sculpture indienne, le yaksa est une divinité secondaire associée à la nature et à l'abondance (la yaksi, féminine, touche ostensiblement une branche d'arbre couverte de fleurs).
Les œuvres d'art en métal qui subsistent ne comptent, pour l'essentiel, que des statues en bronze des divinités mahayana, Lokesvara (Avalokitesvara) et Tara, datées d'environ 900 et associées à l'art bouddhiste de Dong Duong. Une statue en bronze encore plus ancienne du Bouddha ressemble fortement aux statues bouddhistes indiennes de style Amaravati. Thierry Zéphir  considère que ce bronze, « en raison du traitement de sa chevelure en petites boucles et une certaine stylisation du visage » serait d'origine cingalaise. Le Sri Lanka a été, en effet, le foyer de rayonnement du bouddhisme vers les îles du Sud-Est asiatique et jusqu'aux côtes du Vietnam. Par ailleurs, les sourcils de la statue relèvent des canons de beauté cham et ils ont été manifestement repris assez maladroitement. Mais l'auteur note aussi que les yeux ont été retouchés, incisés sur la pupille et l'iris, c'est-à-dire terminés, tout cela laisse à penser que l'image de Bouddha a été "chamisée" par un bronzier du pays pour la cérémonie d'« ouverture des yeux », après l'arrivée de la statue en pays cham.

### Style de Mỹ Sơn E1

#### Le site de Mỹ Sơn

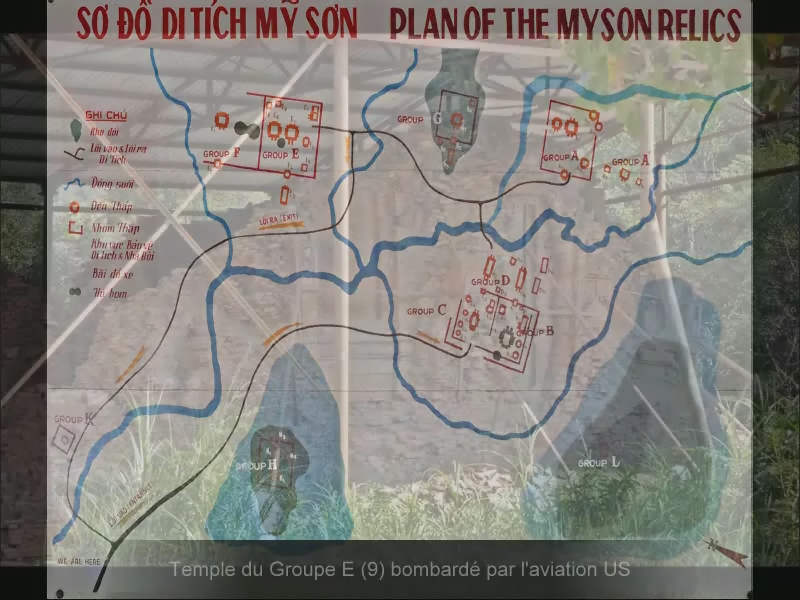
Plan général de l'ensemble religieux de Mỹ Sơn, dédié à la forme bienveillante de Śiva, Bhadreśvara

Le site de Mỹ Sơn (province de Quảng Nam) se compose de dix groupes de monuments religieux, chacun délimité par une enceinte maçonnée. Henri Parmentier attribua une lettre à chacun d'entre eux et un chiffre à chaque monument. L'enceinte de chaque groupe franchie, par le gopura, on rencontre le sanctuaire principal, l'édifice Sud (lié au service du culte ?) et un petit édifice qui protège la stèle de fondation (pośa). À l'extérieur de l'enceinte, une salle d'assemblée (maṇḍapa) a été édifié dans l'axe du sanctuaire principal.
Les ruines du sanctuaire de Mỹ Sơn ne sont pas toutes du même style et n'appartiennent pas toutes à la même période de l'histoire cham. Les spécialistes de l'architecture et de la sculpture du Champa ont utilisé des codes pour distinguer des périodes et des styles. Le premier style identifiable a été ainsi dénommé le style Mỹ Sơn E1, d'après une structure architecturale particulière et son décor. Les œuvres de ce style reflètent diverses influences étrangères, principalement d'origine khmère du Cambodge pré-angkorien, mais aussi de l'art de Dvâravatî, de l'art javanais d'Indonésie et provenant du sud de l'Inde.

#### Style de Mỹ Sơn E1

Musée de Đà Nẵng
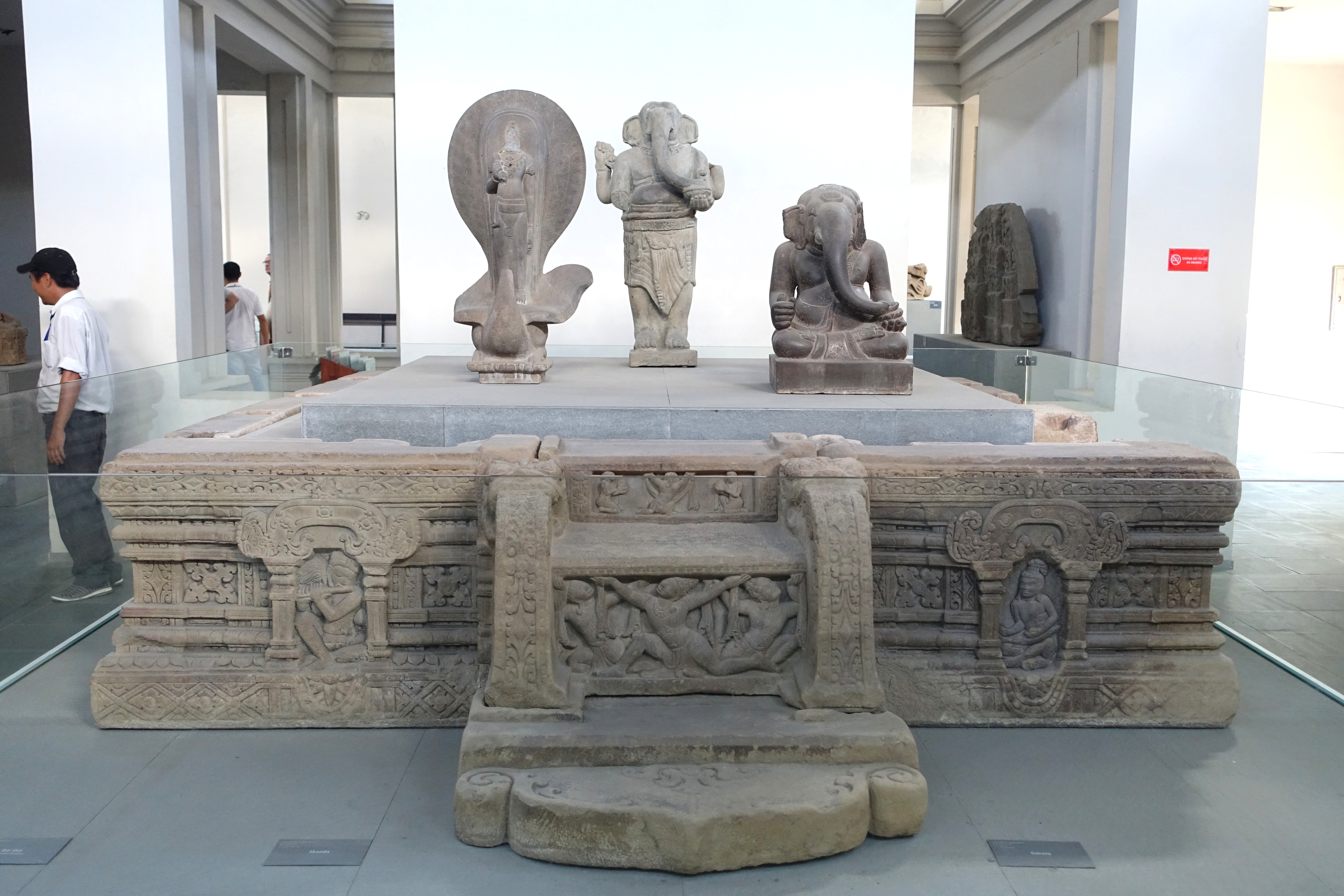
Piédestal du yoni-liṅga, Mỹ Sơn, tour-sanctuaire E1, début VIIIe siècle, Quảng Nam. Réemploi[61] ?
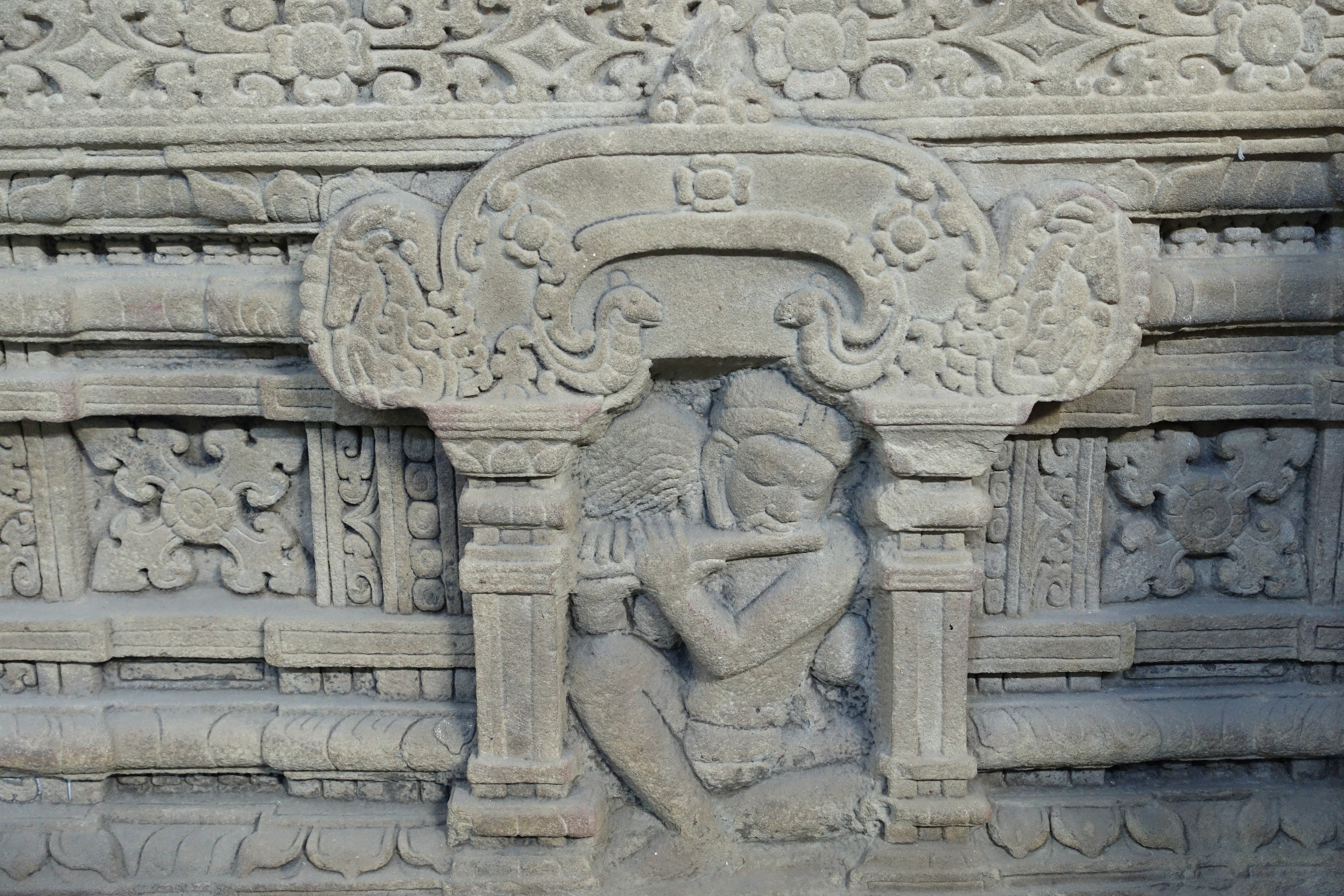
Détail du piédestal, tour sanctuaire E1, Mỹ Sơn: ascète flutiste
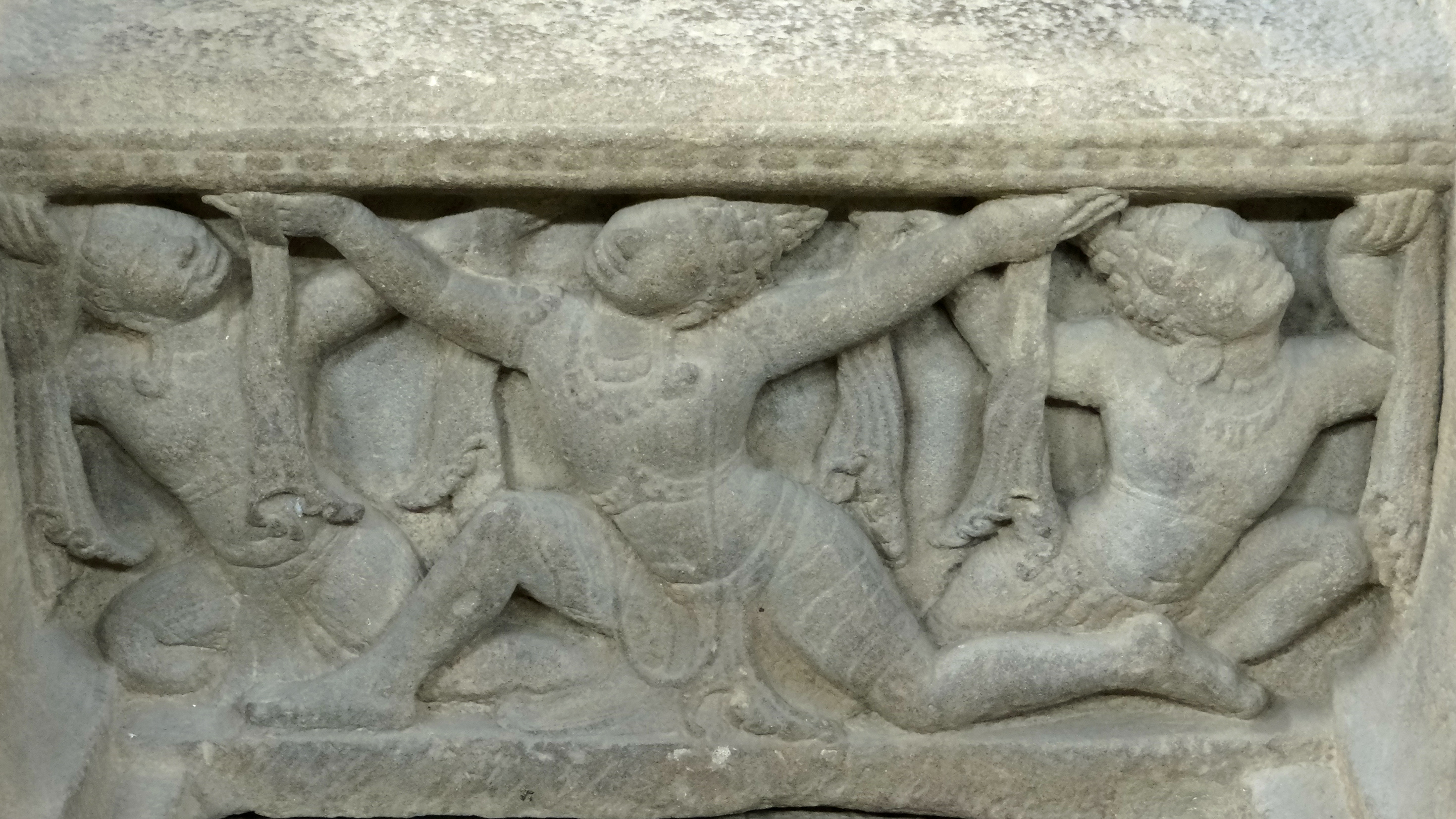
Danseurs soulevant une bande de soie, Piédestal du yoni-liṅga, tour-sanctuaire E1, Mỹ Sơn
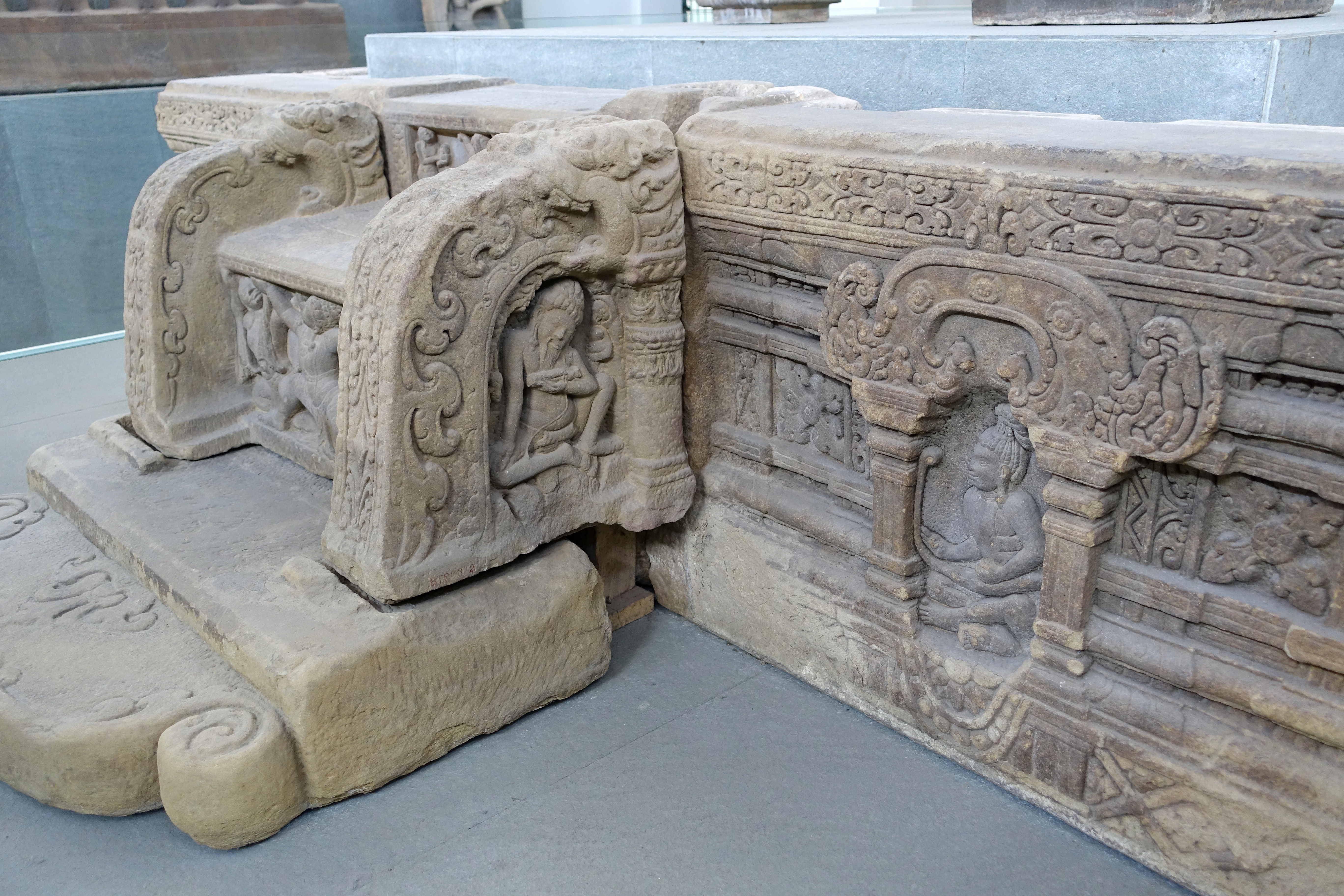
Ascètes jouant de la musique. Escalier à makara.
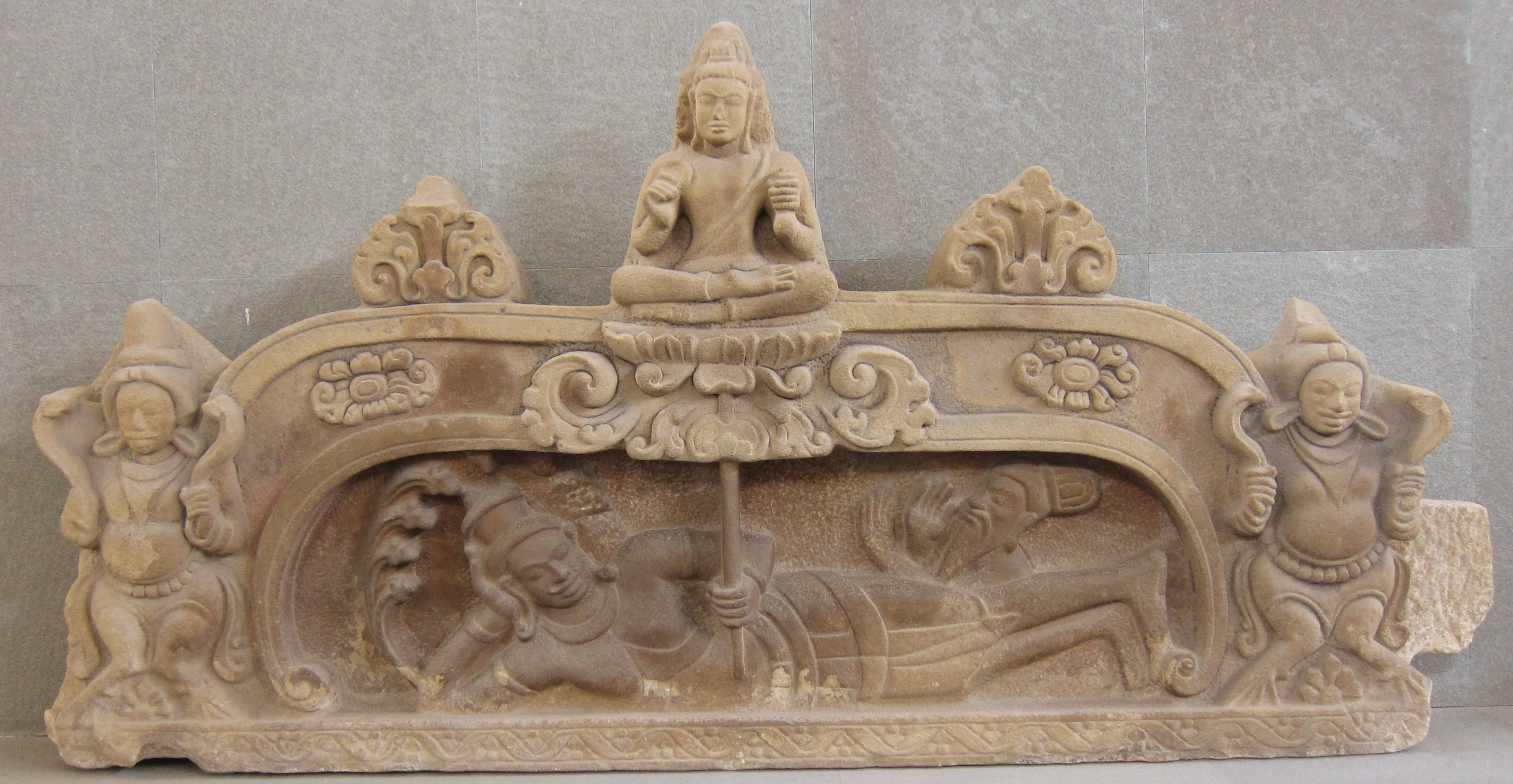
Tympan (inachevé ?): naissance de Brahmā, issu d'un lotus jaillissant du nombril de Viṣṇu, étendu sur le serpent cosmique Ananta. Mỹ Sơn E1. Fin VIIIe siècle[63] Grès, L. 240 cm

L'œuvre la plus célèbre du style Mỹ Sơn E1 est peut-être un grand piédestal en grès datant de la seconde moitié du VIIe siècle. À l'origine, le piédestal avait une fonction religieuse et était utilisé pour soutenir un énorme linga comme symbole de Śiva, la divinité principale de la religion cham. Le socle lui-même est décoré de sculptures en relief représentant des scènes de la vie des ascètes: des ascètes jouant de divers instruments de musique, un ascète prêchant aux animaux, un ascète recevant un massage. Pour les Cham, le piédestal symbolisait le Mont Kailash, la demeure mythologique de Siva qui accueillait également de nombreux ascètes forestiers et troglodytes, tout comme le lingam qu'il soutenait représentait le dieu lui-même.
Du même style, le tympan inachevé, en grès, qui était autrefois posé sur l'entrée principale du temple à Mỹ Sơn E1. Le fronton montre l'aube de l'ère actuelle selon la mythologie hindoue. Viṣṇu (Vishnou) est allongé au fond de l'océan. Il est couché sur le serpent cosmique Śeṣa (Sesha). Un lotus s'élève du nombril de Viṣṇu et Brahmā émerge de ce lotus afin de recréer l'univers.

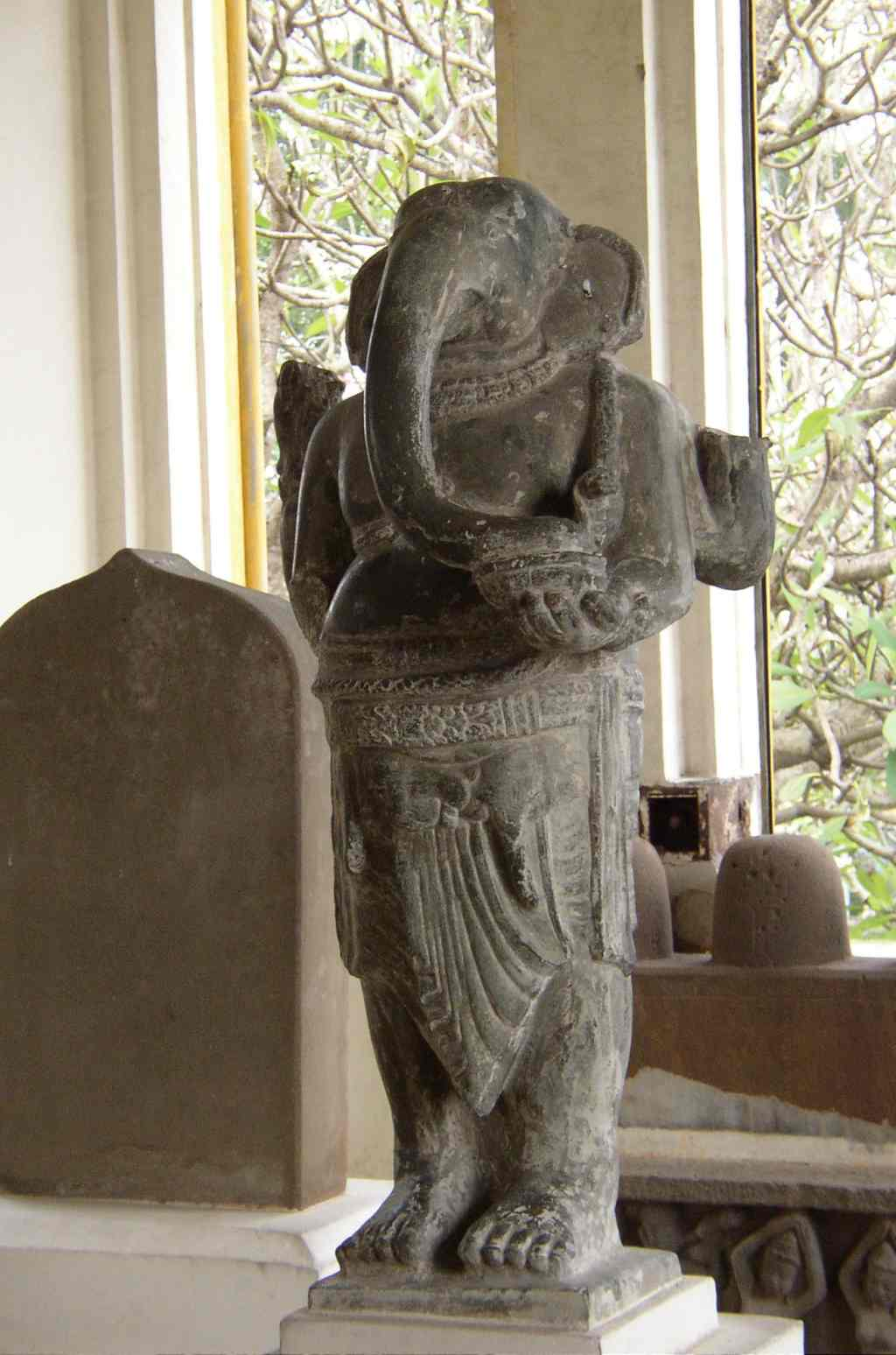
Gaṇeśa (Ganesh). Mỹ Sơn, c. VIIe siècle. Grès, H. 96 cm. Musée de Đà Nẵng[67],
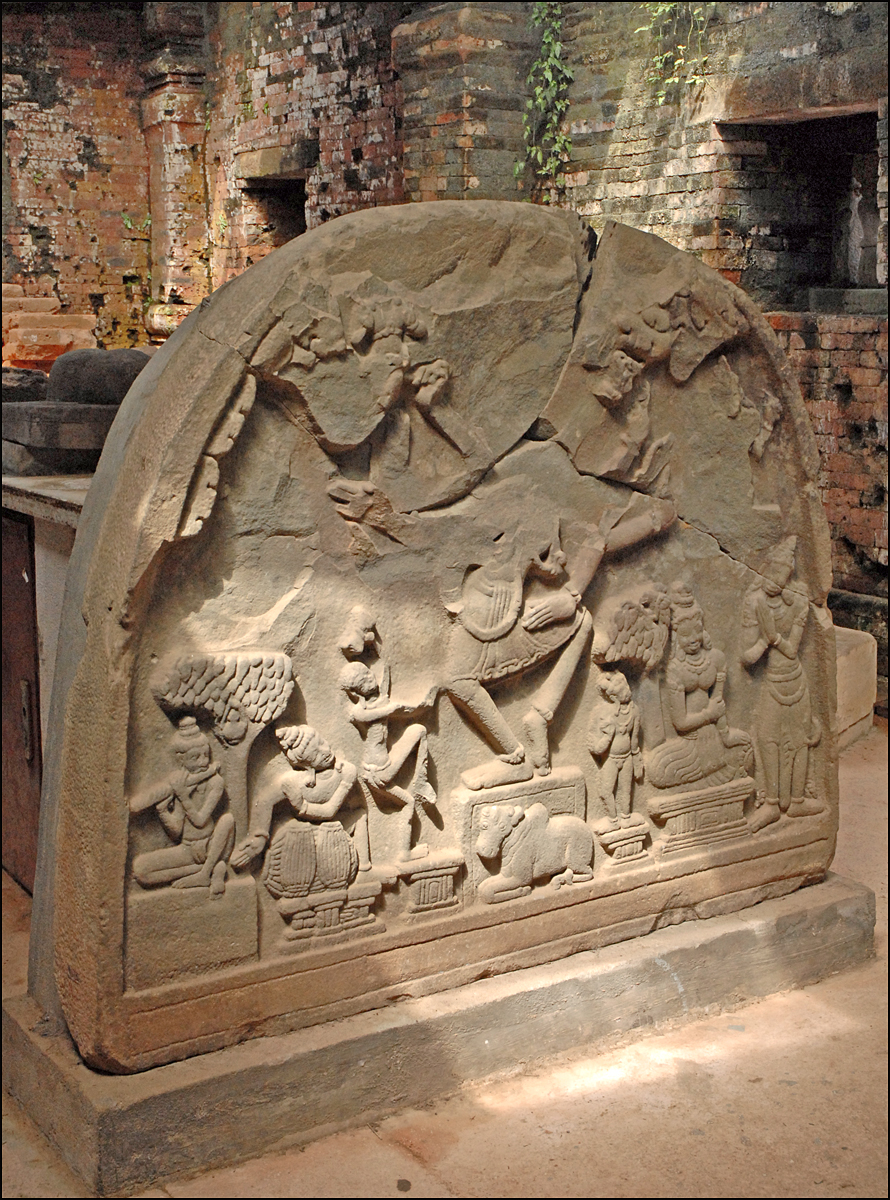
Śiva dansant. Tympan. Mỹ Sơn, tour sanctuaire C1. circa VIIIe siècle. Grès. H. 143 cm.
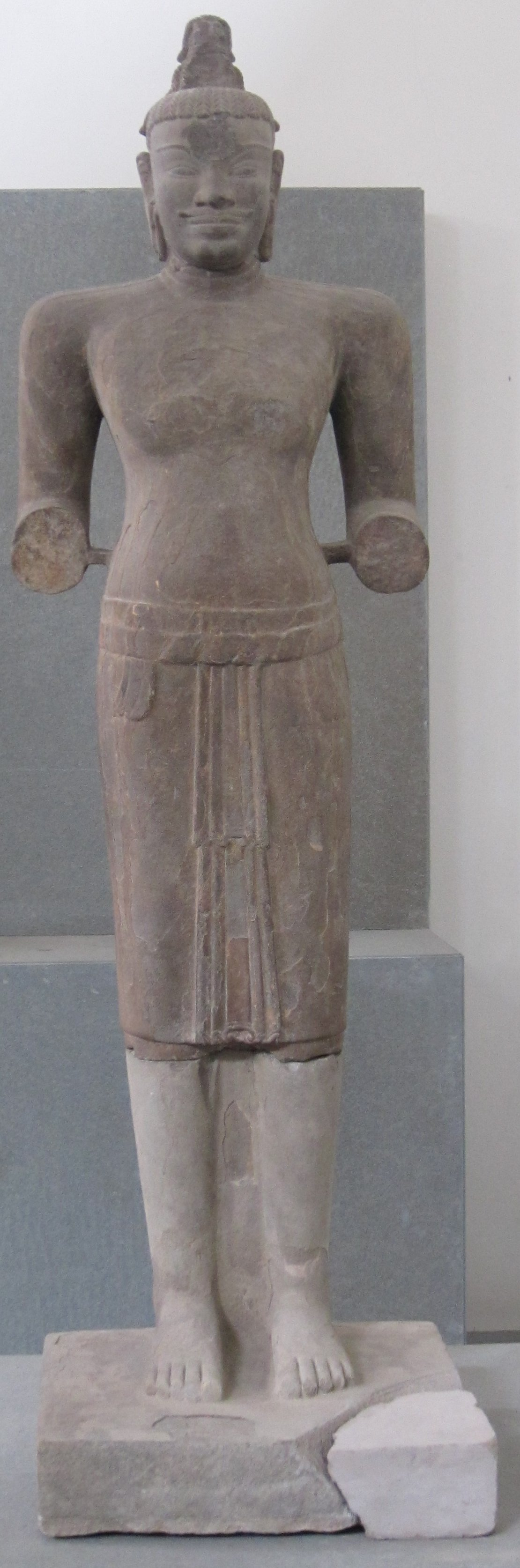
Shiva ascète. Mỹ Sơn, tour centrale du groupe C1. VIIIe siècle. H. 196 cm Musée de Đà Nẵng
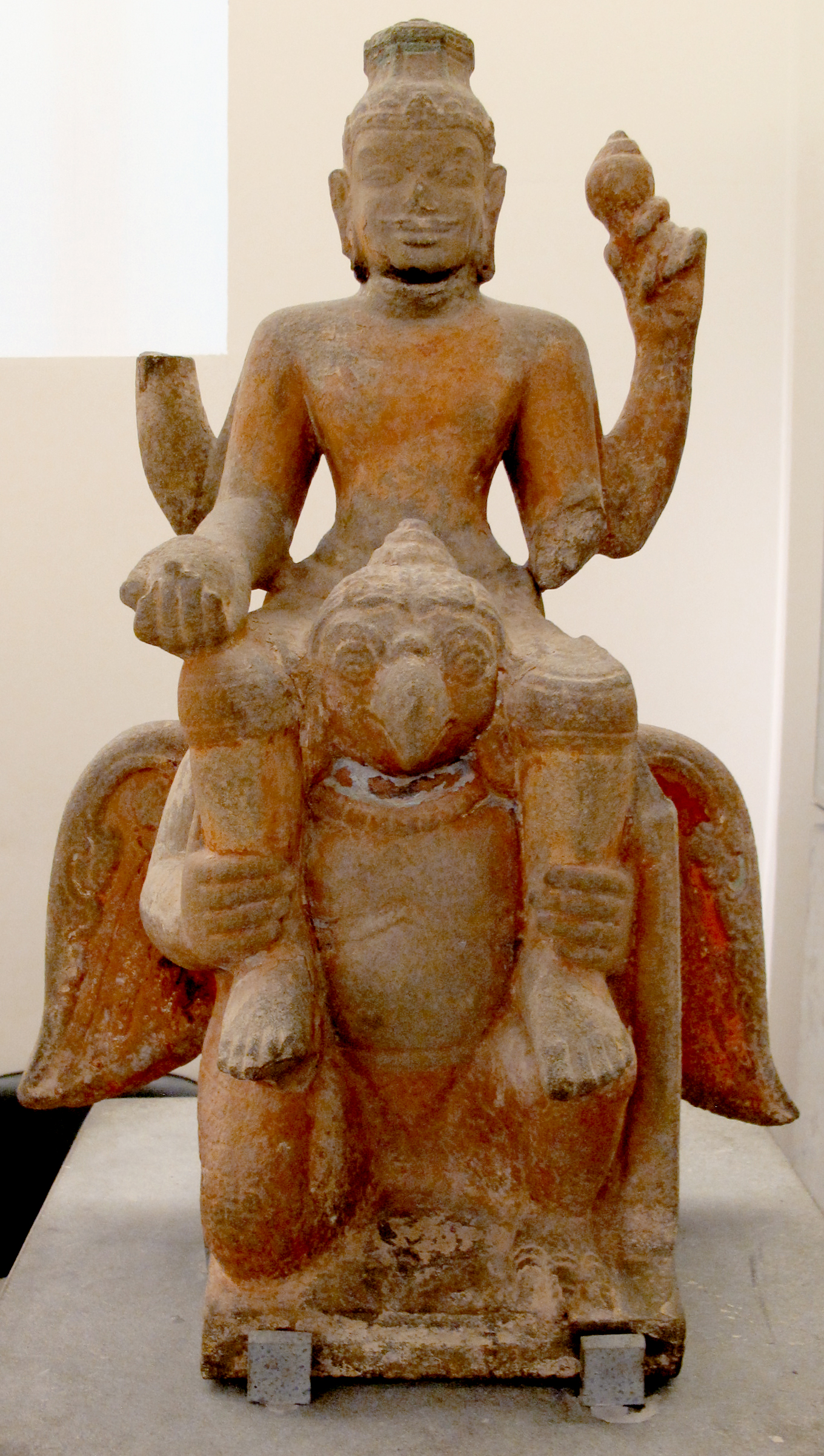
Vishnou sur sa monture, Garuda. Fin du style Mỹ Sơn E1, v. début IXes. Musée Guimet

### Style de Đồng Dương
|  |  |

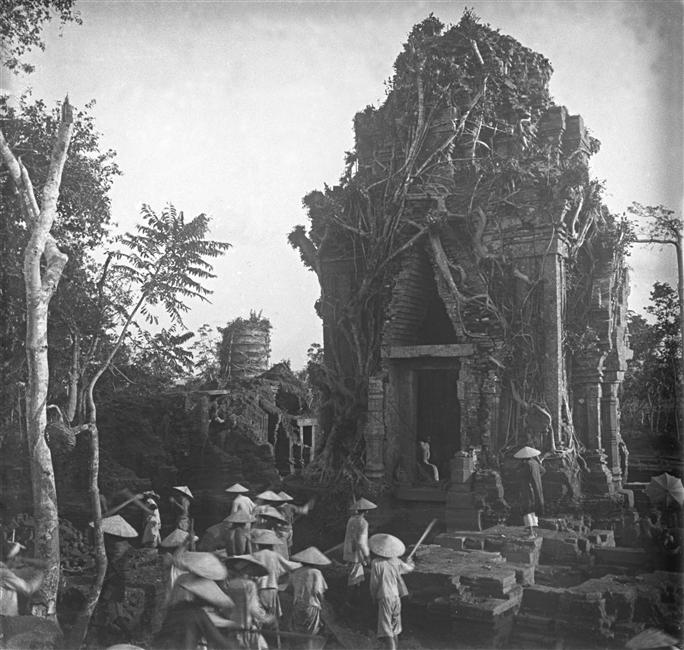
Đồng Dương, première enceinte, temple central vu du Nord. Dégagements, 1902. EFEO, cliché Charles Carpeaux
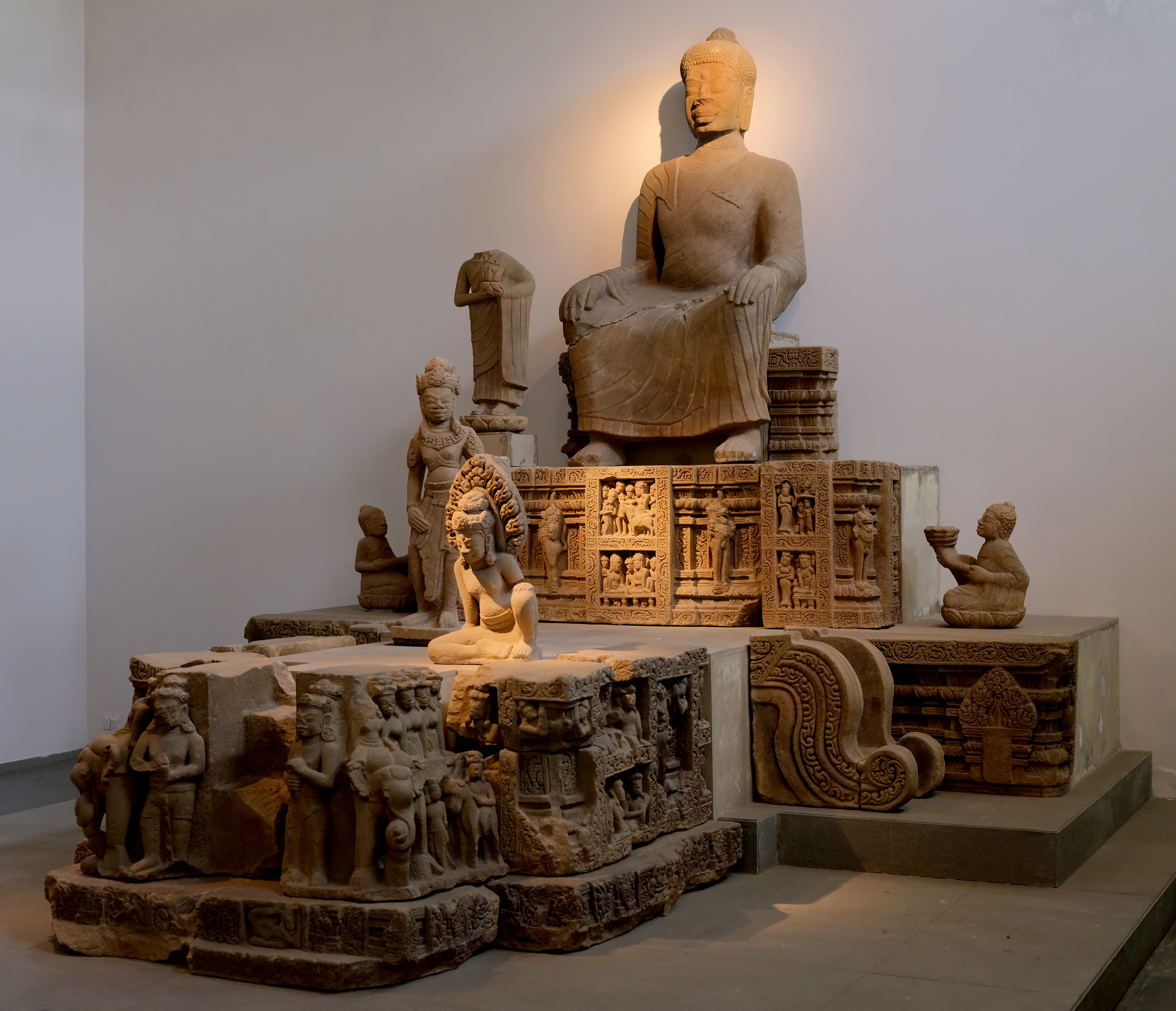
Bouddha du vihara (la pose des mains est un emprunt à la Chine des Tang) et assemblée bouddhique[75]. À droite, moine porteur d'offrande. Fragments, Đồng Dương. Fin IXe - début Xe siècle.Musée de Đà Nẵng
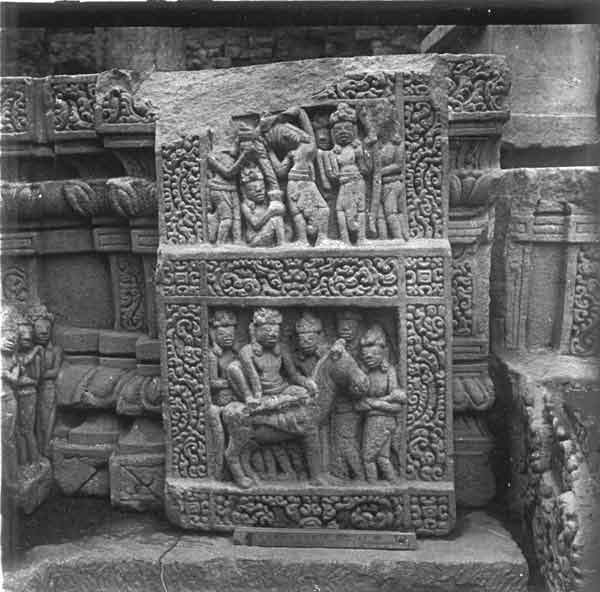
Piédestal: vie du Bouddha Shakyamuni (inf.: le grand départ, sup.: la coupe des cheveux). EFEO, cliché Charles Carpeaux

En 875, le roi Cham Indravarman II fonda une nouvelle dynastie à Indrapura, dans l'actuelle province de Quảng Nam au centre Vietnam. S'éloignant des traditions religieuses de ses prédécesseurs, qui étaient majoritairement shivaïste, il fonda le monastère du bouddhisme mahāyāna de Đồng Dương, et consacra le  temple central à Lokeśvara. Le complexe des temples de Đồng Dương ayant été dévasté par les bombes de la guerre du Vietnam, notre connaissance de son apparence est limitée aux photographies et descriptions réalisées par les savant français du début du XXe siècle. Un bon nombre de sculptures de l'époque ont cependant survécu dans les musées du Vietnam en tant que style Dong Duong. Le style a duré jusqu'au Xe siècle, entre autres, plus au Nord, à Đại Hữu (Quảng Bình) avec un autre sanctuaire à Lokeśvara (image : Avalokiteśvara-Lokeśvara de Đại Hữu).
Le style du temple de Đồng Dương a été décrit comme un style très original, qualifié d'«extrémisme artistique», « avec des traits exagérés, presque excessivement stylisés ». Les personnages sont caractérisés par leur nez et leurs lèvres épais. Les figures divines portent souvent un « casque » formé par un diadème et un couvre-chignon, ainsi que des pendants d'oreilles. Les motifs de fleurs et de volutes couvrent les surfaces de ces parures. La sculpture du complexe du grand temple bouddhiste de Temple de Đồng Dương offre des scènes de la vie de Bouddha, des moines bouddhistes, des dharmapalas (gardiens des lois Bouddhistes), des dvarapala (gardiens armés des temples), le bodhisattva Avalokiteśvara et la déesse de la compassion Tara, qui est aussi considérée comme étant la shakti, l'épouse d'Avalokiteshvara,.
Tout un faisceau d'indices laisse à penser que les motifs et le choix des formes retenues montreraient les liens étroits entre le Champa, fin IXe - début Xe siècle, et la Chine des Tang (618 - 907), ou au moins le Yunnan de cette époque.

Temple de Đồng Dương
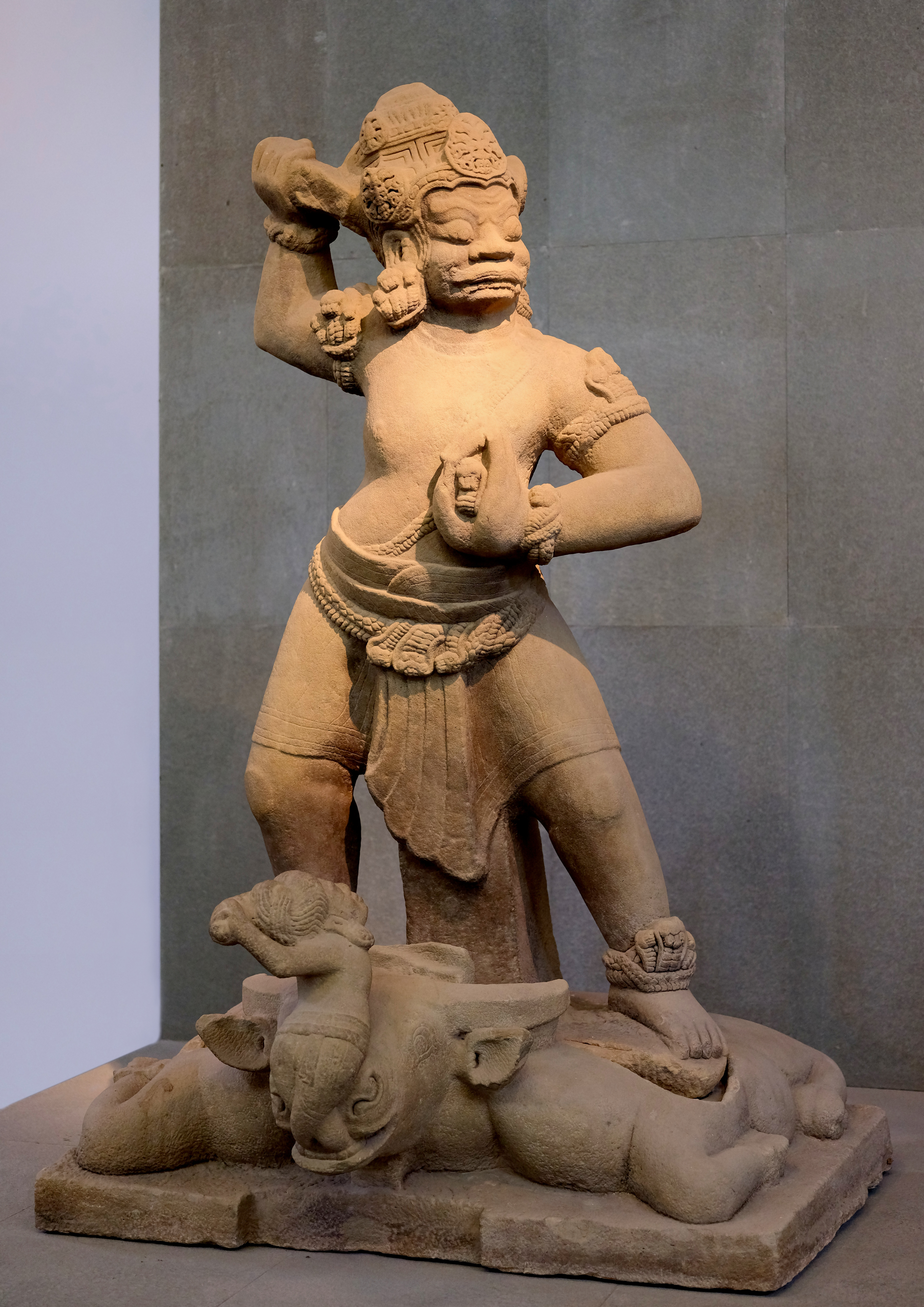
Dvarapala piétinant un taureau, lequel crache un petit personnage. Grès. Fin IXe - début Xe siècle. MNH Vietnam
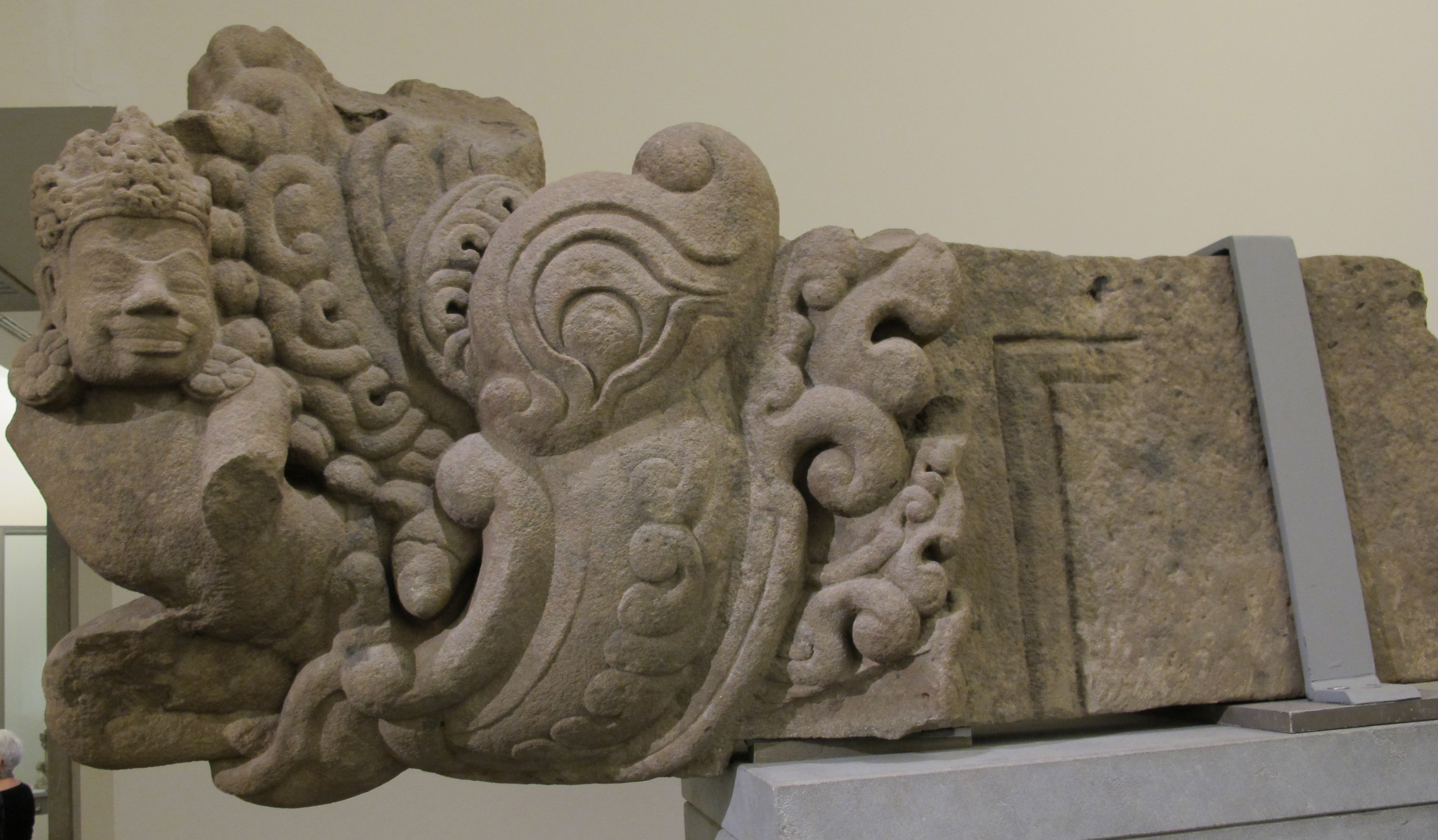
Assemblée bouddhique. Décor du trône de Buddha. Makara crachant un petit personnage. Musée Guimet
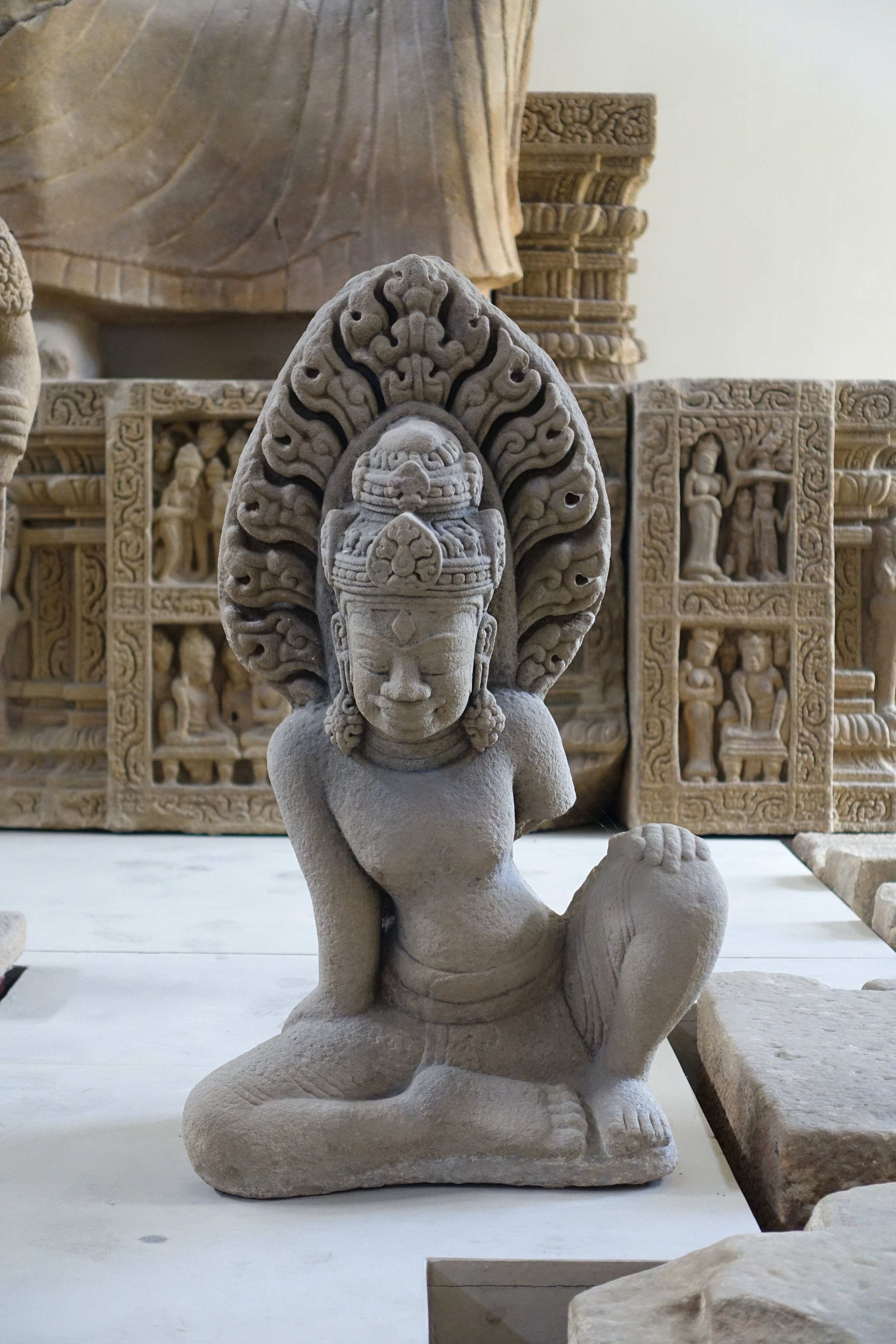
Bodhisattva proche du Buddha du vihara de Đồng Dương. Fin IXe - début Xe siècle. H. 76 cm. env. Musée de Đà Nẵng
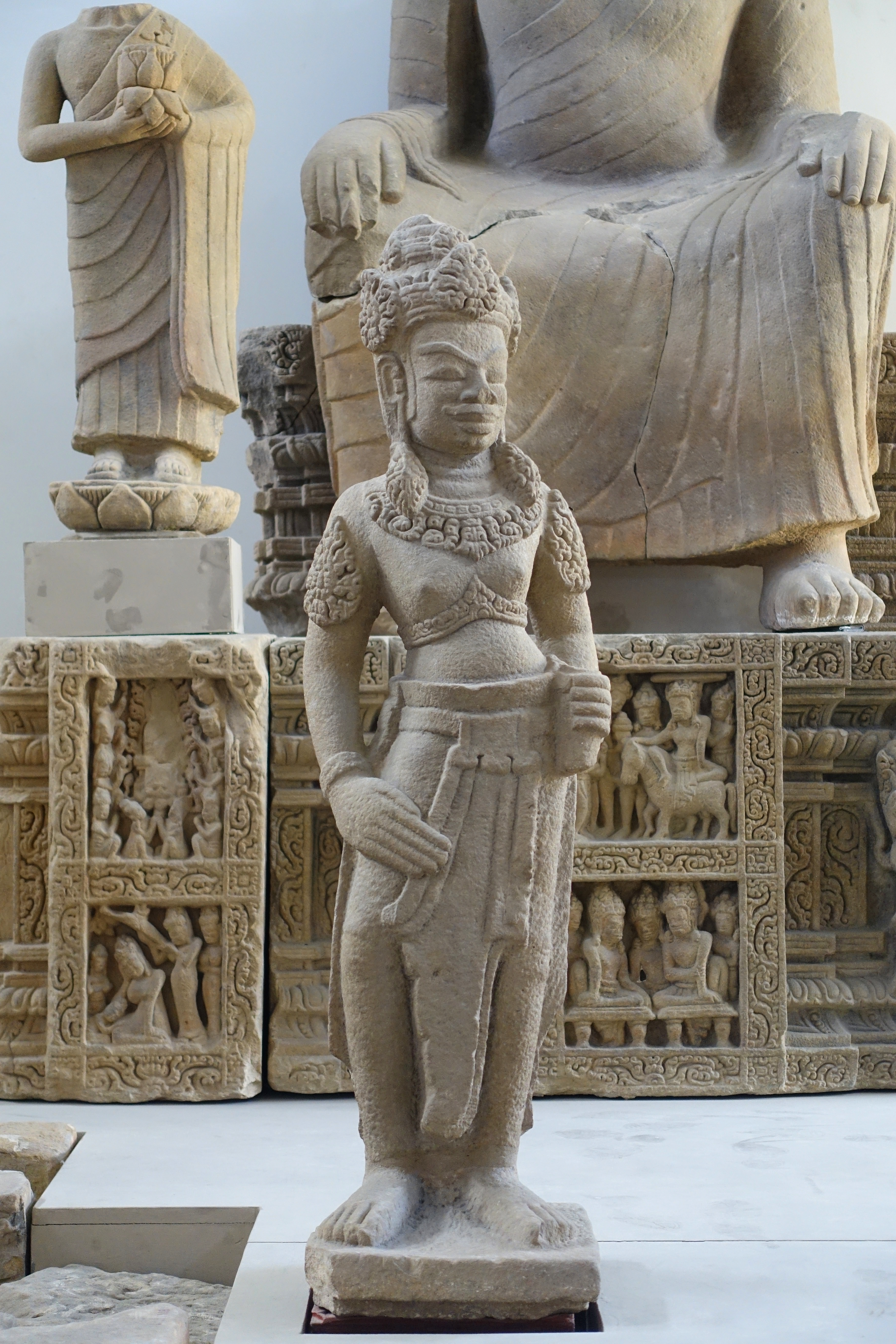
Divinité proche du Buddha du vihara de Đồng Dương. Fin IXe - début Xe siècle. H. 114 cm. Musée de Đà Nẵng
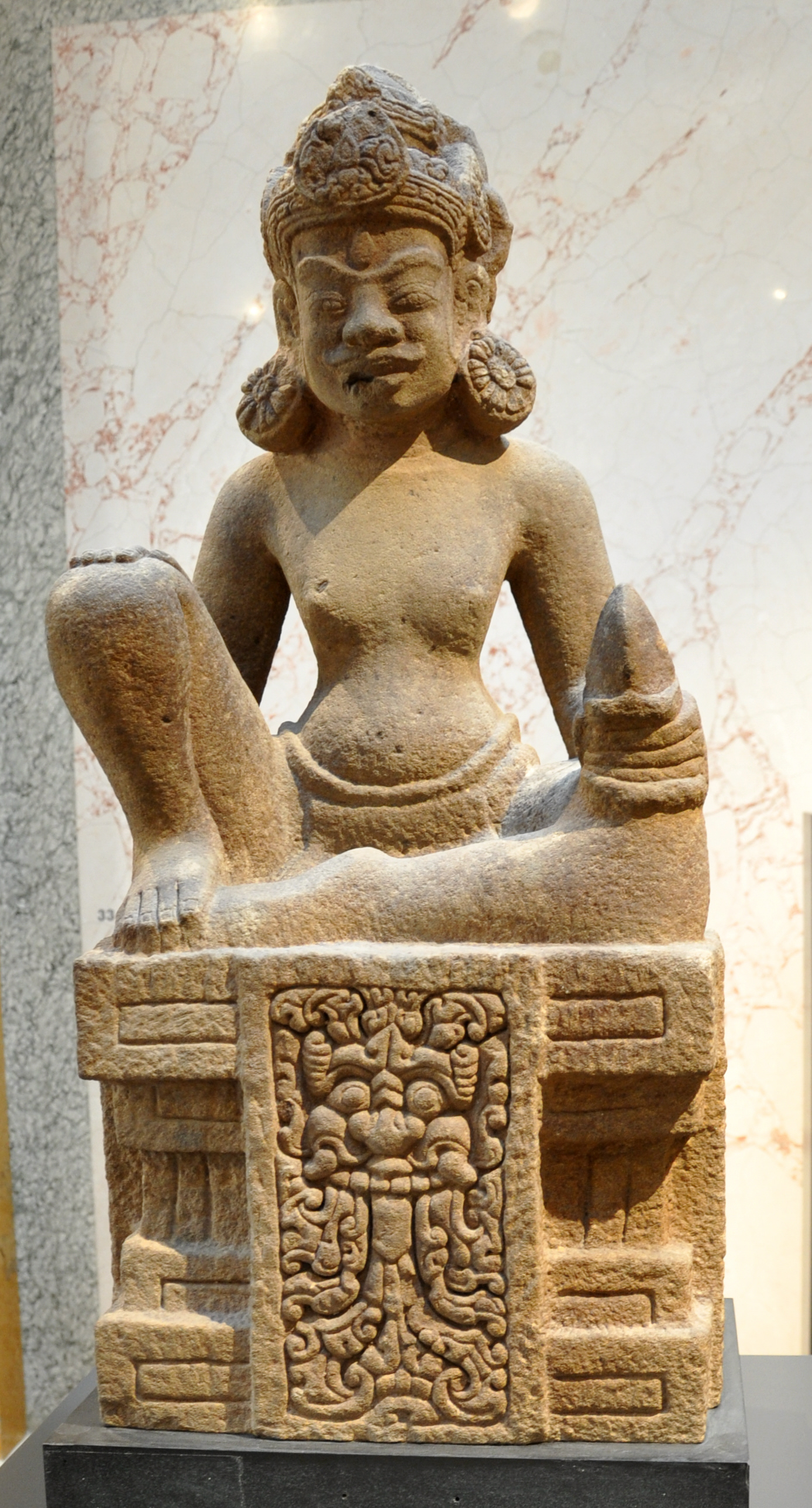
Divinité proche du Buddha du vihara de Đồng Dương. Fin IXe. H. 85 cm. Museum Rietberg

### Style de Khương Mỹ et Đồng Dương simplifié

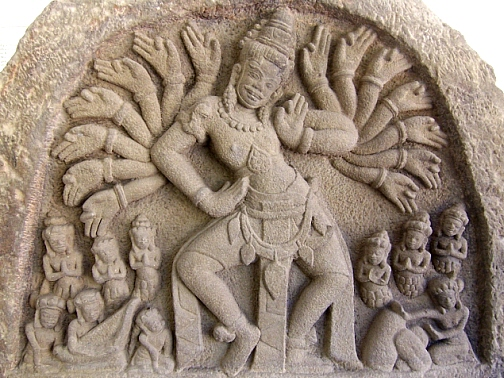
Danse de Śiva, tympan début Xe siècle. Style transitionnel entre les styles Đồng Dương et Khương Mỹ. H. 100 cm. Phong Lệ, province de Đà Nẵng. Musée de Đà Nẵng.

Dans le village de Khương Mỹ, Tam Kỳ, province de Quảng Nam, se dresse un groupe de trois tours Cham datant du Xe siècle.
 Le style des tours et des œuvres d'art qui leur sont associées est une transition, plus simple, entre le style puissant de « Đồng Dương » et le style classique et élégant de « Trà Kiệu ». Le style de « Khương Mỹ » présente également des influences khmères et javanaises.

### Style de Mỹ Sơn A1
|  |  |

Le groupe A de Mỹ Sơn fut victime de la guerre du Vietnam en 1969. Philippe Stern, alors conservateur du Musée Guimet à Paris, envoya une lettre de protestation au Président Richard Nixon, à la suite d'une attaque aérienne portée intentionnellement à l'aplomb de Mỹ Sơn groupe A, pour lui faire part de son indignation et lui demandant instamment d'épargner les autres monuments du site, ainsi que tous les sites cham. Le temple A1 s'élevait à 28 m., accompagné de six petits temples il était venu s'insérer dans un ensemble plus ancien.
L’art du style de Mỹ Sơn A1 appartient aux Xe et XIe siècles, une période de renouveau hindou après la période bouddhiste de Đồng Dương, et aussi une période d'influence renouvelée de Java. Cette période a été appelée «l'Âge d’or» de l'art cham. Son aspect, au début du XXe siècle, a été relevé précisément par Henri Parmentier. Le style tire son nom du sanctuaire avant sa destruction, «l'expression la plus parfaite de l'architecture cham» selon l'historien d'art Emmanuel Guillon. La plupart des monuments encore existants à Mỹ Sơn appartiennent aussi à ce style, y compris la plupart des constructions des groupes B, C et D.
Dans le temple A1, « le soubassement du piédestal à linga [voir image, ci-dessus] est sculpté, sur chaque face, d'une réduction d'architecture dans laquelle figure un petit orant. » Ce soubassement pourrait dater d'une construction antérieure.
|  |  |  |  |

La sculpture de style Mỹ Sơn A1, est connue pour être légère et gracieuse, en contraste avec le style plus sévère de Đồng Dương. La danse était un motif récurrent pour des sculpteurs de Mỹ Sơn A1. Ceux-ci ont su multiplier les rythmes visuels alternés pour évoquer le mouvement tout en reproduisant des poses codifiées. Le style est également connu pour ses belles images en relief d'animaux réels et mythiques tels que les éléphants, les lions et les garudas,.

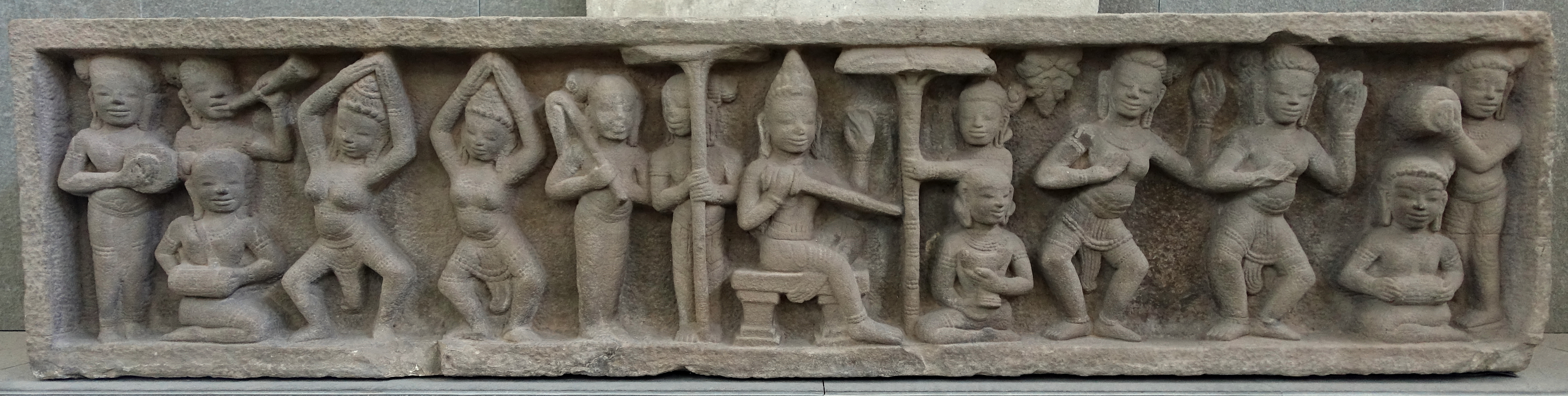
Linteau. Scène de cour. Tour sanctuaire Mỹ Sơn E4, XIe siècle. Grès. L. 206 cm. Musée de Đà Nẵng[101]. Influence khmère.

Le style Mỹ Sơn A1 englobe non seulement les œuvres d'art trouvées à Mỹ Sơn, mais également les œuvres trouvées à Khương Mỹ et Trà Kiệu, bien que ces dernières soient parfois traitées comme représentant des styles distincts. Les œuvres de Khương Mỹ  en particulier sont fréquemment considérées comme une transition entre les styles de Đồng Dương et Mỹ Sơn A1. De même, les œuvres trouvées à Chánh Lộ sont parfois considérées comme appartenant au style Mỹ Sơn A1 et parfois, aussi, considérées comme une transition entre le style Mỹ Sơn A1 et le style Tháp Mâm. La plus méridionale des trois tours de Khương Mỹ (Quảng Nam) offre la plus longue série sculptée consacrée à des épisodes du Rāmāyaṇa connue au Campā, elle n'a été mis au jour qu'en 2000 et une publication EFEO de 2017 propose de dater ce temple fin du Xe ou début du XIe siècle.

### Style de Trà Kiệu
Le style de Trà Kiệu au Xe siècle est, lui aussi, considéré comme l'apogée de l'art du Champa. La ville actuelle de Trà Kiệu (province de Quảng Nam, sur le fleuve Thu Bồn) contient le site de Hoàn Châu, sur l'ancienne Siṃhapura, capitale de l'ancien État d'Amarāvatī. Les fouilles achevées en 2000 ont révélé des structures sur le modèle de construction chinoises et datant du IIe au IIIe siècle.
Bien que les temples cham de Trà Kiệu, aient été détruits, un certain nombre de magnifiques sculptures associées au site subsistent et sont conservées dans les musées. Parmi les objets sacrés présentés de manière didactique dans les musées, hors contexte, le linga, lorsqu'on le voit dans son intégralité, doit être restitué mentalement dans son piédestal où il se trouvait originellement, associé au yoni qui est aussi la cuve ou le bassin à ablutions. Le linga devrait donc être partiellement caché. Seule la partie supérieure du linga doit être visible, celle qui évoque Rudra, Shiva destructeur. Le piédestal de Trà Kiệu est présenté avec son linga-yoni et donc particulièrement remarquable d'autant que ce piédestal possédait, sous la cuve à ablution, une bague ornée de ce que l'on a longtemps vu comme des seins de femme. Ce qui reste une énigme. Le soubassement est couvert de bas-reliefs singuliers.
Le piédestal dit « des danseuses », soubassement du sanctuaire principal de Trà Kiệu ne subsiste que par deux fragments de 1,15 m de haut, qui ont la forme d'un angle de piédestal, et présentent donc deux faces. Il est considéré comme un chef-d'œuvre. Chaque face est ornée d'une danseuse et d'un musicien, gandharva, en train de jouer. Ces figures offrent des corps d'une superbe élégance, d'un style parfaitement cohérent, proche de références indo-javanaises, et jouant avec économie de quelques colliers et bracelets pour rehausser la beauté des corps. Ces sculptures sont restées inachevées et l'on suppose que le temple a subi une catastrophe qui aura interrompu le chantier.
Les figures sur les frises sont particulièrement belles et représentent des épisodes de la vie de Krishna relatés dans la Bhagavata Purana. À chaque coin du piédestal, un atlante à figure de lion semble supporter tout le poids de la structure .
La tendance, dans le courant du Xe siècle, dans les décors de soubassement des temples cham d'une multitude de figures à forme humaine ou animale pourraient évoquer la transition, en Inde, entre les Pallava (Mahabalipuram, les Ratha Draupadi et Arjuna, VIIe siècle) et les Chola (Tanjore: temple de Brihadesvara entre 1003 et 1010). Des rapports plus étroits avec l'Inde du Sud pourraient être à la source de cette évolution.

Musée de la sculpture cham. Đà Nẵng
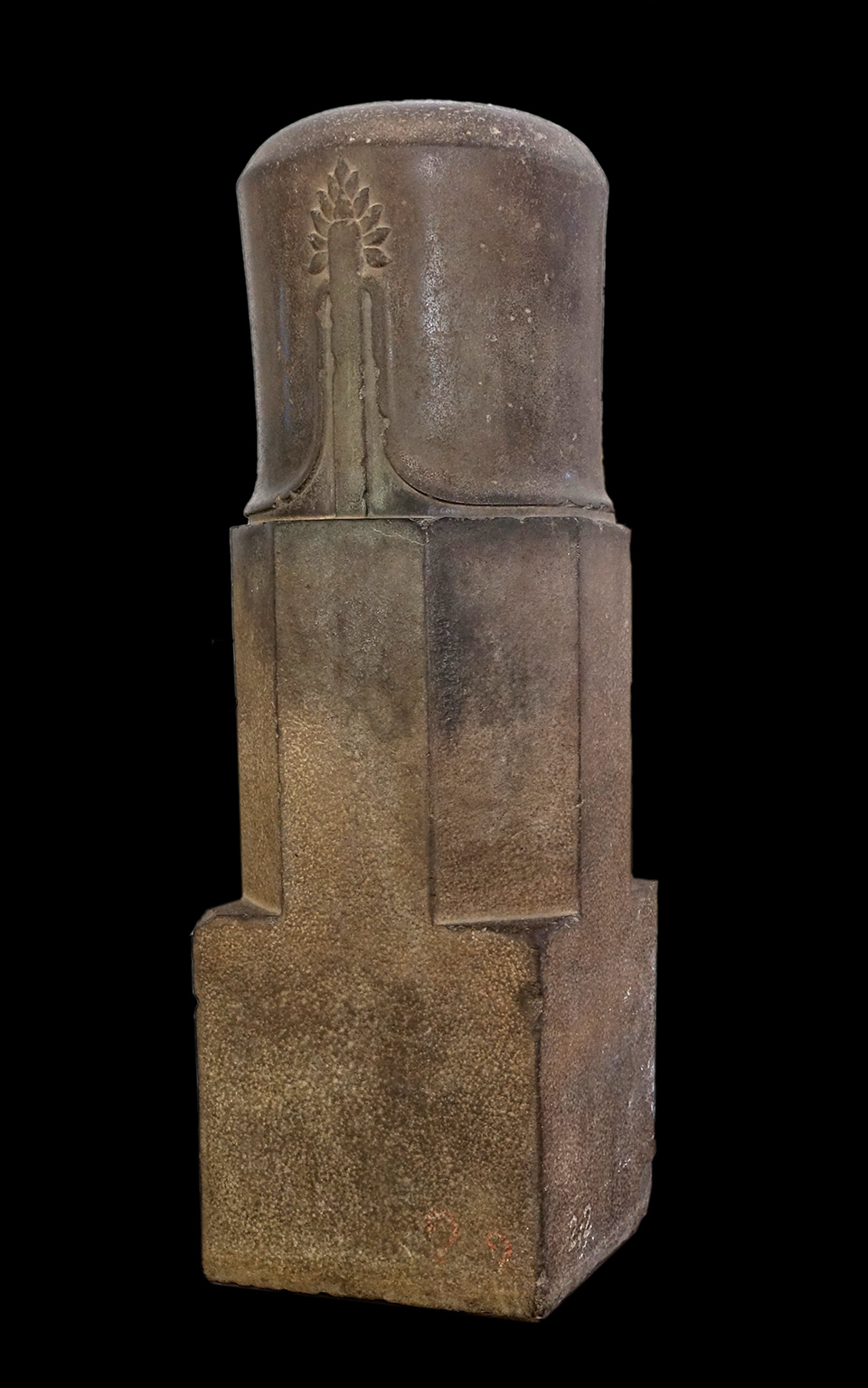
Linga. Trà Kiệu. Xe siècle. Grès.85 × 27,5 × 27,5 cm[N 11].
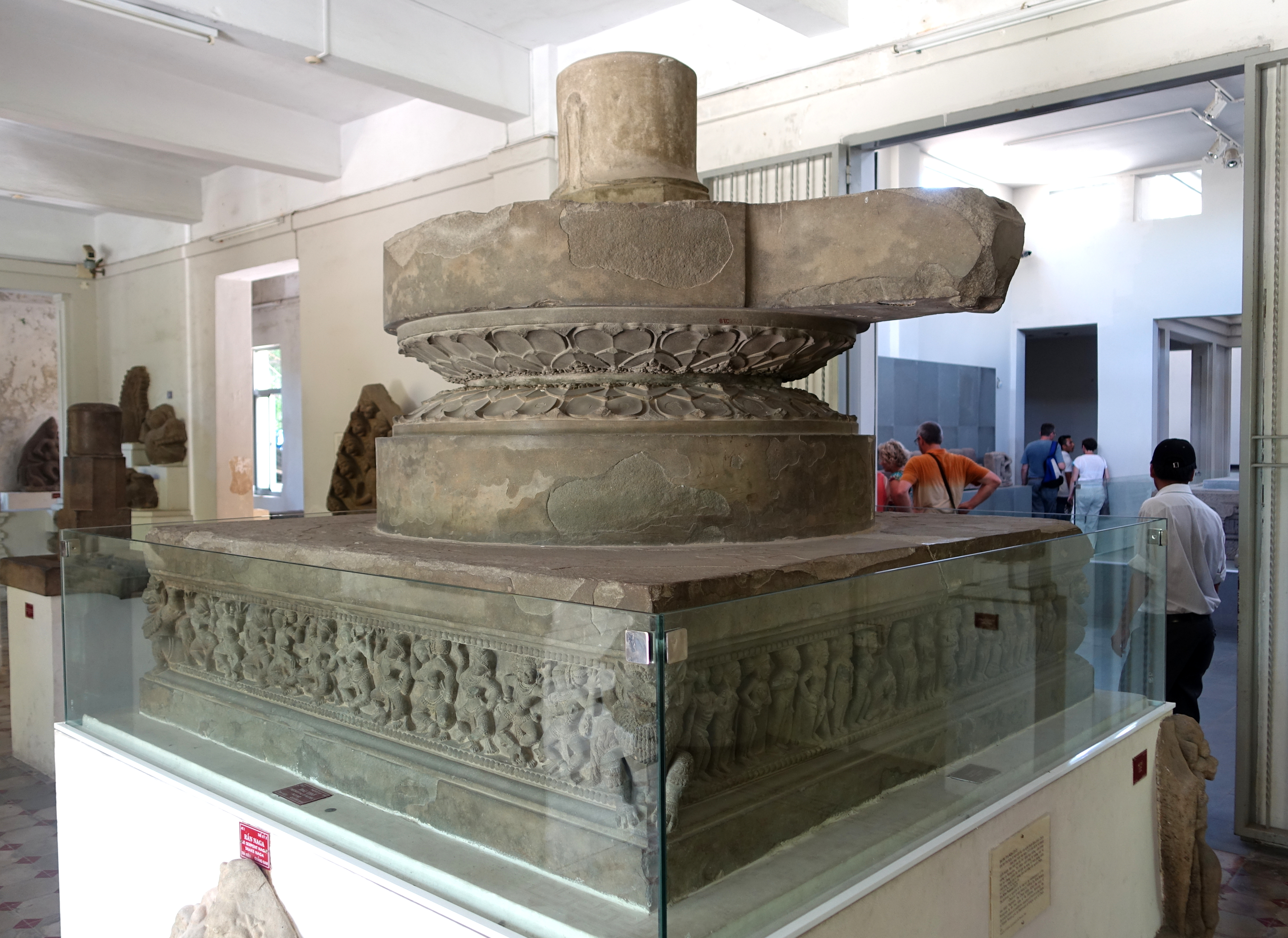
Sanctuaire de Trà Kiệu, Xe siècle. Linga enchâssé dans le bassin pour les ablutions, supporté par le piédestal et son soubassement à figures[110].
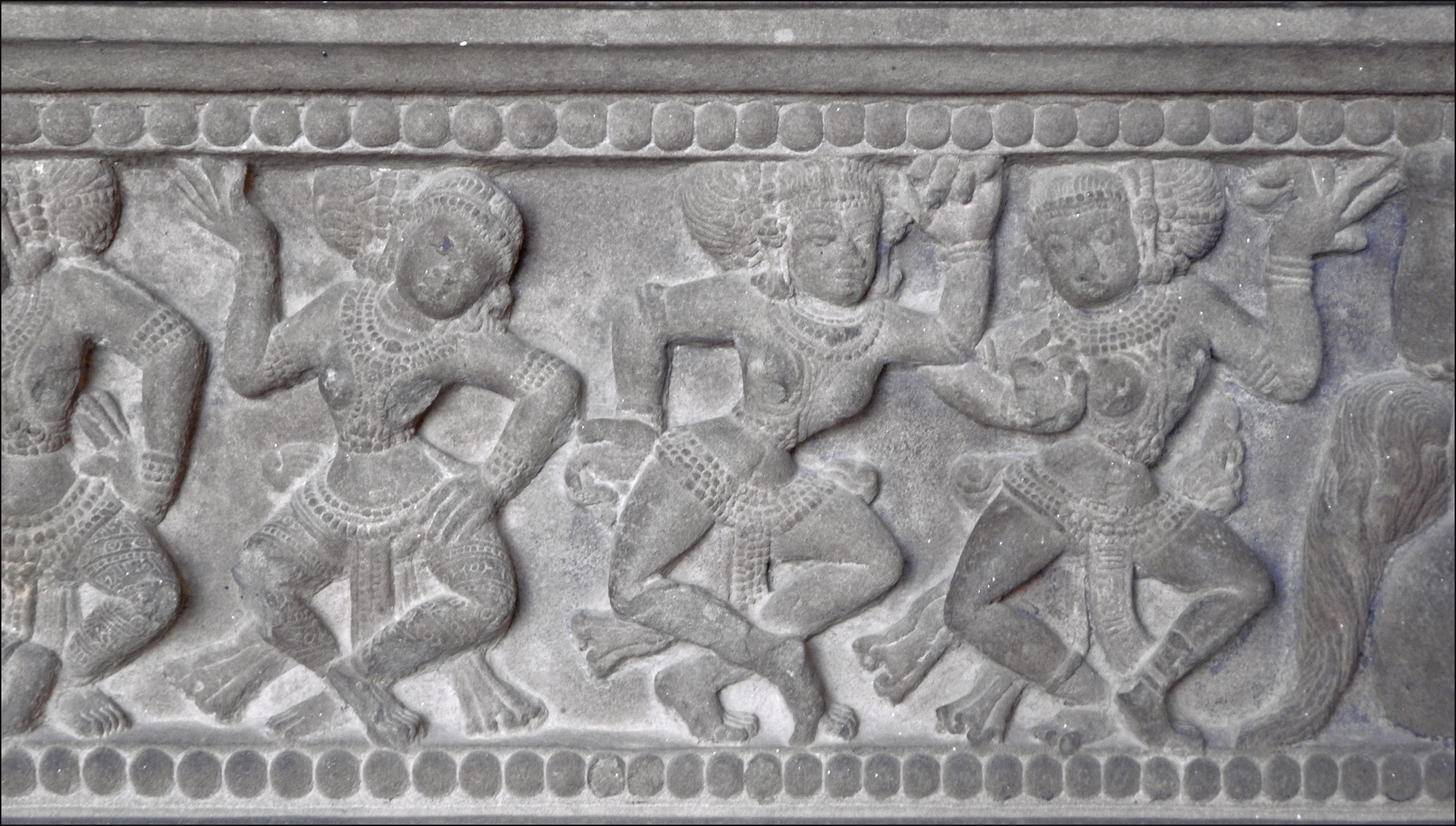
Ensemble de danseuses. Soubassement du piédestal de Trà Kiệu.
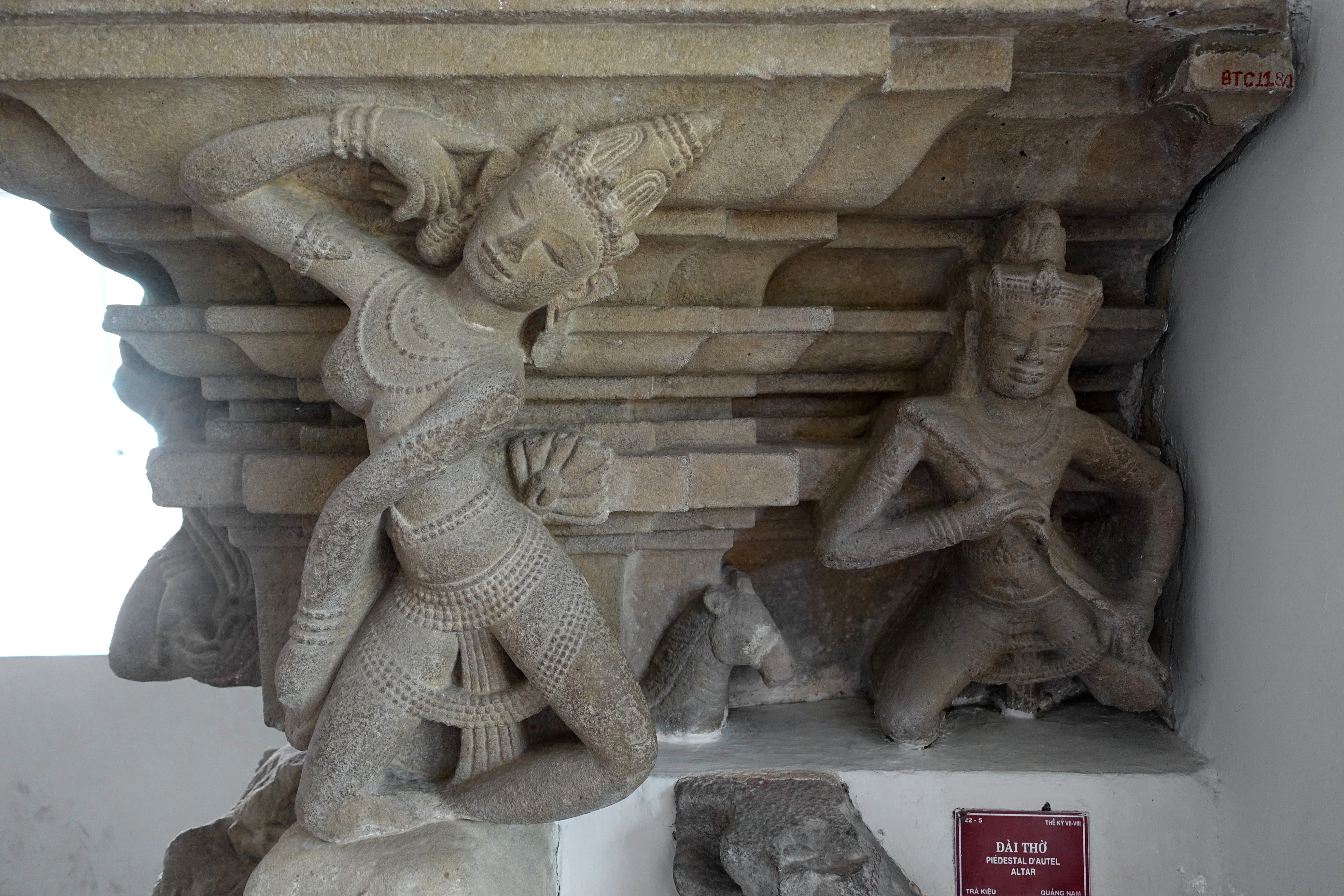
Sur le soubassement du sanctuaire principal de Trà Kiệu, danseuse et gandharva
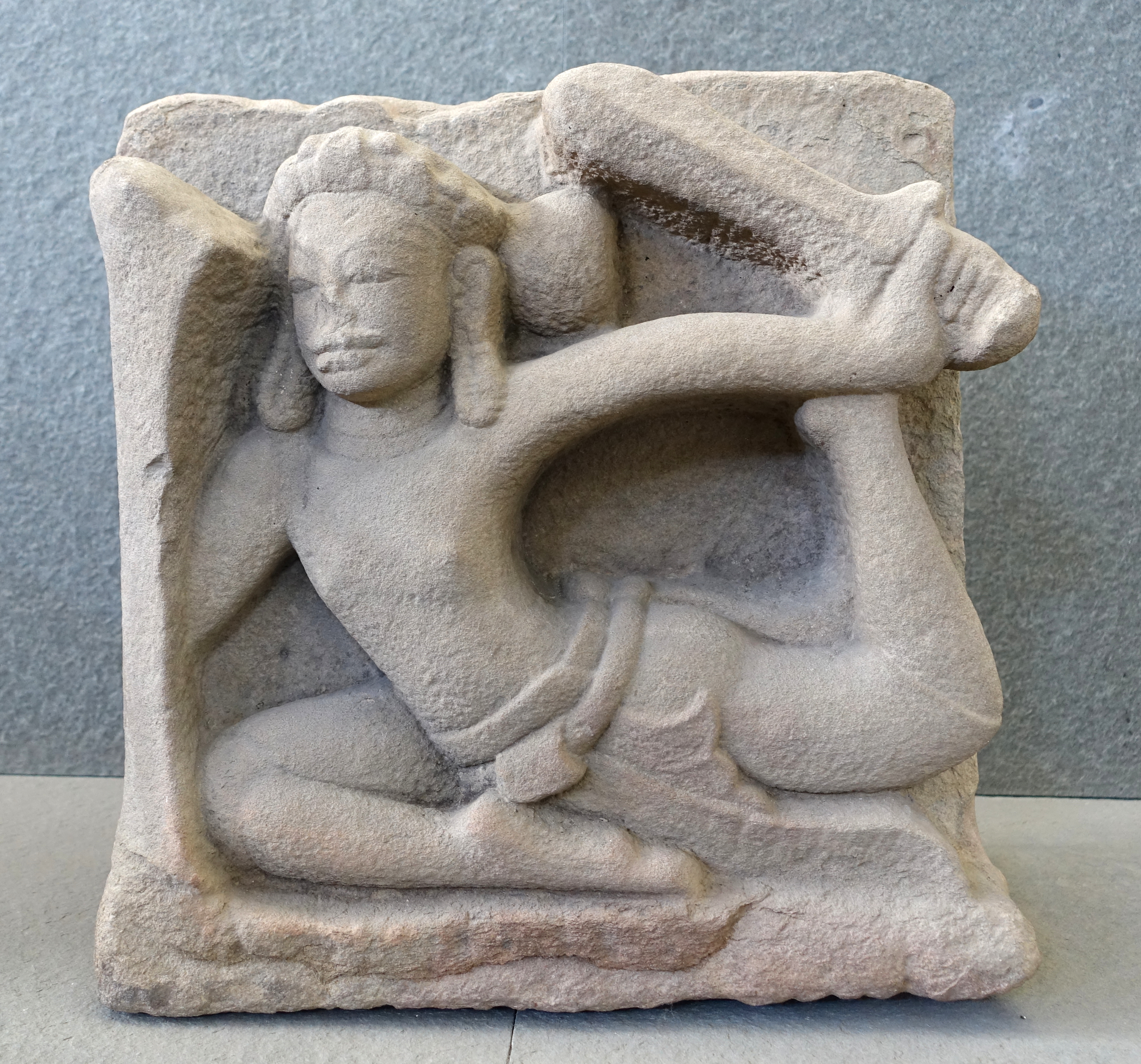
Guerrier en vol. Mỹ Sơn, tour sanctuaire C1 (?) dans le style de Trà Kiệu. H. 45 cm. Xe siècle
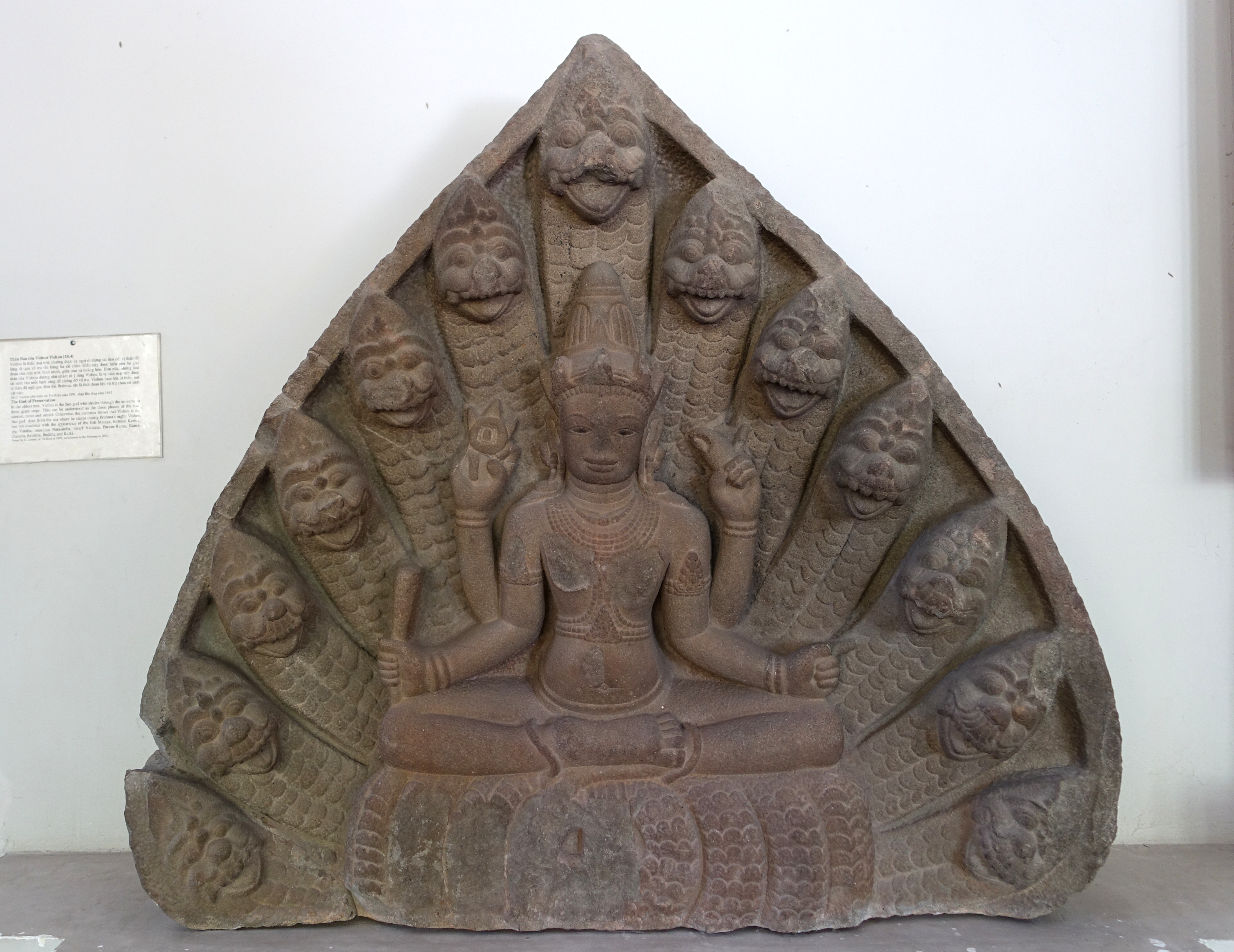
Vishnou trônant sur le serpent Ananta. Tympan. Trà Kiệu. Xe siècle. Grès H. 125 cm.
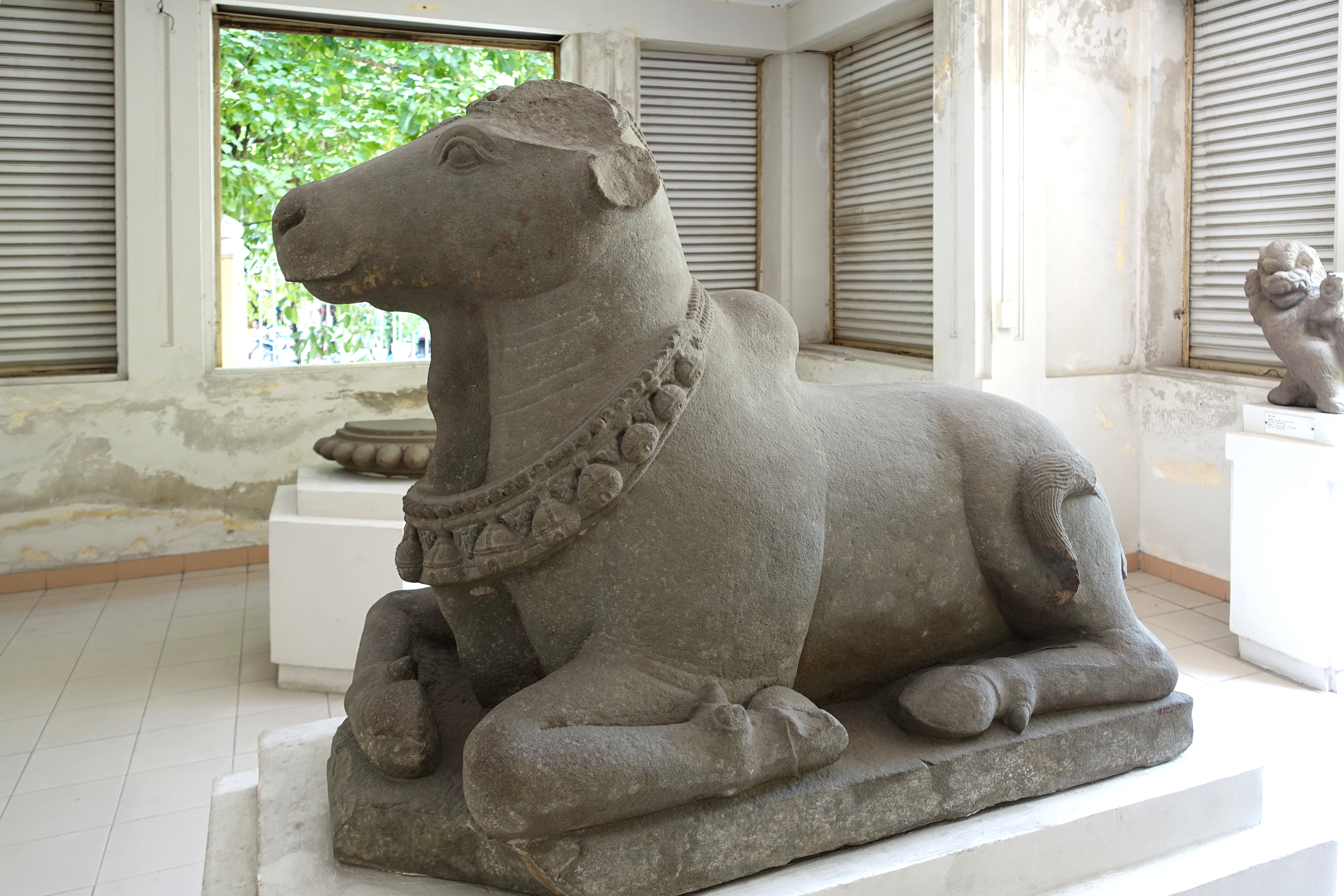
Nandin. Trà Kiệu. Xe siècle. Grès. H. 105 cm; L. 122 cm; P. 64 cm.

### Style de Tháp Mắm
L'architecture la mieux conservée est celle des temples de Po Nagar et de Po Klong Garai. Les sculpteurs font avant tout preuve de virtuosité technique et semblent s'intéresser peu à l'anatomie et aux subtilités du modelé, qui avait concentré l'attention des sculpteurs précédents. Les formes en paraissent vigoureusement stylisées, profondément idéalisées. Les sculptures d'animaux mythiques, comme les makara ou les garuda, deviennent l'occasion d'un grand déploiement d'ornements, de formes géométriques parfaitement disposées et soigneusement détaillées, comme les spirales qui permettent d'identifier le style.
La dénomination « style de Tháp Mâm » (du XIIe au XIIIe siècle) vient d'une tour-sanctuaire de la Province de Bình Định, localisée dans l'ancienne Vijaya, ville capitale à l'époque. Son architecture est aussi dénommée de style Bình Định par Philippe Stern, du nom de cette petite province qui semble coïncider avec l'ancien territoire.

Musée de Đà Nẵng
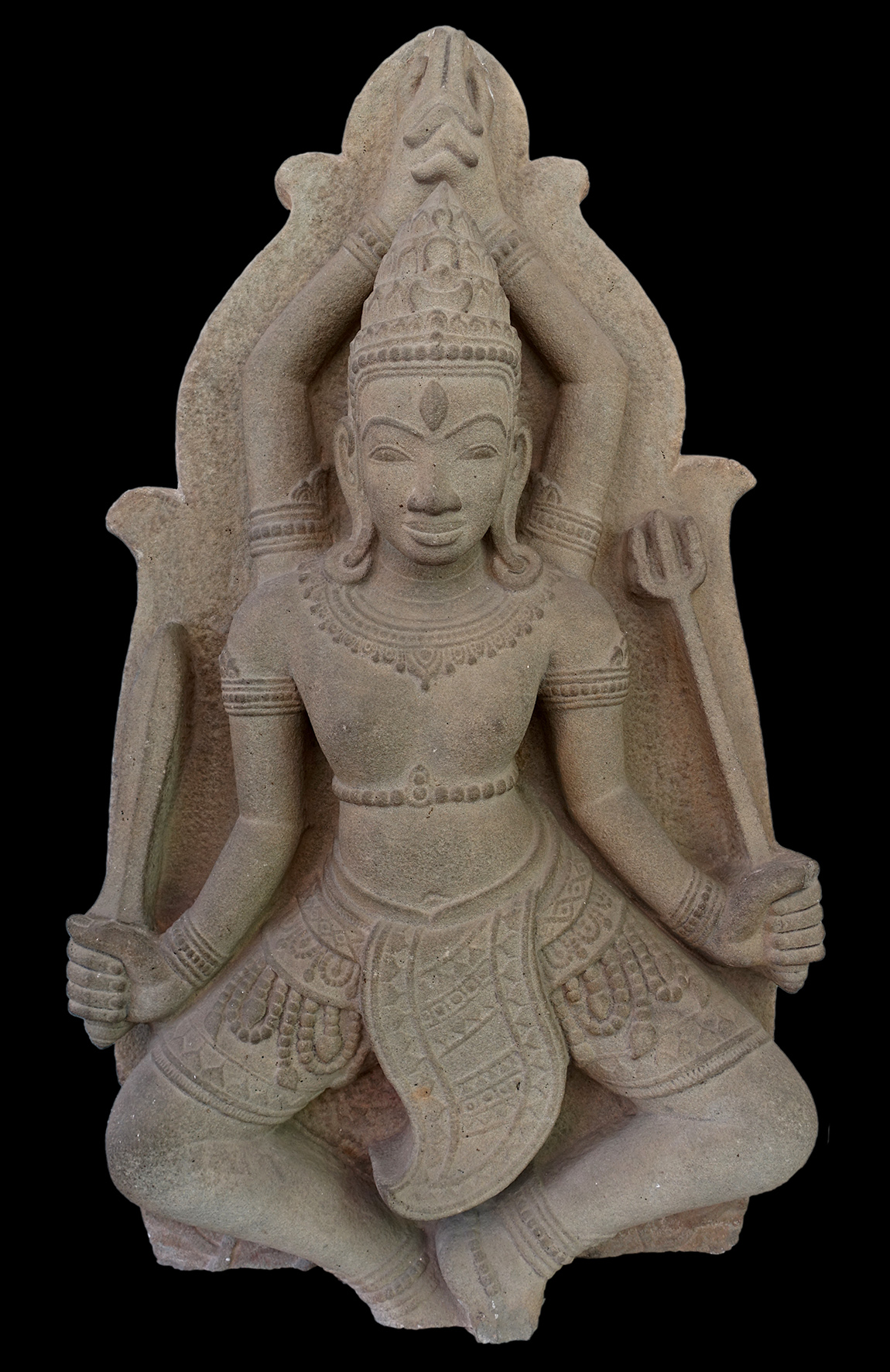
Shiva dansant. Circa XIIe – XIIIe siècles. Grès. H. 123 cm.
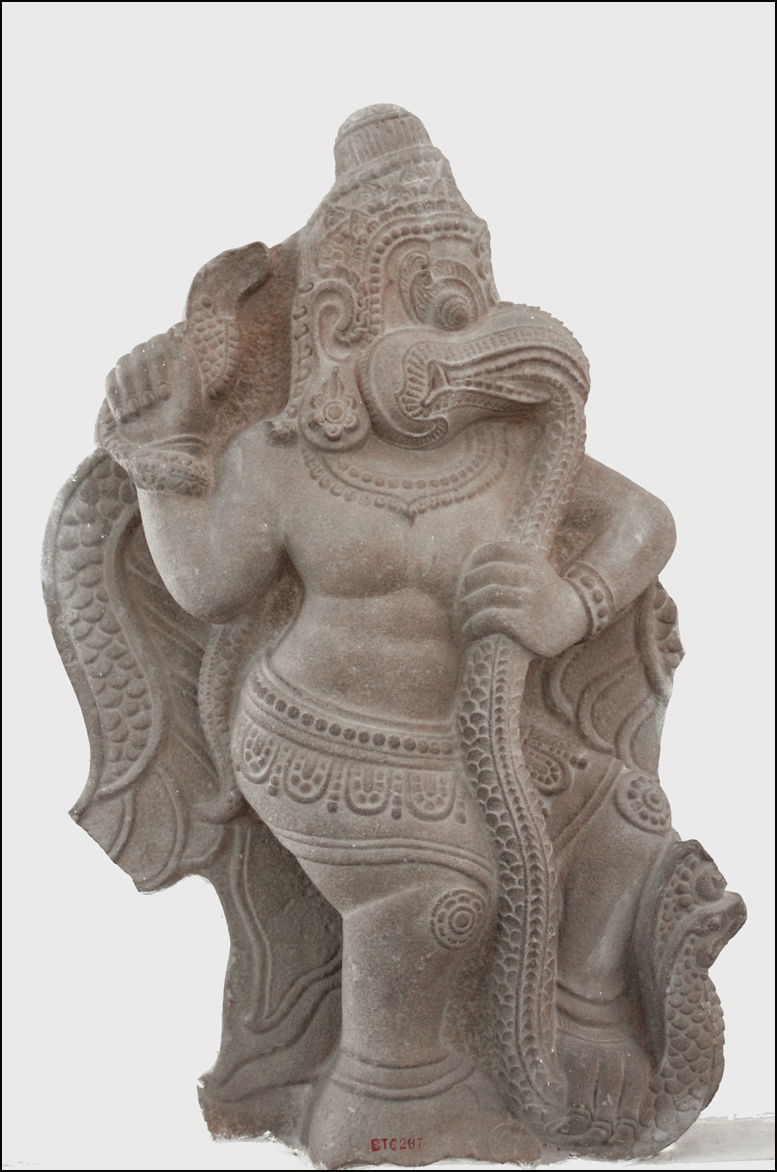
Garuda maitrisant les nāga. XIIe – XIIIe siècle. H. 110 env.
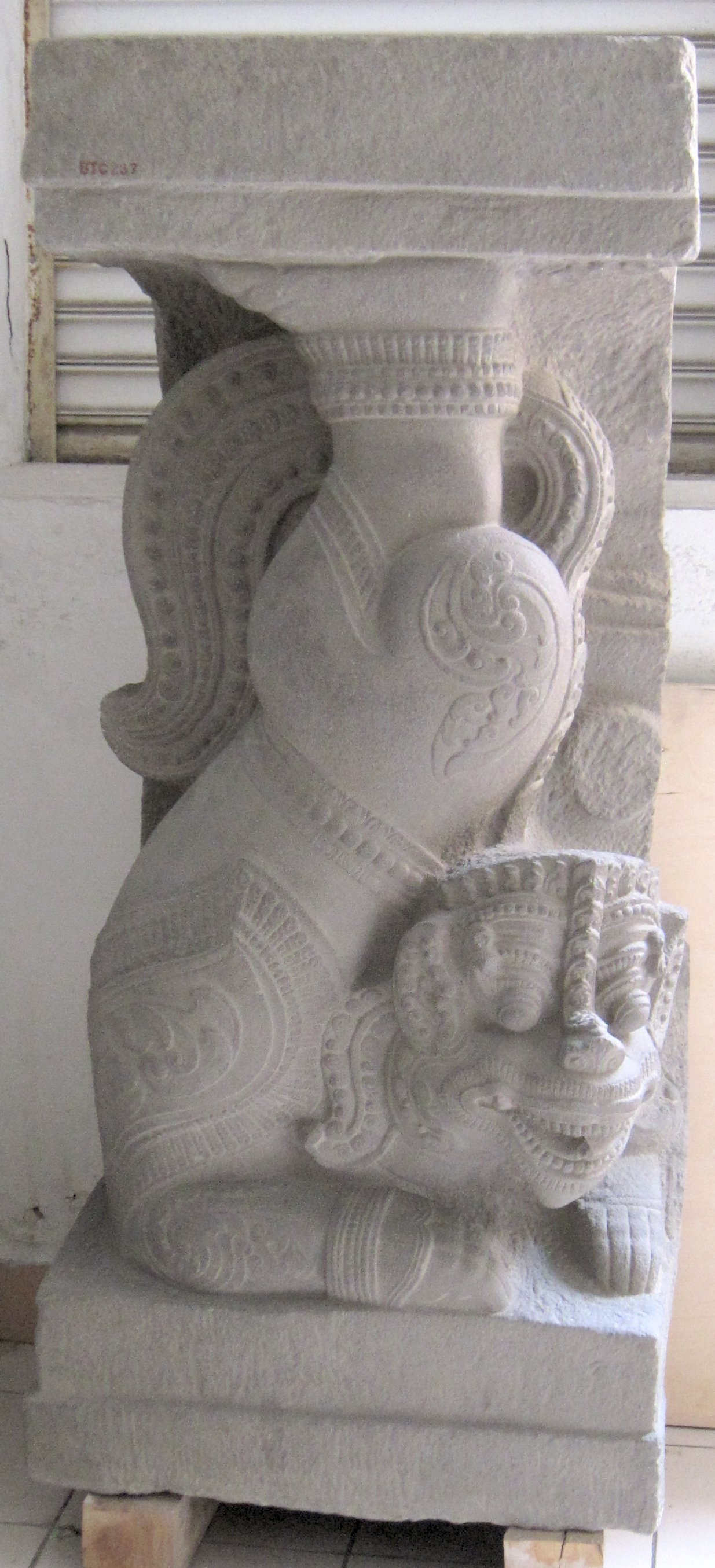
Lion en vol. Décor de soubassement. Circa XIIe – XIIIe siècles. Grès. H. 133 cm.
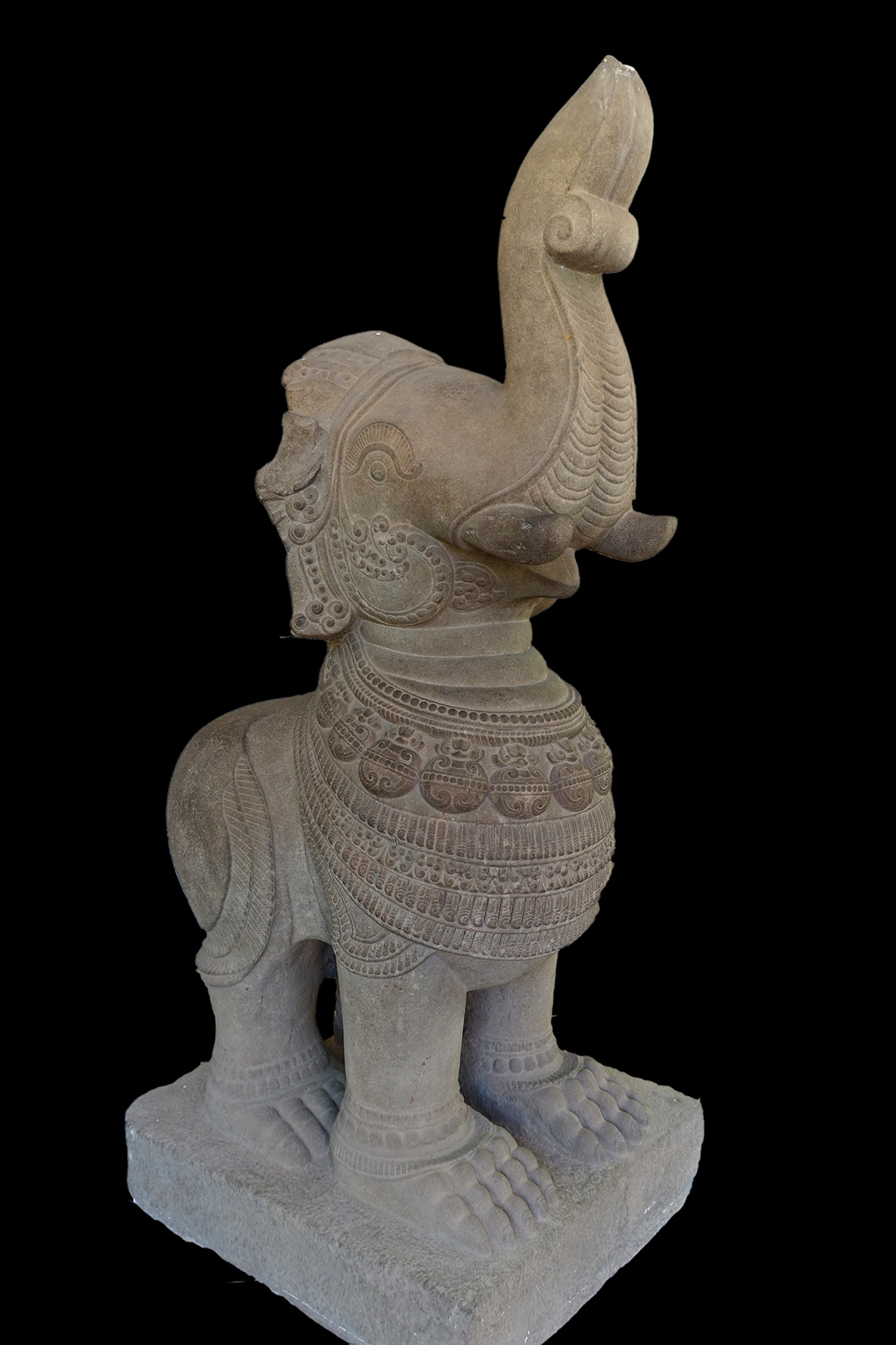
Éléphant-lion (gajasimha). Tháp Mắm. Circa XIIe – XIIIe siècles. Grès. H. 214 cm.
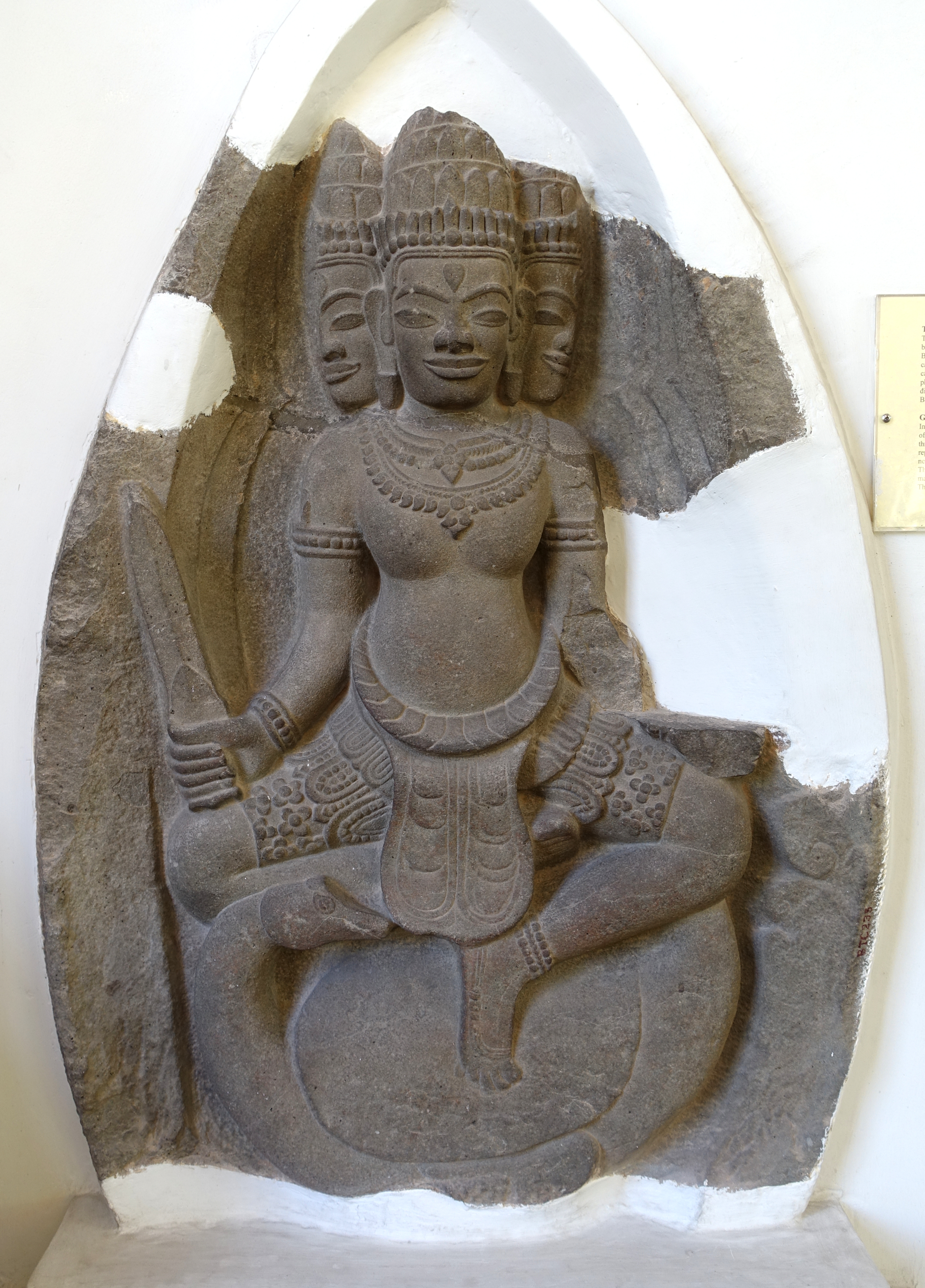
Brahma. Circa XIIe – XIIIe siècle.

Les sculptures de ce style sont donc caractérisées par des formes généralement peu anatomiques. Ainsi le « Lion [en vol] », une patte arrière relevée, apparait comme l'occasion du déploiement de motifs géométriques composés en frises étagées et en arabesques. Ce lion (symbole royal), comme des lions atlante du même ensemble, faisait partie du décor du soubassement de la tour sanctuaire de Tháp Mâm ; la patte levée pouvant exprimer la partie inférieure d'un jambage, voire une figure d'échiffre,. Certains ornements et costumes correspondent ont leurs équivalents dans le style du Bayon, d'Angkor Thom, fin XIIe - début XIIIe siècle (Terrasse des Éléphants). La question de ces rapports entre les deux cultures, la datation des sculptures de Tháp Mâm, voire du sens d'une probable « influence » est donc soulevée par ces animaux décoratifs.
Le Shiva dansant joue sur une légère dissymétrie, un pied placé légèrement devant l'autre suffit à évoquer la danse. La très grande économie de motifs ornementaux serait imputable à un désir de lisibilité, car il pourrait s'agir d'une figure d'antéfixe, haut placée dans le sanctuaire. Le modelé du corps, doux et allusif, répond au traitement du visage à l'expression paisible.
Un des  motifs les plus originaux de la période Tháp Mâm consiste en une ligne de « seins » (?) autour de la base du piédestal. Ce motif émergea au Xe siècle en pays cham. L'élément central du piédestal circulaire de Trà Kiệu (actuellement retiré) possède en effet une frise semblable. Ce motif est caractéristique du style de Tháp Mâm. On retrouve ailleurs ce motif dans l'art du Sud-Est Asiatique : plusieurs pièces d'orfèvrerie javanaise du IXe – Xe siècle possèdent un motif similaire. Dans ces pièces d'orfèvrerie le motif en question a été interprété comme des fleurs, parfois comme des noix de coco. Ce pourrait être une version javanaise (et peut-être le prototype ?) du motif transposé ici, au XIIe – XIIIe siècle, en raison des liens étroits qui ont toujours uni Java et le Champa.
|  |  |  |

### Style de Yang Mum,XIVe–XVIesiècles
Ce style, moins virtuose que les œuvres immédiatement antérieures, est présent dans un Champa encore autonome et prospère, sur une aire étendue (en particulier sur les tours de Po Klaung Garai et Yang Prong, province de Đắk Lắk). Manifestement des échanges avec entre le royaume khmère, el Siam et le Champa laissent une trace dans ce nouveau style. Il se distingue par des accessoires nouveaux (colliers, diadèmes), des détails (comme les moustaches tombantes) et des poses, plus que par un traitement général des formes radicalement nouveau : ainsi la barbe taillée en pointe sous le menton, la position de Śiva, assis jambes croisées, et son costume richement décoré. Sur l'image du dieu au musée de Đà Nẵng, les épais sourcils, sont soulignés par une ligne de biseau qui épouse étroitement le milieu de chaque accolade. Une ligne semblable suit la lèvre supérieure et la moustache. De même, la barbe en pointe répond aux deux colliers, en pointe eux aussi, tout comme la stèle contre laquelle Śiva est adossé. Dans un tout autre registre, les enroulements donnent à la ceinture une forme purement ornementale. La cohérence de l'ensemble en fait, probablement le dernier chef-d'œuvre de l'art cham.

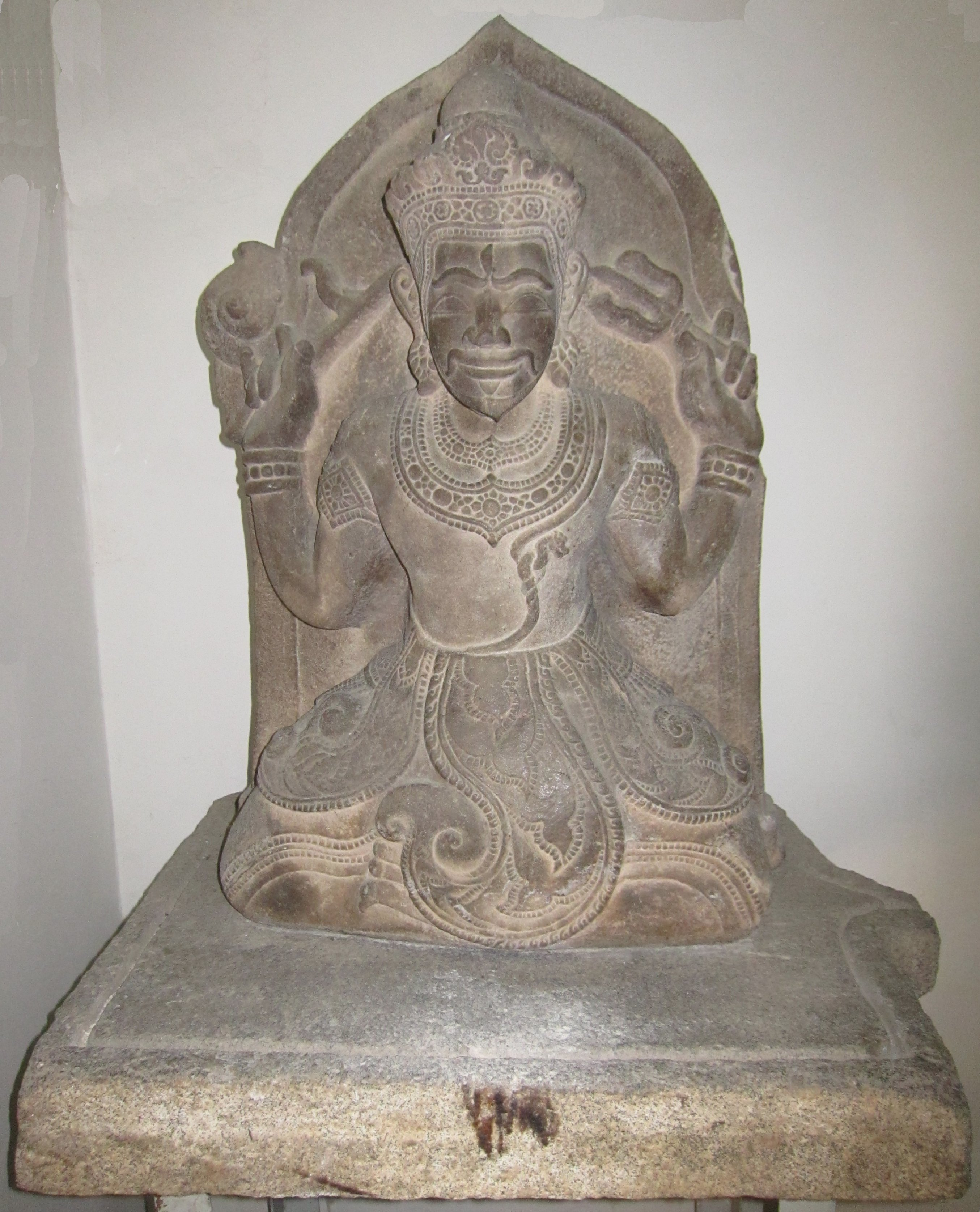
Śiva. Style de Yang Mum. XIVe – XVe siècle. Musée de Đà Nẵng
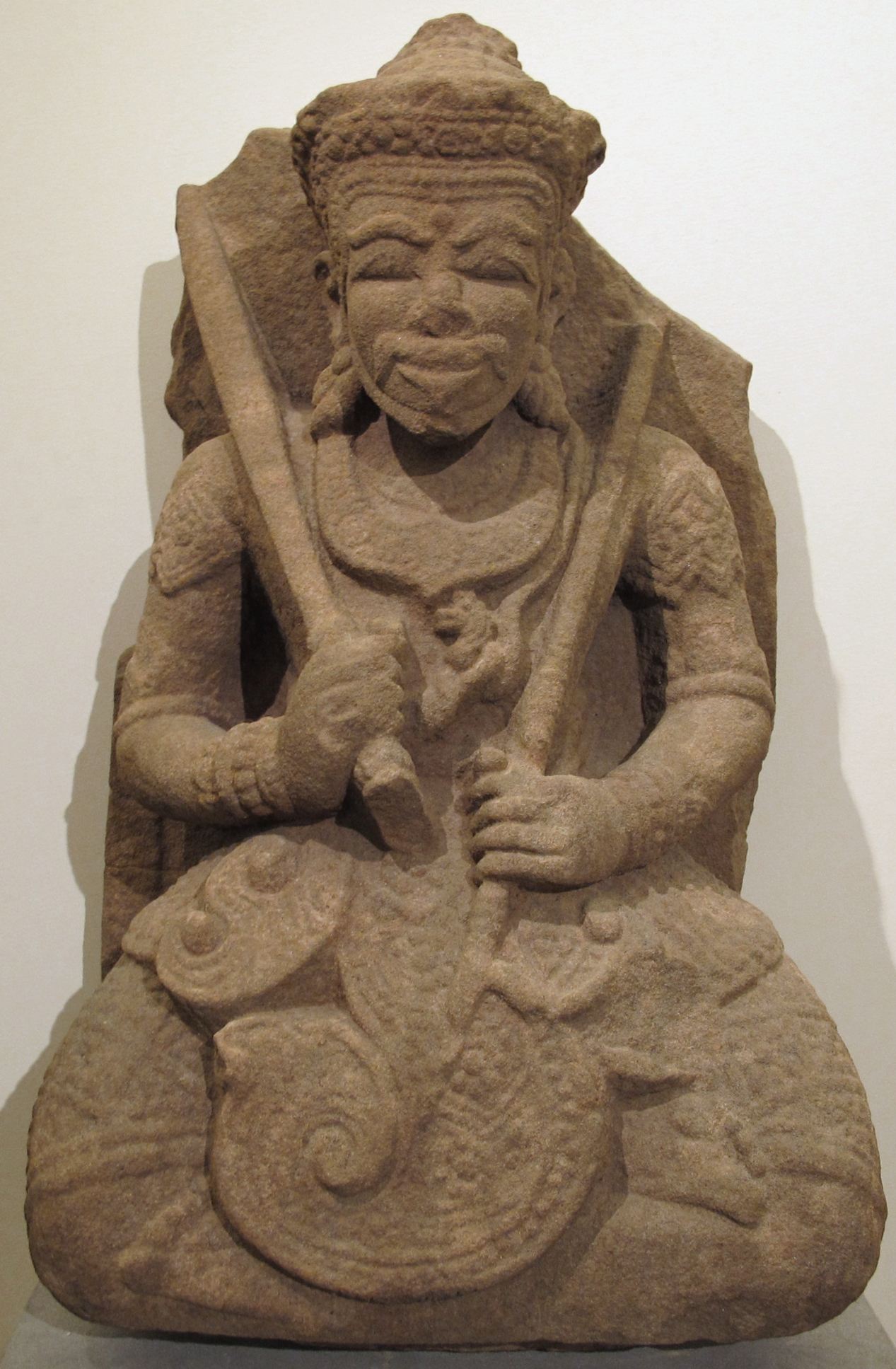
Śiva. Région de Kon Tum. Style de Yang Mum. Vers 1409. H. 85 cm. Musée Guimet
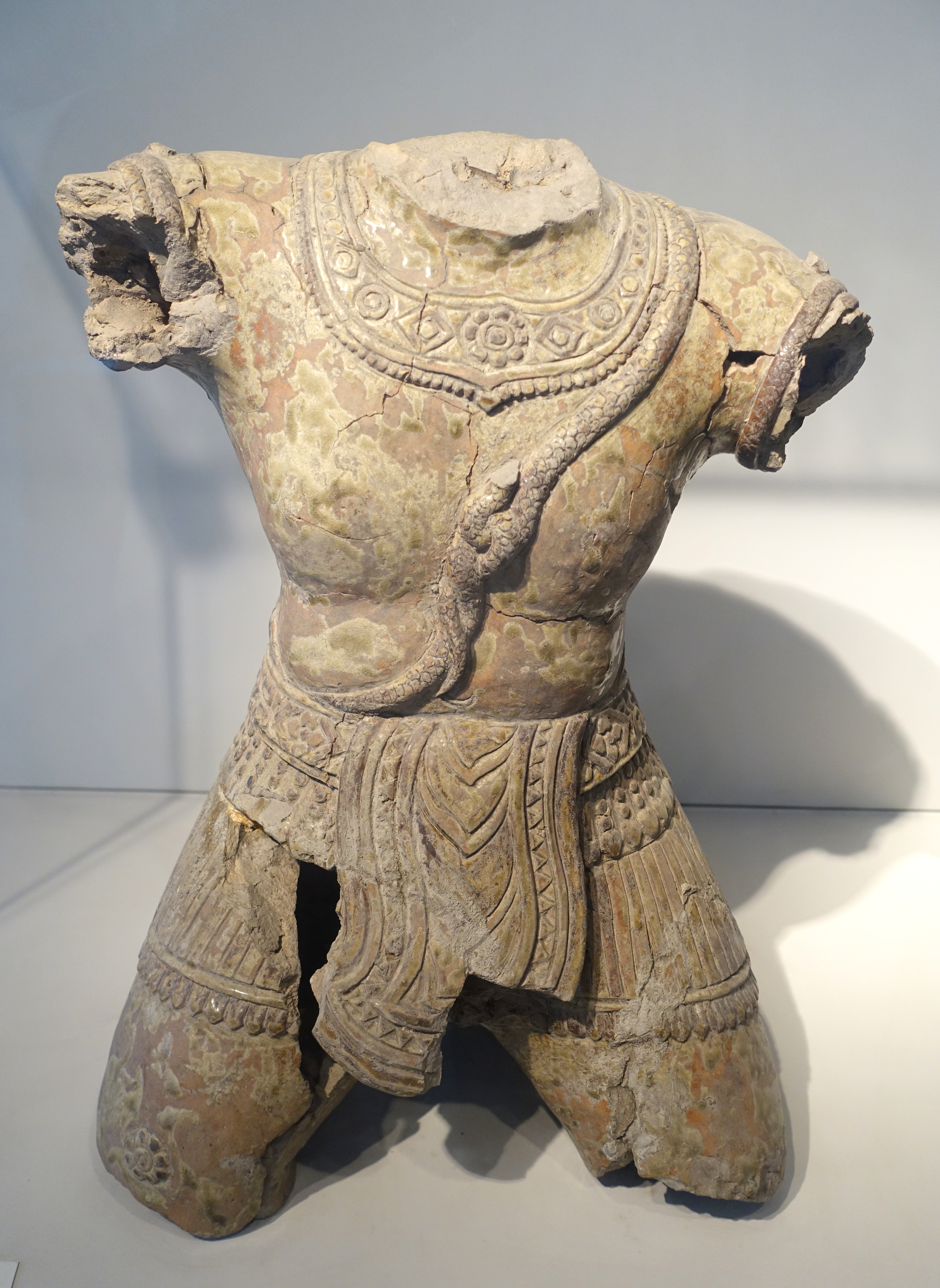
Corps d'une divinité mâle (Śiva?). Yang Mum, Gia Lai. XIVe – XVe siècle. Céramique brune. MH Vietnam
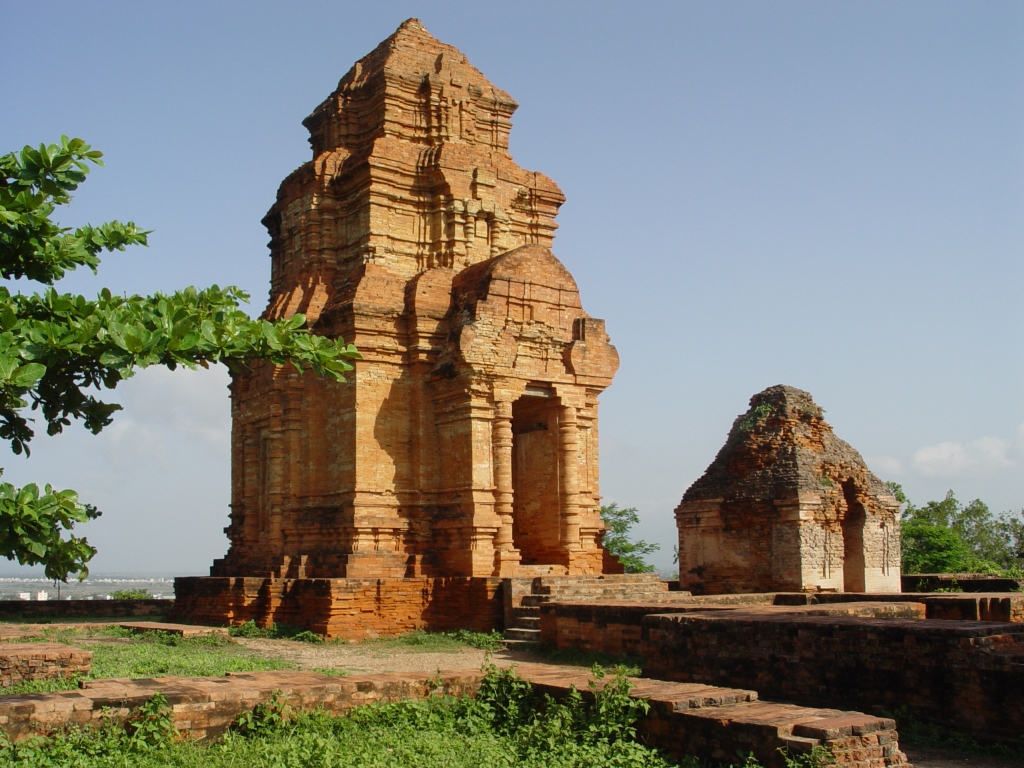
Tour-sanctuaire de Pôshanư, XVe siècle à Phan Thiết.
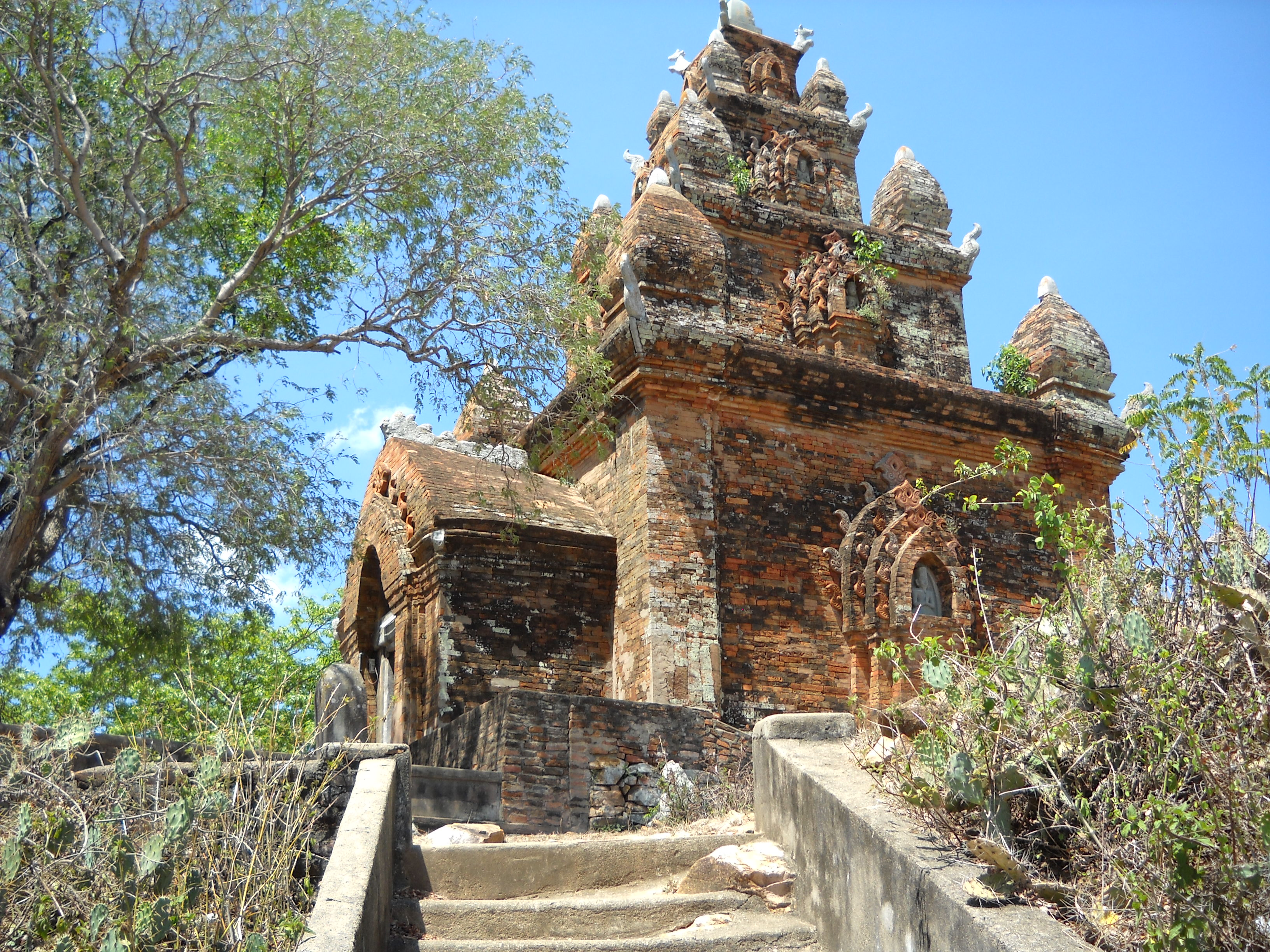
Tour-sanctuaire de Po Romé (1627-1651). Ninh Phuoc: 15km/ Phan Rang

## Céramique

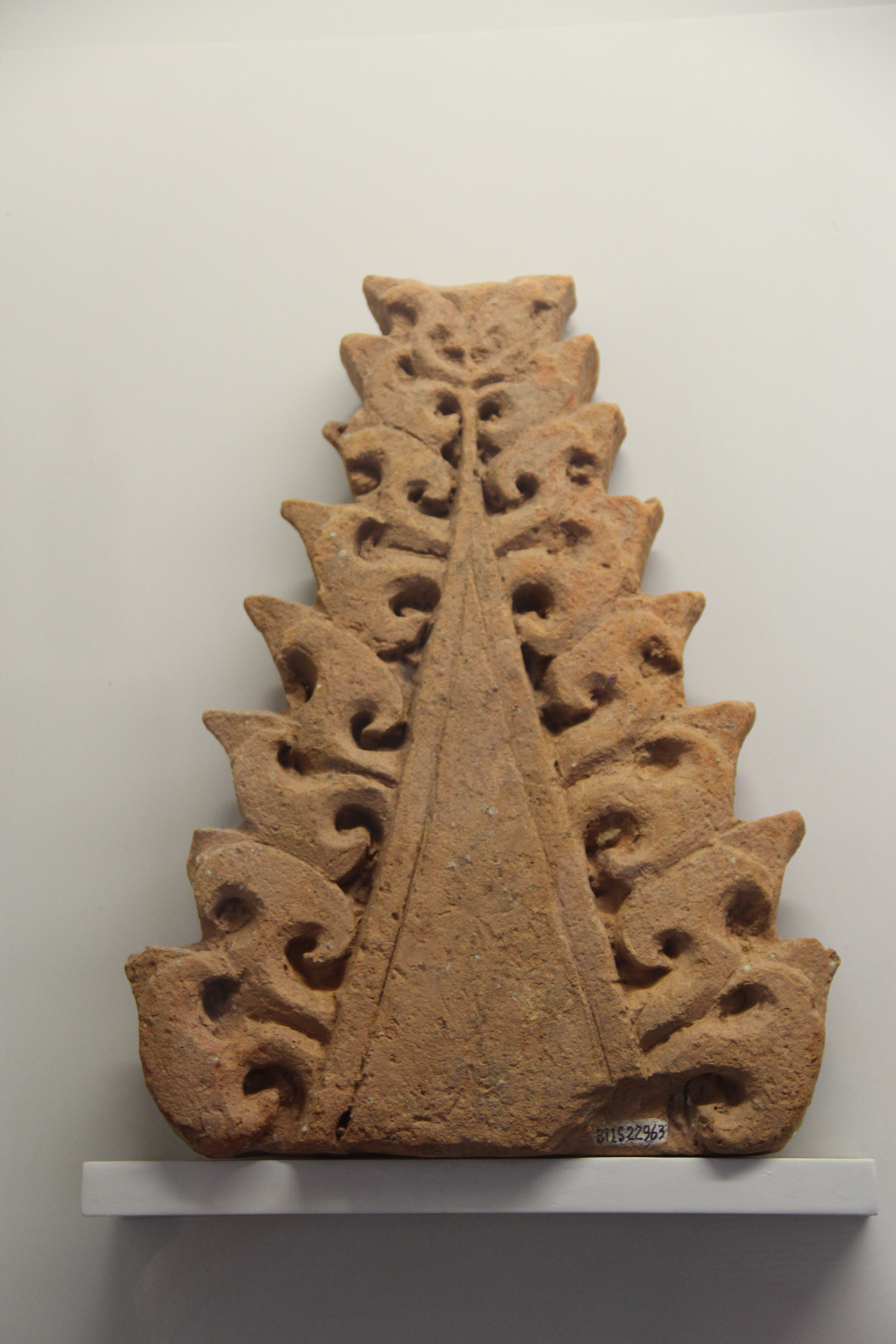
Ornement architectural en terre cuite. MH Vietnam
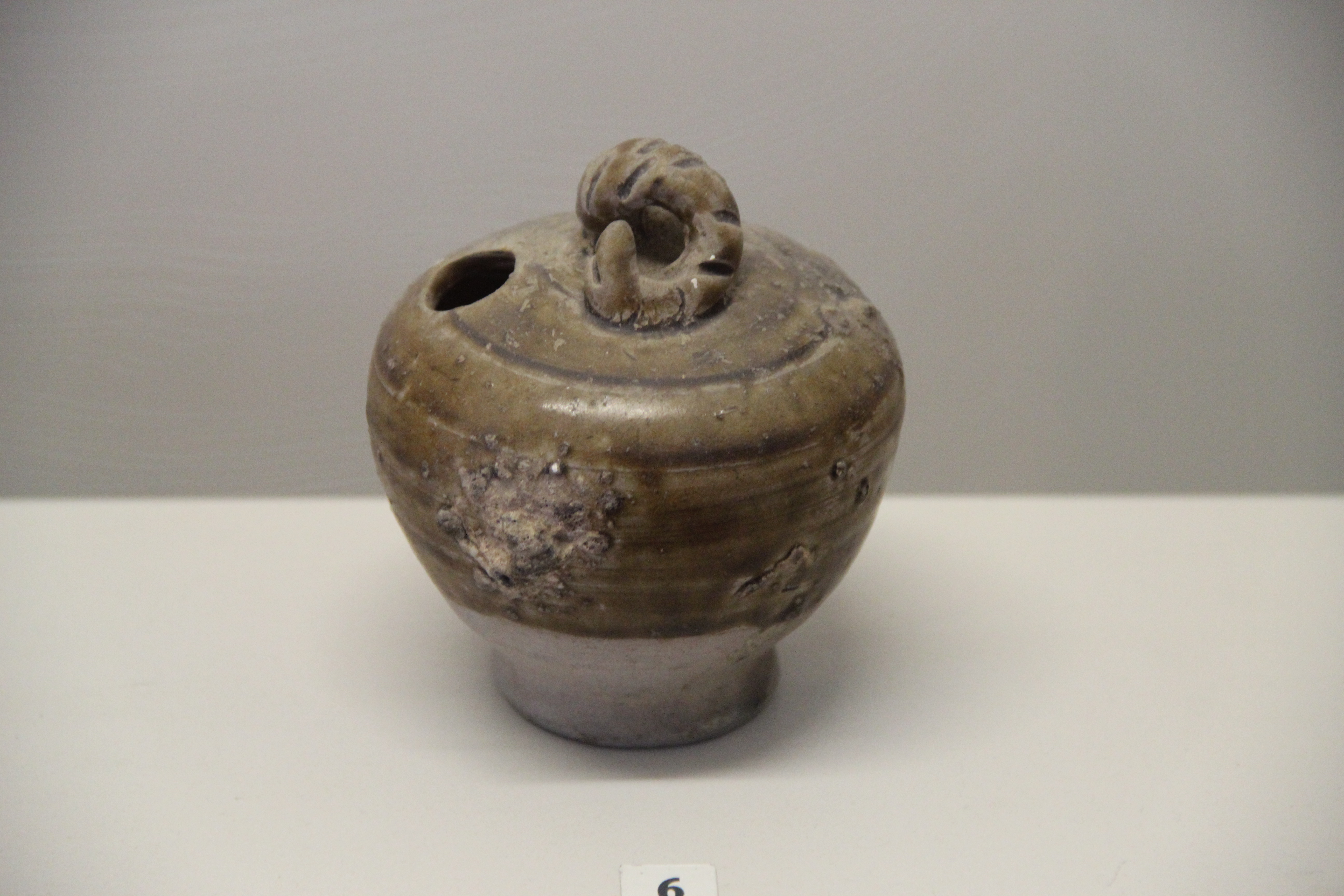
Ancienne céramique Champa. MH Vietnam
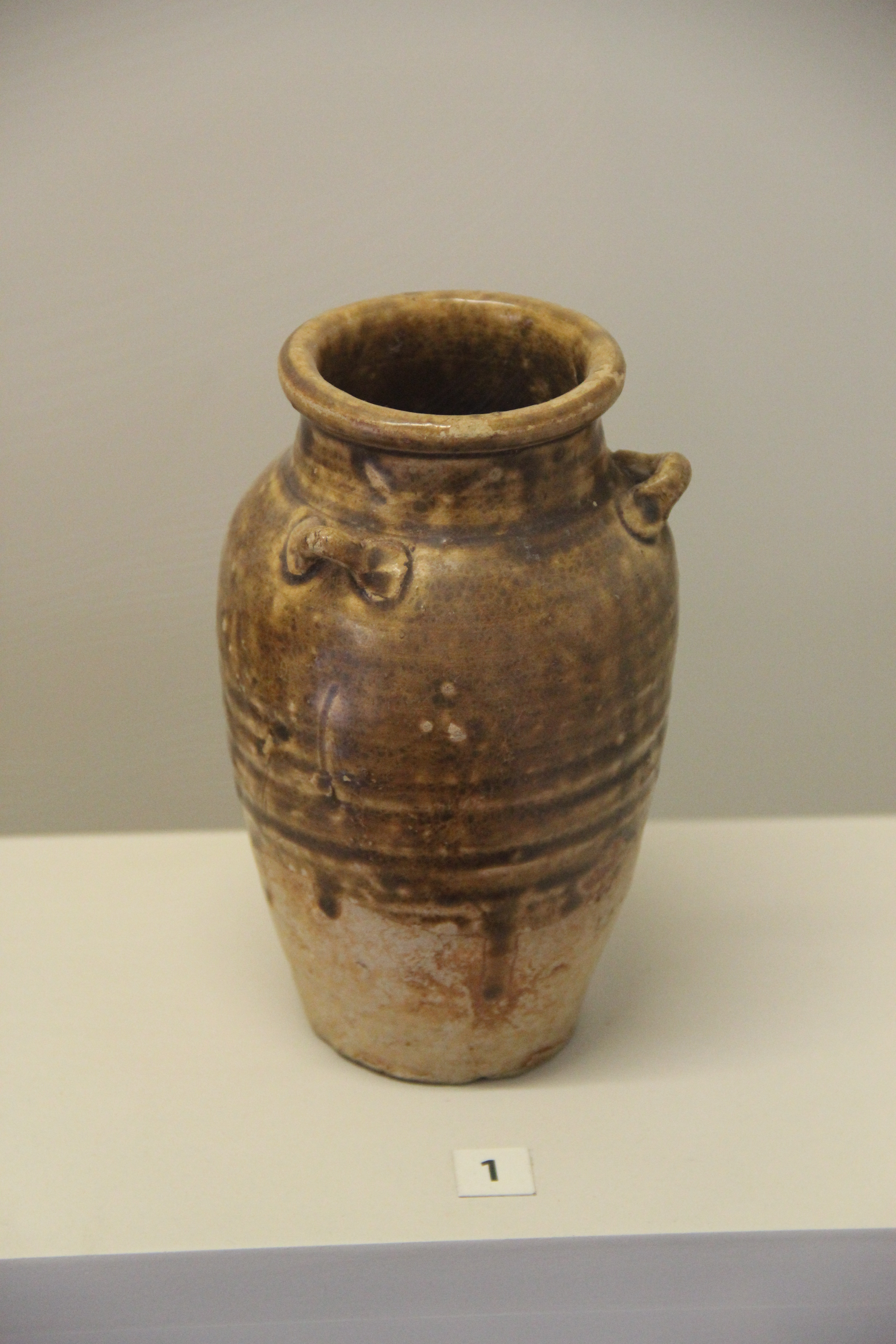
Petite jarre à couverte brune. H. 14,3 cm. Trà Kiệu, XIIIe – XIVe siècle. MH Vietnam
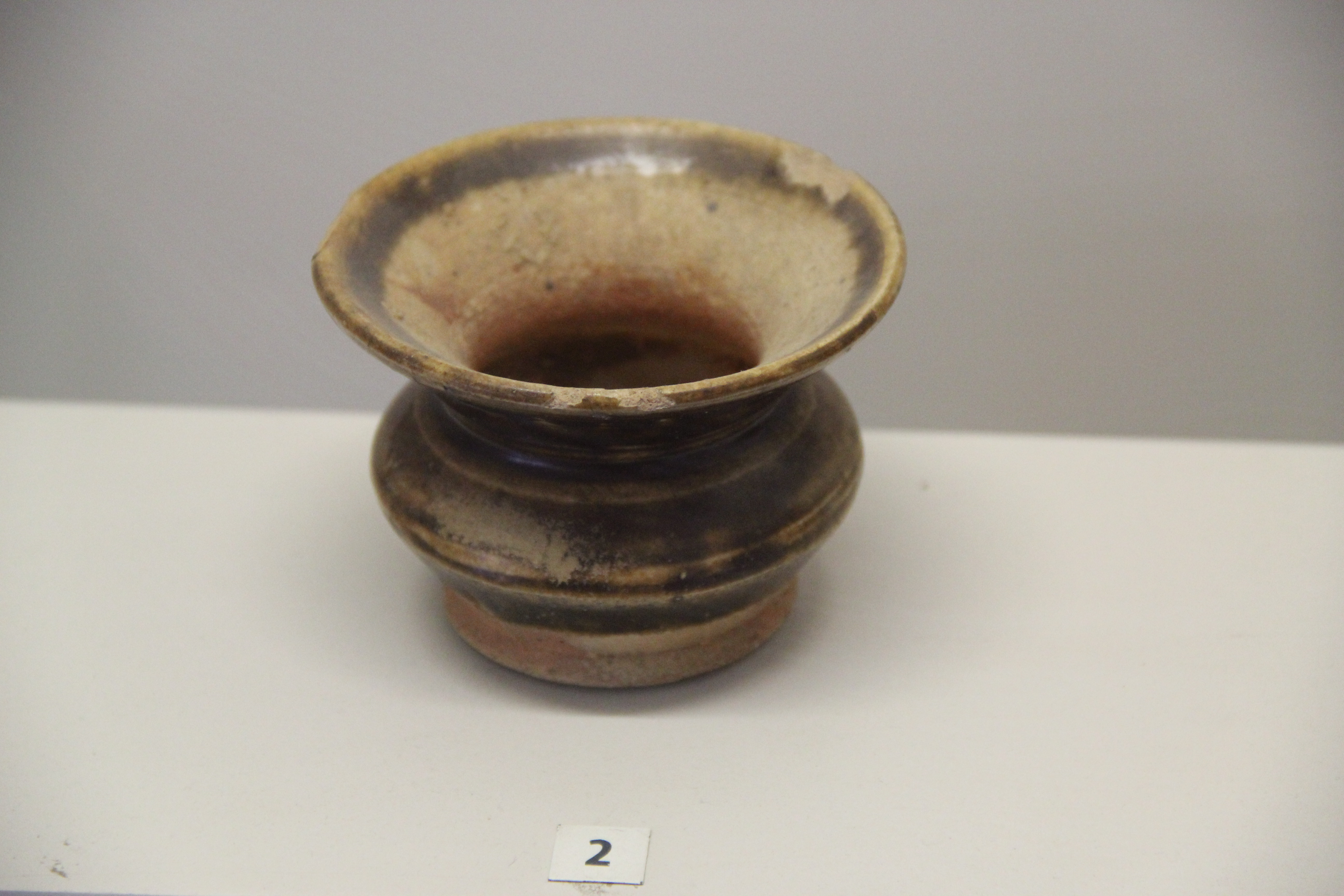
Petit vase. MH Vietnam
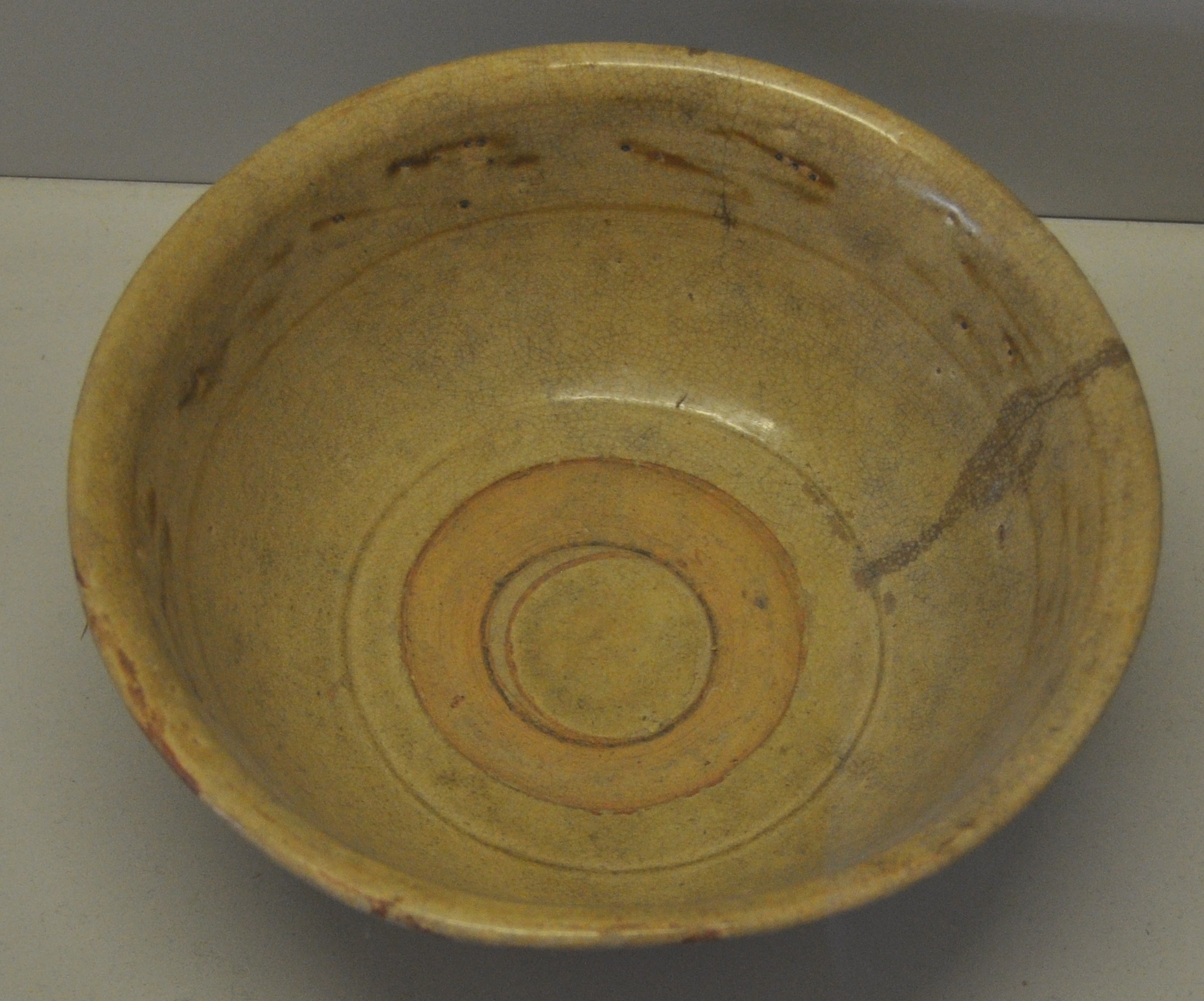
Bol du Champa. MH Vietnam

Le royaume de Vijaya a perduré sur cinq siècles, du Xe au XVe siècle, et les chercheurs y ont rencontré l'existence de 6 fours, du XIVe à la fin du XVe siècle. Cette production était aussi exportée, en partie jusqu'au nord du Vietnam, dans le royaume Đại Việt au cours de la dynastie Lê, la la citadelle de Than Long.
La céramique du Champa a pris des formes et aspects de surface assez divers, à côté de l'énorme production de briques pour la construction et de certaines parties des décors des édifices. Ce sont surtout des jarres ainsi que des bols et des plats. Les glaçures peuvent être brun sombre, « brun couleur d'anguille », brun de fer ou céladon. Le pied, la base d'une céramique cham n'est jamais recouverte. Les vases pour conserver les produits alimentaires sont décorés par impression, ou avec des motifs en relief ou incisés. Ce peut être, alors, des fleurs de lotus ou d'autres motifs à volutes inspirés des végétaux, des motifs géométriques ou même des vagues, et enfin de la face monstrueuse d'un Kāla. Ces procédés de décoration sont propres aux périodes qui ont précédé la porcelaine bleu blanc , aux XVe – XVIe siècles (comme la porcelaine de Bát Tràng, par exemple).

### Musées conservant l'art du Champa
Les plus grandes collections d'art du Champa sont exposées aux :
- Musée de la sculpture cham à Đà Nẵng (ancienne Indrapura)
- Musée d'Histoire du Viêt Nam (ex musée Blanchard de La Brosse) à Saïgon
- Musée national d'Histoire du Vietnam à Hanoi.
- Musée Guimet à Paris

De petites collections se trouvent au 
- Musée des Beaux-Arts de Saïgon [125]
- Musée des Beaux-Arts du Viêt Nam de Hanoi.
- Metropolitan Museum of Art
- British Museum...

Voir aussi :

- Liste de musées au Viêt Nam

### Orientalistes
- Camille Paris, qui a découvert My Son en 1899
- Henri Parmentier, qui a procédé aux fouilles et à la conservation des sites chams à partir de 1901
- Jeanne Leuba, Écrivain et épouse d'Henri Parmentier, a eu une part active dans ses expéditions et travaux, a écrit sur les Chams
- Louis Finot (orientaliste), Directeur de l'EFEO, qui avec Lunet de Lajonquière a inventorié tous les monuments cham
- Etienne Lunet de Lajonquière, qui a dressé un inventaire méticuleux et détaillé des monuments cham
- Henri Marchal, qui a succédé à Parmentier
- Jean Boisselier, qui a étudié avec Finot et Lajonquière les monuments cham et écrit sur la statuaire du champa
- Bernard-Philippe Groslier, fils de Georges Groslier, il a succédé à Marchal
- Georges Groslier, missionné par Albert Sarraut pour revitaliser les traditions artistiques des peuples indochinois en 1917
- Philippe Stern, qui avec son équipe a encodé les monuments cham pour identifier les différents styles
- Emmanuel Guillon, qui fonda en 1994, la Société des Amis du Champa Ancien (SACHA), association dissoute en 2011